# Liste der Kulturdenkmale in Ladenburg
In der Liste der Kulturdenkmale in Ladenburg sind Bau- und Kunstdenkmale der Stadt Ladenburg verzeichnet, die im „Verzeichnis der unbeweglichen Bau- und Kunstdenkmale und der zu prüfenden Objekte“ des Landesamts für Denkmalpflege Baden-Württemberg verzeichnet sind. Dieses Verzeichnis ist nicht öffentlich und kann nur bei „berechtigtem Interesse“ eingesehen werden. Die folgende Liste ist daher nicht vollständig. Für das die Altstadt liegt eine historische Ortsanalyse vor, aus der die Beschreibungen der Kulturdenkmale übernommen wurden.

## Allgemein
- Bild: Zeigt ein ausgewähltes Bild aus Commons, „Weitere Bilder“ verweist auf die Bilder im Medienarchiv Wikimedia Commons.
- Bezeichnung: Nennt den Namen, die Bezeichnung oder die Art des Kulturdenkmals.
- Lage: Straßenname und Hausnummer oder Flurstücknummer des Kulturdenkmals, gegebenenfalls auch den Ortsteil. Die Grundsortierung der Liste erfolgt nach dieser Adresse. Der Link (Karte) führt zu verschiedenen Kartendiensten mit der Position des Kulturdenkmals. Fehlt dieser Link, wurden die Koordinaten noch nicht eingetragen. Sind diese bekannt, können sie über ein Tool mit einer Kartenansicht einfach nachgetragen werden. In dieser Kartenansicht sind Kulturdenkmale ohne Koordinaten mit einem roten bzw. orangen Marker dargestellt und können durch Verschieben auf die richtige Position in der Karte mit Koordinaten versehen werden. Kulturdenkmale ohne Bild sind an einem blauen bzw. roten Marker erkennbar.
- Datierung: Baubeginn, Fertigstellung, Datum der Erstnennung oder grobe zeitliche Einordnung entsprechend des Eintrags in der zuständigen Denkmaldatenbank (Landesamt für Denkmalpflege Baden-Württemberg).
- Beschreibung: Kurzcharakteristik des Kulturdenkmals.

## Einzeldenkmale nach Stadtteilen

### Altstadt Ladenburg
| Bild           | Bezeichnung                                   | Lage                            | Datierung                         | Beschreibung | ID |
| -------------- | --------------------------------------------- | ------------------------------- | --------------------------------- | --- | -- |
|                | Gesamtanlage Altstadt                         | (Karte)                         |                                   | Ladenburg hat sich seinen mittelalterlichen Stadtgrundriss weitgehend bewahren können und bietet mit seinem vielfach in das 15. bis 19. Jahrhundert zurückreichenden historischen Gebäudebestand bis heute das Bild einer Nebenresidenz der Wormser Bischöfe, die sich im 18. Jahrhundert zu einer kleinen pfälzischen Ackerbürgerstadt wandelte. Noch immer bestimmen die Türme der beiden Pfarrkirchen, der Hexenturm und das Martinstor die Silhouette der Stadt. Ihre innere Struktur ist geprägt vom Nebeneinander von stattlichen Gast- und Bürgerhäuser, die sich an der zentralen Achse der sich zum Marktplatz aufweitenden Hauptstraße reihen, von großen kirchlichen bzw. bischöflichen Bauten im Süden der Stadt, von repräsentativen Adelshöfen der Wormser Ministerialen vor allem im Norden und Osten sowie der dazwischen immer wieder zu findenden schlichteren, kleinteiligeren Behausungen der Handwerker und Ackerbürger. Im Zweiten Weltkrieg unzerstört und seit den 1970er Jahren schonend saniert, hat sich Ladenburg das geschlossene, von Neubauten weitgehend unbeeinträchtigte Stadtbild bis heute erhalten können. Aufgrund dieser Bedeutung ist Ladenburg seit 1983 eine Gesamtanlage gemäß § 19 DSchG, an deren Erhaltung ein besonderes öffentliches Interesse besteht. Geschützt nach § 19 DSchG |    |
| Weitere Bilder | Amtshof (Palais, Bischofshof)                 | Amtshof 1 (Karte)               | 13. Jahrhundert                   | Dreigeschossiger verputzter Massivbau, in der Mitte der Ostfassade vorgelegter polygonaler Treppenturm, zwei seitliche Standerker, Sattel- und Mansarddächer; im Kern frühmittelalterlich, Anfang 13. Jahrhundert Erweiterung unter Einbeziehung der Stadtbefestigung (Westseite), Ende 16./Anfang 17. Jahrhundert Renovation und Erweiterung im Stil der Renaissance, 1590 Norderker, um 1610 Treppenturm, um 1620 Süderker, 1659 ist der Bischofshof zum letzten Mal Nebenresidenz des Wormser Bischofs, 1708 Sitz des neuen kurpfälzischen Oberamtes Ladenburg, 1758/1759 barocker Umbau zur Landschreiberei, ab 1806 Sitz des badischen Bezirksamts, ab 1864 Amtsgericht, 1872 vom Kaufmann Georg Scola ersteigert, 1885 von der Stadt gekauft, um Lehrerwohnungen einzurichten, 1968 Einrichtung des Lobdengau-Museums, 1974/75 Restaurierung mit Neugestaltung Fassade, nach Entdeckung von Farbresten mit manieristischer Illusionsmalerei nach italienischen Vorbildern aus der Zeit um 1600 versehen, 1988-1995 Museum geschlossen, Gebäude grundlegend umgebaut und durch Anbau im Zwingergraben erweitert, 1995 Wiedereröffnung des Museums, 2010/11 erneute Sanierung der Fassade. Der ehemalige Wormser Bischofshof hat hohen dokumentarischen Wert sowohl als Keimzelle der karolingischen Kernstadt als auch für den Ausbau Ladenburgs zur bischöflichen (Neben-)Residenz seit dem frühen 13. Jahrhundert. Der Bischofs- und spätere Amtshof ist ein das Stadtbild in höchstem Maße prägendes Großbauwerk mit elementarem Zeugniswert für die Stadtgeschichte Geschützt nach § 28 DSchG |    |
|                | Gartenfreifläche                              | Amtshof (Karte)                 |                                   | An der Südwestseite der ehemals vollständig ummauerten Altstadt gelegener, heute verfüllter Grabenbereich im Vorfeld des Amtshofs. Die an der Südwestseite der historischen Kernstadt gelegene Grünfläche hat hohen dokumentarischen Wert für die strukturelle Entwicklung der Stadt. Hier sind Teile der Stadtbefestigung mit Mauer und Graben, die Ladenburg seit dem frühen Mittelalter umgab, noch erlebbar. Geschützt nach § 2 DSchG |    |
|                | Gartenfreifläche                              | Neue Anlage, Nordosten (Karte)  |                                   | An der Nordostseite der ehemals vollständig ummauerten Altstadt gelegener, heute verfüllter Grabenbereich im Vorfeld der in den Ökonomiegebäuden an der Torgasse und in den rückwärtigen Parzellen der nordöstlichen Hauptstraße erhaltenen Stadtmauerreste. Die an der Nordostseite der historischen Kernstadt gelegene Grünfläche, hat hohen dokumentarischen Wert für die strukturelle Entwicklung der Stadt. Hier sind Teile der sich östlich an das ehemalige Schriesheimer Tor anschließenden Stadtbefestigung mit Mauer und Graben, die im Zuge der Stadterweiterung Ladenburgs um die Wende vom 12. zum 13. Jahrhundert entstand, noch erlebbar. In den 1870er Jahren wurden die den Grabenbereich nach außen sichernde Zwingermauer abgebrochen, der Stadtgraben verfüllt und das Schriesheimer Tor abgerissen. An der Nordseite der Altstadt entstand an Neuer Anlage und Luisenstraße eine erste größere Stadterweiterung mit dichter Wohnbebauung, die durch Straßenverlängerungen bzw. -durchbrüche (Preysing-, Zehnt- und Schulstraße) an den Stadtkern angeschlossen wurde. So ist die nördliche Stadtbefestigung Ladenburgs heute nur noch an der Grünfläche im Nordosten und an zwei weiteren kleinen Grünflächen im Nordwesten der Neuen Anlage ablesbar. Geschützt nach § 2 DSchG | BW |
|                | Gartenfreifläche                              | Neue Anlage, Nordwesten (Karte) |                                   | An der Nordwestseite der ehemals vollständig ummauerten Altstadt gelegener, heute verfüllter Grabenbereich westlich und östlich des Martinstors. Die beiden kleinen an der Nordwestseite der historischen Kernstadt gelegenen Grünflächen haben hohen dokumentarischen Wert für die strukturelle Entwicklung der Stadt. Hier sind Teile der Stadtbefestigung mit Mauer und Graben, die Ladenburg seit der Stadterweiterung um die Wende vom 12. zum 13. Jahrhundert umgab, noch erlebbar. In den 1870er Jahren wurden die den Grabenbereich nach außen sichernder Zwingermauer abgebrochen, der Stadtgraben verfüllt und das Schriesheimer Tor im Osten der Stadt abgerissen. An der Nordseite der Altstadt entstand an Neuer Anlage und Luisenstraße eine erste größere Stadterweiterung mit dichter Wohnbebauung, die durch die Wormser Straße sowie durch Straßenverlängerungen bzw. -durchbrüche (Preysing-, Zehnt- und Schulstraße) an den Stadtkern angeschlossen wurde. So ist die nördliche Stadtbefestigung Ladenburgs heute nur noch an den beiden kleinen Grünflächen beim Martinstor und an einer weiteren größeren Grünfläche im Nordosten der Stadt beim ehemaligen Schriesheimer Tor ablesbar. Geschützt nach § 2 DSchG |    |
|                | Gartenfreifläche                              | Wallstadter Straße (Karte)      |                                   | An der Westseite der ehemals vollständig ummauerten Altstadt gelegener, heute verfüllter Grabenbereich im Vorfeld der in Teilen erhaltenen Stadtmauer, südlicher Teil westlich des Amtshofes, nördlicher Teil zwischen Hauptstraße und Neuer Anlage. Während der südliche Teil des ehemaligen Stadtgrabens (westlich des Amtshofes bzw. zwischen Hauptstraße und Cronberger Gasse) in die Zeit wahrscheinlich des 9. Jahrhunderts zurückreicht, stammt der nördliche Teil (zwischen Cronberger Gasse und Neuer Anlage) aus der Zeit der Stadterweiterung um 1200. Die an der Westseite der historischen Kernstadt gelegenen Grünflächen haben hohen dokumentarischen Wert für die strukturelle Entwicklung der Stadt. Hier sind Teile der Stadtbefestigung mit Mauer und Graben, die Ladenburg seit dem frühen Mittelalter umgab, noch erlebbar. Nachdem die Befestigungsanlagen ihre fortifikatorische Funktion verloren hatten, wurde die Stadtmauer 1831 auf Stadtratsbeschluss zum Abbruch freigegeben. Im Westen der Stadt entstand ein die ehemalige Grabenzone und ihr Vorfeld umfassender Grüngürtel, im Grabenbereich zwischen Hauptstraße und Cronberger Gasse siedelten verschiedene Gewerbebetriebe an. In den 1970er Jahren kaufte die Stadt Ladenburg im Zusammenhang mit der Errichtung des neuen Rathauses die Grundstücke, ließ die Betriebe abreißen, die westliche Stadtmauer freilegen und die im Grabenbereich gelegene Grünanlage verbreitern. Geschützt nach § 2 DSchG |    |
|                | Gehöft                                        | Babogasse 2 (Karte)             | 16./17. Jahrhundert               | Dreigeschossiger verputzter Massivbau, in der Mitte der Ostfassade vorgelegter polygonaler Treppenturm, zwei seitliche Standerker, Sattel- und Mansarddächer; im Kern frühmittelalterlich, Anfang 13. Jahrhundert Erweiterung unter Einbeziehung der Stadtbefestigung (Westseite), Ende 16./Anfang 17. Jahrhundert Renovation und Erweiterung im Stil der Renaissance, 1590 Norderker, um 1610 Treppenturm, um 1620 Süderker, 1659 ist der Bischofshof zum letzten Mal Nebenresidenz des Wormser Bischofs, 1708 Sitz des neuen kurpfälzischen Oberamtes Ladenburg, 1758/1759 barocker Umbau zur Landschreiberei, ab 1806 Sitz des badischen Bezirksamts, ab 1864 Amtsgericht, 1872 vom Kaufmann Georg Scola ersteigert, 1885 von der Stadt gekauft, um Lehrerwohnungen einzurichten, 1968 Einrichtung des Lobdengau-Museums, 1974/75 Restaurierung mit Neugestaltung Fassade, nach Entdeckung von Farbresten mit manieristischer Illusionsmalerei nach italienischen Vorbildern aus der Zeit um 1600 versehen, 1988-1995 Museum geschlossen, Gebäude grundlegend umgebaut und durch Anbau im Zwingergraben erweitert, 1995 Wiedereröffnung des Museums, 2010/11 erneute Sanierung der Fassade. Der ehemalige Wormser Bischofshof hat hohen dokumentarischen Wert sowohl als Keimzelle der karolingischen Kernstadt als auch für den Ausbau Ladenburgs zur bischöflichen (Neben-)Residenz seit dem frühen 13. Jahrhundert. Der Bischofs- und spätere Amtshof ist ein das Stadtbild in höchstem Maße prägendes Großbauwerk mit elementarem Zeugniswert für die Stadtgeschichte. Geschützt nach § 2 DSchG |    |
| Weitere Bilder | Gasthaus, Zur Goldenen Krone                  | Brauergasse 2 (Karte)           | 1709                              | Zweigeschossiges verputztes Gasthaus in Ecklage zwischen Hauptstraße und Brauergasse, massives Erdgeschoss, leicht vorkragendes Fachwerk-Obergeschoss, im Obergeschoss teilweise geohrte Fenstergewände, frühklassizistisches Portal Walmdach, Hauptgebäude durch einen schmalen Zwischenbau mit einem Nebengebäude verbunden; 1709 (bauinschriftlich datiert) anstelle eines älteren Vorgängerbaus als Gasthaus „Zur Krone“ neu errichtet, Gasthaus in den 1950er Jahren geschlossen, zunächst Kronenapotheke, später Elektrogeschäft Josef Salinger, zugehörige Brauerei mit großem Eiskeller 1980 abgebrochen, 1984 Gebäude von der Stadt erworben, 2007 Umbau und Sanierung, seitdem wieder Gastwirtschaft und Hotel. Das 1709 durch einen Neubau ersetzte Gasthaus und Herberge „Zur Krone“ wird 1602 erstmals urkundlich erwähnt, als war der Gassenwirt Georg Plantner seine Herberge an Paul Kreuz verkauft. Das ehemalige Gasthaus „Zur Goldenen Krone“ hat dokumentarischen Wert als eines der stattlichen barocken Gast- und Bürgerhäuser an der Ladenburger Hauptstraße. Mit seiner Tradition als alte Schildherberge und Bierbrauerei in typischer Lage an der zentralen Wegeachse der Stadt erinnert es an ihre Wirtschafts- und Sozialgeschichte. Geschützt nach § 2 DSchG |    |
|                | Brauergasse 4 (Wohnhaus)                      | Brauergasse 4 (Karte)           | 15./16. Jahrhundert               | Zweigeschossiges, verputztes, giebelständiges Wohnhaus, massives Erdgeschoss, zur Brauergasse Putzquaderung und später verändertes Fenster, über an der östlichen Traufseite sichtbaren Balkenköpfen leicht vorkragendes Fachwerk-Obergeschoss, Satteldach, 15./16. Jahrhundert, im 16./17. Gasthaus und Herberge „Zum Horn“ bzw. „Zum Schwarzen Adler“, Fenster und Dachhaut modern ersetzt, 1984 Abbruch der zugehörigen Scheune. Das einstige Gasthaus „Zum Schwarzen Adler“ hat hohen exemplarischen und dokumentarischen Wert als eines der in das Spätmittelalter zurückreichenden Ladenburger Gast- und Bürgerhäuser. Mit seiner Tradition als Gasthaus in typischer Lage in unmittelbarer Nachbarschaft zur Hauptstraße als der zentralen Wegeachse der Stadt ist es ein Zeugnis ihrer Wirtschafts- und Sozialgeschichte. Geschützt nach § 28 DSchG |    |
|                | Ziehbrunnen                                   | Cronberger Gasse 2 (Karte)      |                                   | Ehemaliger Ziehbrunnen, Schacht und Abdeckung erhalten und vom neu errichteten Gebäudes Cronberger Gasse 2 teilweise verdeckt bzw. überbaut, zur Erinnerung an den Brunnen wurde ein neuer halbrunder Trog in die Fassade des Hauses integriert. Über diesem Spolie des alten Brunnens, inschriftlich bezeichnet *617. Die Relikte des einstigen Ziehbunnens sind wichtige Zeugnisse für Ladenburgs historische Wasserversorgung. Er erinnert daran, dass die Bevölkerung jahrhundertelang auf die öffentlichen Brunnen angewiesen war und diese wichtige Zentren des öffentlichen und sozialen Lebens waren. Erst mit dem Bau der Hauswasserleitungen 1903 verloren die einst zahlreichen Brunnen ihre Funktion und wurden zum großen Teil aufgegeben. Geschützt nach § 2 DSchG | BW |
|                | Wohnhaus                                      | Cronberger Gasse 6 (Karte)      | 17. Jahrhundert                   | Hofanlage mit Wohnhaus, Scheune und Nebengebäude wohl im ausgehenden 17. Jahrhundert unter Verwendung älterer Bauteile (Sandsteingewände der Torfahrt) errichtet;zweigeschossiges, traufständiges Wohnhaus, Nord- und Südwand im Erdgeschoss massiv und verputzt, Fachwerk-Obergeschoss, zur Cronberger Gasse verputzt mit über der großenTorfahrt verkröpftem Stockwerkgesims, zur Hofseite freiliegendes Fachwerk, Satteldach,Torfahrt und Fassade im späten 19./frühen 20. Jahrhundert überarbeitet;große, dreigeschossige, giebelständige Bruchsteinscheune, Giebel später in Sandsteinquadern und Ziegeln ersetzt, Satteldach, im Hof korbbogiges Portal mitmodernem Tor;an die Scheune angebautes Nebengebäude, verputzter Massivbau mit Satteldach,Eingangstür mit Oberlicht und historischem Türblatt;1977 kauft die Stadt das Anwesen, um den Bau der Gerberstiege zu ermöglichen (diese1979 angelegt), Anwesen 1981 saniert (Dach, Fassade, Sanitär/Heizung), 1982 Dachstuhlder Scheune erneuert. Die Hofanlage mit ihrer großen Torfahrt, durch die der rückwärtige Teil der Parzelleerreicht werden kann, und der seitlich angebauten Scheune hat dokumentarischen undexemplarischen Wert für die Ladenburger Wirtschafts- und Sozialgeschichte. Sie erinnertdaran, dass Ladenburg bis weit in das 19. Jahrhundert hinein von der (Nebenerwerbs-)Landwirtschaft geprägt war. Geschützt nach § 2 DSchG |    |
| Weitere Bilder | Hof                                           | Cronberger Gasse 12 (Karte)     | 16./17. Jahrhundert               | Schmaler, langgestreckter, traufständiger Bau entlang der Cronberger Gasse, verputzterMassivbau mit Satteldach, an der Ostseite abgewalmt, an der Westseite profiliertesSegmentbogenportal mit der Jahreszahl 1590, Rechteckfenster des 16. Jahrhunderts und hoher Ziergiebel, Kellerportal mit verwittertem Wappen der Familie Cronberg, Fenster anden Traufseiten zumeist mit barocken Ohrenumrahmungen; im 16./17. Jahrhundert unter Verwendung mittelalterliche Mauerteile errichtet, das Anwesen gehörte im 16. Jahrhundert den Herren von Bettendorf, 1586 kaufte Hartmut von Cronberg d. Ä. den Hof, sein Sohn Georg nahm eine 1605 abgeschlossene Erneuerung vor, das Anwesen kam im frühen18. Jahrhundert in den Besitz des Speyerer Domkapitels (speyerische Kellerei), um 1900im Besitz des Grafen Wiser, der hier eine Kellerei betrieb, 1937 Verkauf der Kellerei,nach dem 2. Weltkrieg Wirtschaftsgebäude abgebrochen, 1964 Nebengebäude und Stallabgebrochen, 1970 eröffnet die Planungsgruppe 67 hier ihr Planungsbüro, 1975 Umbau und Sanierung, 1985 Sanierung Westgiebel, 2010 Sanierung Fassade und Dach.Der ehemalige Cronberger Hof hat als einer der großen, bis ins hohe Mittelalterzurückreichenden Ladenburger Adelshöfe hohen dokumentarischen Wert für die Entwicklung der Stadt. In der karolingischen Kernstadt, vor allem aber im Areal der Stadterweiterung der Zeit um 1200 befanden sich mehrere große Adelshöfe, die im Besitzvon Ministerialen der Wormser Bischöfe waren. Später erneuert und umgebaut zeugen die Hauptgebäude der Adelshöfe bis heute vom Reichtum und gesellschaftlichen Rang ihrer einstigen Besitzer, während die zugehörigen Nebengebäude weitgehend verschwundensind. Geschützt nach § 28 DSchG |    |
|                | Wohnhaus                                      | Domhofgasse 1 (Karte)           | 16. Jahrhundert                   | Zweigeschossiges, traufständiges Wohnhaus, massives verputztes Erdgeschoss, Fenster- und Türgewände aus Sandstein, am Rundbogenportal des Kellerabgangs bezeichnet1692, freiliegendes Fachwerkobergeschoss, Satteldach; Ende des 16. Jahrhunderts als Fachwerkbau errichtet, erhielt 1692 ein massives Erdgeschoss, 1976 Dacherneuerung,1984 Sanierung und Umbau, Erneuerung der nordwestlichen Hofwand, Fassadenänderung(Fenster, Kellereingangsbogen erhöht), Fachwerkfreilegung. Ungeachtet des in jüngerer Zeit überformten Erdgeschosses hat das Gebäudedokumentarischen Wert für die Stadtbaugeschichte als eines jener bis in das 16./17. Jahrhundert zurückreichenden, für den Ladenburger Altstadtkern charakteristischenBürger- und Handwerkerhäuser mit massivem verputztem Erdgeschoss und Fachwerk-Obergeschoss. Geschützt nach § 28 DSchG |    |
| Weitere Bilder |                                               | Eintrachtgasse 2 (Karte)        |                                   | Zweigeschossiges Eckhaus an Eintrachtgasse und Kirchenstraße, massives, verputztesErdgeschoss, Fachwerk-Obergeschoss, weitgehend freigelegt, Krüppelwalmdach, am Obergeschoss Inschrift „Taglöhnerhaus, um 1500“; 17./18. Jahrhundert mit älterem Kern (16. Jahrhundert), 1980/81 Umbau und Renovierung, Sanierung Fassade,Fenstererneuerung, Dacherneuerung. Das kleine schmucklose Handwerker- oder Taglöhnerhaus steht beispielhaft für die schlichte Bauweise der einfacheren Bevölkerungsschicht. Es erinnert an die Wirtschaftsgeschichte und Sozialtopographie der Stadt, siedelten sich doch an der Eintrachtgasse, die am Südrand der Kernstadt ein kleines Handwerkerviertel zwischenKirchgasse und Stadtmauer erschloss, weniger wohlhabende Ladenburger Bürger an Geschützt nach § 2 DSchG |    |
| Weitere Bilder | Wohnhaus                                      | Feuerleitergasse 1 (Karte)      |                                   | Dreiflügelige Hofanlage mit Garten, Wohnhaus und schmales Nebengebäude zur Babogasse sowie Verbindungsbau, zweigeschossiges, giebelständiges, verputztes Wohnhaus aus Bruchsteinmauerwerk, Satteldach, dekorative Malereien im Innenraum, Nebengebäude, ehemaliges Ökonomiegebäude, massives Sockelgeschoss, Fachwerk-Obergeschoss mit geschosshohen Streben, am Ostgiebel Rundbogengewände, Satteldach, Garten begrenzt durch Bruchsteinmauer, in die ein Renaissancetürgewände vermauert ist; dreiflügelige Anlage im Kern mittelalterlich, Wohnhaus mit mittelalterlichen Umfassungsmauern, Zwischenwände, Decken und Dachwerk stammen aus dem Jahr 1682(dendrochronologisch datiert), Fachwerk des Nebengebäudes und Rundbogengewände am Ostgiebel 16. Jahrhundert, Wohnhaus und Nebengebäude durch Zwischenbauverbunden, Fachwerkgeschoss des Wohnhauses, 1977 saniert, 1983 Wohnhausumbau(im Inneren), 1993 umfassende Sanierung. Das bis in das Mittelalter zurückreichende Gehöft mit der heute durch zu Wohnzwecken umgebauten Scheune und dem großen Garten hat dokumentarischen Wert für die Ladenburger Wirtschafts- und Sozialgeschichte. Es erinnert daran, dass Ladenburg als Ackerbürgerstadt bis weit in das 19. Jahrhundert hinein von der (Nebenerwerbs-)Landwirtschaft geprägt war. Die Hofanlage steht zudem beispielhaft für die bauliche Struktur der nordöstlichen und südöstlichen Randgebiete der Ladenburger Altstadt. Im Gebiet der hochmittelalterlichen Stadterweiterung lassen sich - trotz der Nachverdichtungen des 19. und 20. Jahrhunderts - im Gegensatz zur dicht bebauten karolingischen Kernstadt bis heute noch große und locker bebaute Parzellen ausmachen. Geschützt nach § 2 DSchG |    |
| Weitere Bilder | Spital, Antoniussptial                        | Färbergasse 1 (Karte)           |                                   | Zweigeschossiges, traufständiges Spitalgebäude (Nr. 1), massives Erdgeschoss, Fachwerk-Obergeschoss (inschriftlich bezeichnet 1739), Satteldach; im Kern spätgotische Spitalkapelle St. Antonius Eremit mit Dreiseitchor (Nr. 3), am Chor zur Nische vermauertes bauzeitliches Fenster mit Figur des Kirchenpatrons, übrige Chorfenster erst am Anfang des 20. Jahrhunderts in barockisierender Form eingefügt, Nordwestseite beim Umbau zum Wohnhaus im frühen 19. Jahrhundert durchfenstert, unter dem Chor Durchfluss des Kanzelbachs, zu dessen Einfassung Steine der ehemaligen römischen Stadtmauerverwandt wurden; 1366 erste urkundliche Erwähnung des Bürgerspitals, Gebäude im Dreißigjährigen Krieg (1622) und im Pfälzischen Erbfolgekrieg (1688) zerstört, 1739 wiederaufgebaut, 1809 Spital in ein Haus am Schriesheimer Tor verlegt, Kapelle profaniert und wie das Spitalgebäude an der Färbergasse und die Ökonomiebauten an privat verkauft, Kapelle als landwirtschaftliches Anwesen genutzt, Spitalgebäude zeitweise auch Schmiede, 1957 Freilegung des Fachwerks, 1994 Sanierung der Antonius-Kapelle, 2009erneute Sanierung, Verbesserung der Gründung an der Spitalkapelle. Das Heilig-Geist-Spital ist ein herausragendes und stadtbildprägendes Zeugnis für die Geschichte und die soziale Fürsorge von Ladenburg. Das 1366 erstmals erwähnten Spitals war als einzige öffentliche Fürsorgeeinrichtung in Mittelalter und früher Neuzeit von immenser Wichtigkeit für die Armen, Alten und Kranken der Stadt. Geschützt nach § 28 DSchG |    |
| Weitere Bilder | Wohnhaus                                      | Färbergasse 2 (Karte)           | 18./19. Jahrhundert               | Zweigeschossiges, giebelständiges, verputztes Wohnhaus, massives Erdgeschoss, Fachwerk-Obergeschoss, Satteldach mit Schleppgauben; 18./19. Jahrhundert, 1978 Erneuerung von zwei Fenstern im Erdgeschoss, 1981 Dachumdeckung, 1996 Dachausbau. Das um die Wende vom 18. zum 19. Jahrhundert in schlichter Formensprache erbaute stattliche Wohnhaus hat dokumentarischen Wert für die jüngere Ladenburger Stadtbaugeschichte. Es ist eines der im Altstadtkern mehrfach anzutreffenden Gebäude, die zur Schaffung neuen Wohnraumes für die stetig wachsende Ladenburger Bevölkerung anstelle älterer Vorgängerbauten oder in durch die Kriegswirren des 17. Jahrhunderts geschlagenen Baulücken errichtet wurden. Geschützt nach § 2 DSchG |    |
| Weitere Bilder | Scheune                                       | Färbergasse 3 (neben) (Karte)   | um 1830                           | Große giebelständige Bruchsteinscheune mit Schopfwalmdach, um 1830 errichtet, östlich angebautes Ökonomiegebäude mit verputztem Bruchstein-Erdgeschoss, hölzernem Obergeschoss und Satteldach; 19. Jahrhundert. Nachdem das Antoniusspital 1809 in ein Gebäude am Schriesheimer Tor verlegt wurde, teilte die Stadt die Anlage auf und verkaufte die Gebäude an Privat. Die profanierte Kapelle wurde zu einem landwirtschaftlichen Anwesen umgenutzt und umgebaut. Die stattliche Bruchsteinscheune wurde um 1830 auf dem Gelände des ehemaligen Hospitalgartens errichtet. Die stattliche Bruchstein-Scheune hat städtebauliche Bedeutung als einer der wenigen in der Kernstadt erhaltenen großen Ökonomiebauten und erinnert an die bis weit in das 19. Jahrhundert hinein von der (Nebenerwerbs-)Landwirtschaft geprägten Ladenburger Wirtschaftsgeschichte. Geschützt nach § 2 DSchG |    |
| Weitere Bilder | Wohnhaus                                      | Färbergasse 6 (Karte)           | 17. Jahrhundert                   | Dreigeschossiges, traufständiges, verputztes Wohnhaus, massives Erdgeschoss mit großer Torfahrt mit geradem Sturz und modernem Tor als Metall und Glas, Fachwerk-Obergeschosse, verbretterter Giebel, Satteldach; im Kern 17. Jahrhundert (westlicher Hausteil), in den 1920/30er Jahren um östlich anschließendes Ökonomiegebäude erweitert und zusammen mit diesem um ein drittes Stockwerk (Lagergeschoss) aufgestockt. Trotz umfangreicher Überformung im frühen 20. Jahrhundert ist das im Kern in der 17. Jahrhundert zurückreichende Gebäude von dokumentarischem Wert für die Ladenburger Stadtbau- und Wirtschaftsgeschichte. Es erinnert daran, dass für die im 19. und 20. Jahrhundert stark angestiegene Zahl der Ladenburger Einwohner neuer Wohn- und Arbeitsraum geschaffen werden musste Geschützt nach § 2 DSchG |    |
| Weitere Bilder | Wohnhaus                                      | Färbergasse 8 (Karte)           | 1684                              | Dreigeschossiges, traufständiges Wohnhaus, massives Erdgeschoss, Fenster- und Türgewände aus Sandstein, am Oberlichteingangsportal bezeichnet 1684, Fachwerk-Obergeschosse, am ersten Obergeschoss mit geschweiften Streben und Rauten-Brüstungsfeld verziert, Satteldach mit großem Zwerchhaus; Erdgeschoss und erstes Obergeschoss von 1684, 1983-1989 Sanierung mit Grundriss- und Fassadenänderung, Wohnungseinbau im Erdgeschoss, Ausbau Dachgeschoss. Ungeachtet der späteren Überformung und Aufstockung hat das Haus Färbergasse 8 als eines jener bis in das 17. Jahrhundert zurückreichenden, für den Ladenburger Altstadtkern charakteristischen Bürgerhäuser mit massivem verputztem Erdgeschoss und Fachwerk-Obergeschossen dokumentarischen Wert für die Stadtbaugeschichte. Das Gebäude hat zudem als Geburtshaus des späteren Reichsgrafen von Seilern, die staatsgeschichtliche Bedeutung erlangte (Verfasser der Pragmatischen Sanktion für die Habsburger Monarchie am 19. April 1713), heimatgeschichtliche Bedeutung. Geschützt nach § 28 DSchG |    |
| Weitere Bilder | Torfahrthaus                                  | Färbergasse 11 (Karte)          | frühes 19. Jahrhundert            | Langgestreckte Hofanlage, zweigeschossiger, traufständiger, verputzter Massivbau, mit 21 Fensterachsen zur Färbergasse, durchgehendes Stockwerkgesims, zwei Torfahrten mit geradem Sturz und seitlichen, klassizistischen Sandsteinpfeilern mit Kapitellen, große Holztoren, an Nr. 13 rundbogiger Kellerabgang, Satteldach; im frühen 19. Jahrhundert unter Verwendung älterer Bauteile errichtet; in den 1970er Jahren Umbau des ehemals landwirtschaftlich bzw. gewerblich (zeitweise Nietenfabrik Kraus) genutzten Hofes zu einem Wohnhaus mit 8 Wohneinheiten, 1984 Fenstererneuerung, 2001 Dachgauben an der Hofseite. Die überaus stattliche, unter Verwendung älterer Bausubstanz im frühen 19. Jahrhundert erbaute Hofanlage hat dokumentarischen Wert für die Ladenburger Stadtbau- und Wirtschaftsgeschichte. Das heute zu Wohnzwecken umgebaute Anwesen war eine der neben den Adelshöfen größten Hofanlagen Ladenburgs. Die im spätklassizistischen Stil gestaltete, 21-achsige Fassade mit zwei Torfahrten und die enorme Größe lassen auf einen wohlhabenden Besitzer schließen und zeugen von der großen Bedeutung. die die Landwirtschaft bis weit in das 19. Jahrhundert hinein für das Ladenburger Wirtschaftsleben hatte. Geschützt nach § 2 DSchG |    |
| Weitere Bilder | Wohnhaus                                      | Färbergasse 12 (Karte)          | 17. Jahrhundert                   | Zweigeschossiges giebelständiges Wohnhaus, setzt sich aus ursprünglich zwei Gebäudeteilen zusammen, zur Straße über einem massiven Hochkeller, zwei Fachwerk-Geschosse mit Mannfiguren, 17. Jahrhundert, mit im 18. Jahrhundert vergrößerten Fensteröffnungen, hinterer Gebäudeteil Hochkeller und Erdgeschoss mit starken massiven Sandsteinmauern, Fachwerk-Obergeschoss (konstruktives Fachwerk, heute freigelegt), 16./17. Jahrhundert, 1981 Sanierung, 1989 Renovierung Straßenfassade, 2011/13 Malerarbeiten Fassade. Ein Teil der Straßenfrontgründung des Gebäudes ist Teil der aus großen Steinquadern - die teilweise von der Ruine der römischen Marktbasilika stammen - gebildeten Einfassung des Kanzelbachs, der ehemalige Gerber- und Färberquartier mit dem zur Ausführung ihres Berufes notwendigen Wasser versorgte. Das Gebäude hat dokumentarischen Wert für die Stadtbaugeschichte als eines der bis in das 17. Jahrhundert zurückreichenden, für den Ladenburger Handwerker- und Ackerbürgerhäuser. Der rückwärtig angebaute Stall- und Scheunenteil erinnert daran, dass das Ladenburger Wirtschaftsleben bis weit in das 19. Jahrhundert hinein von der (Nebenerwerbs-)Landwirtschaft geprägt war. Geschützt nach § 2 DSchG |    |
| Weitere Bilder | Wohnhaus                                      | Hauptstraße 1 (Karte)           | 19. Jahrhundert                   | Zweigeschossiges, massives Eckhaus, Tür- und Fenstergewände, Stockwerkgesimse und Fensterbedachungen aus Sandstein, segmentbogig geschlossene Fenster, am Obergeschoss mit Bekrönungen (oberlichtartige Blendfenster mit Terrakottareliefs mit Frauenköpfen und Ornamenten), Satteldach mit spitzgiebligen Gauben, an der südlichen Giebelseite Balkon mit schmiedeeisernem Gitter; im dritten Viertel des 19. Jahrhunderts im Stil des romantischen Klassizismus für den Holzhändler Johann Philipp Fuchs errichtet, bis in die 1860er Jahre befand sich an dieser Stelle die sog. Hengststalle, eine an den Wirt des gegenüberliegenden Gasthauses Schiff verpachtete Scheune/Remise, 1985 Modernisierung, Instandsetzung, Ausbau Dachgeschoss, 1986 Fassadenanstrich, 1987 Kellerwand von außen isoliert. Das in zeittypischer Formensprache des Klassizismus nach der Mitte des 19. Jahrhunderts errichtete Gebäude hat dokumentarischen Wert die jüngere städtebauliche Entwicklung Ladenburgs. Die Stadt verharrte lange in den Grenzen des mittelalterlichen Mauerrings. Erst mit der dem Entstehen eines neuen Wohnviertels an der „Neuen Anlage“ nach 1876 begann sich die Stadt darüber hinaus auszudehnen. Das auf dem Areal des 1831 abgebrochenen Neckartors errichtete Gebäude ist einer der wenigen vor dieser Zeit außerhalb der mittelalterlichen Stadt entstandenen Neubauten. Geschützt nach § 2 DSchG |    |
|                | Gasthaus, Zum Schiff                          | Hauptstraße 4 (Karte)           | Mitte 19. Jahrhundert             | Zweigeschossiges Eckhaus, verputztes Massivbau, umlaufende horizontale Gliederung durch Stockwerksgesimse, segmentbogige Fenster mit hölzernen Klappläden, Walmdach mit spitzgiebligen Gauben; Mitte 19. Jahrhundert, 1980 von der Stadt gekauft, 1988/89 Umbau und Sanierung (u.a. Dach, Fassade), Umnutzung zu Vereinsräumen und einer Arztpraxis. Das Gasthaus „Zum Schiff“ war seit 1860 Treffpunkt der Honoratiorenvereinigung „Casino-Gesellschaft“, die im großen Saal des Anbaus Festlichkeiten und Bälle veranstalteten. In diesem Festsaal wurde 1920 ein Kino eingerichtet (Lowingers Lichtbildattraktionen), 1955 Abriss des alten Kinos und Neubau der „Schloss-Lichtspiele-Ladenburg“, 1968 Kinobetrieb eingestellt, Umbau zu Lebensmittelmarkt, 1970 Disco „Lord Nelson“, nach 1980 abgerissen. Das in zeittypischer Formensprache des Klassizismus um die Mitte des 19. Jahrhunderts errichtete Gebäude hat dokumentarischen Wert die jüngere städtebauliche Entwicklung Ladenburgs. Die Stadt verharrte lange in den Grenzen des mittelalterlichen Mauerrings. Erst mit der dem Entstehen eines neuen Wohnviertels an der „Neuen Anlage“ nach 1876 begann sich die Stadt darüber hinaus auszudehnen. Das auf dem Areal des 1831 abgebrochenen Neckartors errichtete Gasthaus „Zum Schiff“ ist einer der wenigen vor dieser Zeit außerhalb der mittelalterlichen Stadt entstandenen Neubauten. Geschützt nach § 2 DSchG | BW |
| Weitere Bilder | Wohnhaus                                      | Hauptstraße 5 (Karte)           | Erste Hälfte des 19. Jahrhunderts | Zweigeschossiges, traufständiges Wohnhaus, verputzter Massivbau über hohem Sockel-/ Kellergeschoss mit kleinen halbbogigen Fensteröffnungen, vierachsige Fassade mit Pilastern und verkröpften Gesimsen gegliedert, Giebeldreieck mit zwei Blendbögen, Satteldach, jüngerer Anbau (Friseurgeschäft) mit Dachterrasse; in der ersten Hälfte des 19. Jahrhunderts unter Verwendung von mittelalterlichen Bauteilen (im Sockelgeschoss) im Weinbrennerstil errichtet, 1969 Instandsetzung, Umbau und Ladenanbau. Das Haus Hauptstraße 5 hat dokumentarischen Wert für die jüngere Ladenburger Stadtbau- und Wirtschaftsgeschichte. Es besitzt eine der eher selten im Altstadtkern anzutreffenden Fassaden, die in der Formensprache des frühen 19. Jahrhunderts gestaltet wurden. Mit seinem späteren Anbau ist es auch städtebaulicher Beleg für die Entwicklung der Hauptstraße zur wichtigsten Geschäftsstraße im 19. und 20. Jahrhundert. Geschützt nach § 2 DSchG |    |
|                | Rundbogentor                                  | Hauptstraße 13 (Karte)          | 1607                              | Rundbogiges Sandsteinportal in Renaissanceformen, am Schlussstein Wappen der Familie Neunheller und Jahreszahl 1607; das Gebäude wurde anstelle einer alten Scheuer im 19. Jahrhundert neu errichtet, Renaissanceportal der Scheune an gleicher Stelle wieder eingebaut, Keller als Fundament verwendet, 1978 Umbau, 1989 Umbau, dabei der rechte Gebäudeteil vollständig ausgekernt. Das in einem Neubau des 19. Jahrhunderts integrierte Renaissanceportal von 1607 hat dokumentarischen Wert für die Ladenburger Wirtschafts- und Sozialgeschichte. Es erinnert daran, dass auch reiche Bürger wie die Familie Neunheller, die am Marktplatz ein stattliches Anwesen besaß, eine Landwirtschaft betrieben. Geschützt nach § 28 DSchG |    |
|                | Wohn- und Geschäftshaus                       | Hauptstraße 16 (Karte)          | Mitte 19. Jahrhundert             | Zweigeschossiger, traufständiger, verputzter Massivbau, zurückversetzter Eingang, über fünf Stufen erreichbar, hohe schmale bauzeitliche (Schau-)Fenster im Erdgeschoss, diese und Obergeschoss-Fenster mit Sandsteingewänden, Stockwerks- und Traufgesims mit Deutschem Band verziert, Satteldach mit Schleppgauben; Mitte 19. Jahrhundert anstelle eines älteren Vorgängerbaus erbaut, 1996 Umbau und Modernisierung (Anbringung von Gauben, Anbau im Hof zur Erweiterung der Ladenfläche). Das um die Mitte des 19. Jahrhunderts in schlichter zeittypischer Formensprache erbaute Wohnhaus steht beispielhaft für die jüngere Ladenburger Stadtbaugeschichte. Es ist eines der im Altstadtkern mehrfach anzutreffenden Gebäude, die zur Schaffung neuen Wohnraumes für die stetig wachsende Ladenburger Bevölkerung anstelle älterer Vorgängerbauten oder in durch die Kriegswirren des 17. Jahrhunderts geschlagenen Baulücken errichtet wurden. Mit seinem jüngeren Ladeneinbau kündet es zudem davon, dass sich die Hauptstraße seit dem 19. Jahrhundert zur zentralen Einkaufsstraße Ladenburgs entwickelte. Geschützt nach § 2 DSchG |    |
|                | Gasthaus, Zum Goldenen Hirsch                 | Hauptstraße 18 (Karte)          | vor 1587                          | Zweigeschossiges, traufständiges Gasthaus mit etwas niedrigerem schmalen Anbau im Süden (farblich abgesetzt), im Erdgeschoss Eingangstür und drei Fenster mit Ohrenrahmungen (links), am rechten Hausteil große spätere Schaufenster und zweite Eingangstor, am Obergeschoss Fensterband mit durchgehender Sohlbank, am Anbau Doppelfenster, Satteldach; das Gasthaus wird 1587 erstmals urkundlich erwähnt, als der Bensheimer Ratsherr Heinrich Brüder den Hirsch an Wendel Ernst verkauft, war bis zum Ende des 18. Jahrhunderts als Gasthaus und Herberge „Zum güldenen Hirsch“ im Besitz der Familie Ernst, bauliche Veränderungen 1693 (Jahreszahl an einem Balken), im späten 18. Jahrhundert umgebaut, 1993/94 Umbau und Erweiterung der Gaststätte, im linken Hausteil Restaurant „Goldener Hirsch“, im rechten „Café Provence“. Das ehemalige Gasthaus „Zum goldenen Hirsch“ hat hohen exemplarischen und dokumentarischen Wert als eines der im Kern noch mittelalterlichen Gast- und Bürgerhäuser an der Ladenburger Hauptstraße. Mit seiner Tradition als Gasthaus und Herberge in typischer Lage an der zentralen Wegeachse erinnert es an die Wirtschafts- und Sozialgeschichte der Stadt. Ehemaliger Stall des Gasthofes „Zum goldenen Hirsch“, zweigeschossiges, traufständiges Ökonomiegebäude, Erdgeschoss mit großen hölzernen Toren, Obergeschoss stark vorkragend, konstruktives Fachwerk, Satteldach; 19. Jahrhundert, Holztore später ersetzt. Das schlichte Gebäude - ursprünglich zum nahe gelegenen Gasthaus „Zum Goldenen“ (Hauptstraße 18) gehörend - hat städtebauliche Bedeutung als wohl letzter im Altstadtkern erhaltener Gaststall, Remise und späterer Garage eines der großen Gasthöfe an der zentralen Ladenburger Straßenachse. Zusammen mit der im späten 16. Jahrhundert erstmals urkundlich genannten Schildwirtschaft erinnert es an die Ladenburger Wirtschaftsgeschichte. Geschützt nach § 28 DSchG |    |
| Weitere Bilder | Wohn- und Geschäftshaus, Zum steinernen Stock | Hauptstraße 19 (Karte)          | 1565                              | Wohn- und Geschäftshaus, aus zwei Gebäudeteilen bestehend: westlicher Teil massives, verputztes Erdgeschoss mit jüngerem Ladeneinbau, Obergeschoss in Zierfachwerk mit geschweiften Streben, Andreaskreuzen und rautenverziertem Brüstungsfeld, Satteldach mit Schleppgauben; mittelalterlicher Kern (romanische Quader) mit Fachwerk-Obergeschoss aus der Zeit um 1565 (dendrochronologisch datiert), im 17. Jahrhundert Gasthaus und Herberge „Zur Sonne“; östlicher Teil Massivbau, im Erdgeschoss jüngerer Ladeneinbau, an der Südwand Spolien eingelassen (Wappentafel des 17. Jahrhunderts, Stürze und Tafeln), verputztes Obergeschoss, Walmdach mit Gauben; erste Hälfte 19. Jahrhundert erbaut, 1836 eröffnet der Kaufmann Georg Scola ein Colonial-, Glas- und Eisenwarengeschäft, 1933 Einrichtung der ersten Ladenburger Milchzentrale (Milchsammelstelle der neu gegründeten Ladenburger Milchgenossenschaft) in der Waschküche des Hauses (bis 1937), 1973/74 Vergrößerung des bestehenden Lebensmittelgeschäftes durch Umbau des Gebäudes (Schaufensterfront durch eine Fußgängerpassage ersetzt und die Hoffläche überbaut) und Hinzunahme des westlichen Nachbargebäudes. Das aus zwei ursprünglich selbständigen Gebäuden bestehende Anwesens hat dokumentarischen Wert als Zeugnis der Ladenburger Stadtbau- und Wirtschaftsgeschichte. Während der im Kern in romanische Zeit zurückreichende Westteil, wahrscheinlich als Rest eines Kaufmanns- und Patriziersitzes am ersten Marktplatz der Stadt wichtiges bauliches Dokument aus der Frühzeit der mittelalterlichen Stadt ist, steht der Ostteil als Neubau der ersten Hälfte des 19. Jahrhunderts, in den Spolien des bedeutenden historischen „Haus zum steinernen Stock“ eingelassen sind, beispielhaft für die jüngere Stadtentwicklung und Wirtschaftsgeschichte. Mit der Eröffnung eines Colonial-, Glas- und Eisenwarengeschäft im Jahr 1836 ist er (auch mit seinen späteren Veränderungen am Ladenlokal) städtebaulicher Beleg für die Entwicklung der Hauptstraße zur wichtigsten Ladenburger Geschäftsstraße im 19. und 20. Jahrhundert. Geschützt nach § 28 DSchG |    |
| Weitere Bilder | Wohn- und Geschäftshaus                       | Hauptstraße 23 (Karte)          |                                   | Geschlossene Hofanlage, bestehend aus fünf Gebäude (ursprünglich sechs Gebäude, diese 1831 errichtete Bau wurde 1987 abgetragen), die einen Innenhof umschließen: - ein dreigeschossiges, turmartige Steinhaus 1229/30 errichtet, 1382 neuer Dachstuhl, 1400 Reparatur der Geschossdecken in Erd- und 1. Obergeschoss (alle Daten dendrochronologisch ermittelt), um 1600 umfassend erneuert und umgebaut, im 18. Jahrhundert modernisiert, dabei Fenster barock überformt, im 19. Jahrhundert Dachstuhl unter Verwendung der Hölzer von 1385 umgebaut, - ein südlich vorgelagertes, etwas niedriges Gebäude mit massivem Erdgeschoss, Fachwerk-Obergeschossen und -giebel, um 1600 an das Steinhaus angebaut, - westlich angefügtes zweigeschossiges, traufständiges Gebäude, massives Erdgeschoss mit großer rundbogiger Torfahrt, bezeichnet 1596 - ein zur Tabakscheune umgebautes Nebengebäude - eine quergestellte Scheune, 18. Jahrhundert 1957 Umbau weiter Teil des Erdgeschosses zum ersten Selbstbedienungsladen in Ladenburg, der SPAR-Freiwahl-Laden von Hans Hessenthaler (bis 1987), dabei Betondecke mit Lichtkuppeln über dem Innenhof eingezogen, 1987 Totalsanierung der Hofanlage, Umbau des Erdgeschosses zu Einzelhandelsgeschäften (heute Gaststätte) und der Obergeschosse zu Wohnungen. Die ehemalige Hofanlage hat dokumentarischen Wert nicht nur aufgrund ihres hohen Alters, sondern auch für die Vergangenheit Ladenburgs als Ackerbürgerstadt, in der der überwiegende Teil der Bevölkerung bis weit in das 19. Jahrhundert hinein eine (Nebenerwerbs-)Landwirtschaft betrieb. Sie verweist mit ihrer stattlichen Größe und der prominenten Lage an der Hauptstraße auf einen recht wohlhabenden Besitzer. Die große Tabakscheune ist zudem eines der letzten baulichen Zeugnisse für den vom 17. Jahrhundert bis in die 1930er Jahre in Ladenburg bedeutenden Wirtschaftszweig des Tabakanbaus und -verarbeitung. Geschützt nach § 28 DSchG |    |
| Weitere Bilder | Gasthaus, Zum goldenen Löwen                  | Hauptstraße 25 (Karte)          |                                   | Dreigeschossiges, giebelständiges Gasthaus, Erd- und erstes Obergeschoss massiv und verputzt, Eingangstür und Fenster mit Ohrenrahmungen, an der Südostecke Eckquaderung und Nische mit Madonnenfigur (Anfang 18. Jahrhundert), zweites Obergeschoss und Giebel freiliegendes Fachwerk, Schopfwalmdach, östlich angebaute Toranlage mit schmalem Fußgängerdurchgang und rundbogiger, bedachter Torfahrt, am Schlussstein bezeichnet „1764 IM“; Ende 16. Jahrhundert erbaut, 1628 erste Erwähnung „uff der Straße zu dem Löwen“, um 1764 Barockisierung, dabei die unteren Fachwerkgeschosse in Stein unterfangen, 1968 Renovierung Fachwerk, 1979 Terrassenneubau im Obergeschoss hinter dem Torbogen, 1981 Renovierungsarbeiten, 1993 Außeninstandsetzung, 2003 Sanierung der Außenfassade, 2012 Rekonstruktion zweier Treppen, Erneuerung der Fenster im Erdgeschoss, 2013 Abluftkanal im Innenhof der Gaststätte, 2015 Fassadensanierung und Wärmedämmung am rückwärtigen Anbau. Das Gasthaus „Zum goldenen Löwen“ hat dokumentarischen Wert als eines der in das Spätmittelalter zurückreichenden Gast- und Bürgerhäuser an der Ladenburger Hauptstraße. Es ist eines der in der Stadt mehrfach anzutreffenden Gebäude, bei denen die unteren Geschosse im 18. Jahrhundert in barocker Formensprache massiv erneuert wurden, während die aufwändigen Zierfachwerk-Obergeschosse und -Giebel erhalten blieben. Zudem erinnert er mit seiner Tradition als Gasthaus in typischer Lage an der zentralen Wegeachse an die Wirtschaftsgeschichte der Stadt. Mit seiner stattlichen Größe und seiner prominenter Lage an der zentralen Wegeachse, die den Altstadtkern vom Neckartor zum Schriesheimer Tor in West-Ost-Richtung durchzieht, steht es beispielhaft für die Bauweise der gehobenen Schicht in Ladenburg und erinnert somit auch an die Sozialtopographie der Stadt. Geschützt nach § 28 DSchG |    |
| Weitere Bilder | Wohn- und Geschäftshaus                       | Hauptstraße 26 (Karte)          | 1924                              | Dreigeschossiges, zehnachsiges, traufständiges Wohn- und Geschäftshaus, verputzter Massivbau, Erdgeschoss mit modernem Ladeneinbau, Obergeschosse in neobarocker Formensprache, Gliederung durch Pilaster mit Volutenkapitellen, über dem Eingang Balkon mit Balustern, Satteldach mit Giebelgauben; 1924 unter Wiederverwendung von zwei älteren Gebäuden in neobarocker Formensprache errichtet, 1976/77 saniert, dabei Balkon ergänzt, 2009 Sanierung von Dachstuhls Dachausbau, Dachgauben. In der Hauptstraße 26 wurde um 1854 von der Witwe Jeanette Kaufmann ein Kaufhaus für Textilien und Möbel - das vermutlich älteste jüdische Geschäft Ladenburgs - gegründet. Es entwickelte sich in den 1920er Jahren zum größten jüdischen Geschäft in der Stadt, doch nach 1933 ging die Kundschaft langsam zurück. Ab 1935 wurden die Kredite der Kunden nicht mehr beglichen, 1938 musste das Geschäft verkauft werden. Seit 1939 (bis heute) befindet sich hier das Textilhaus Werner Sohn. Das 1924 erbaute ehemalige Kaufhaus Kaufmann hat hohen dokumentarischen Wert für die jüngere Ladenburger Stadtbau- und Wirtschaftsgeschichte. Das stattliche Geschäftshaus ist einerseits städtebaulicher Beleg für die Entwicklung der Hauptstraße zur wichtigsten Geschäftsstraße im 19. und 20. Jahrhundert, andererseits ist es ein für Ladenburg singuläres Beispiel eines in aufwändiger neobarocker Formensprache gestalteten Gebäudes. Geschützt nach § 2 DSchG |    |
| Weitere Bilder | Wohn- und Geschäftshaus                       | Hauptstraße 27 (Karte)          | um 1860                           | Zweigeschossiges, traufständiges Wohn- und Geschäftshaus, verputzter Massivbau, Erdgeschoss mit jüngerem Ladeneinbau, Stockwerksgesims, am Obergeschoss hölzerne Fensterbedachungen mit plastischen Blütengirlanden, kleine sechseckige Fensterchen unter der Traufe, Satteldach mit Dreiecksgauben; um 1860 errichtet, 1975 Einbau neuer Fenster, 1978 Sanierung der Fassade, 1981 Renovierungsarbeiten, 1990 Umbau Dach, Neueindeckung, Dreiecksgauben, 2005 neuer Fassadenanstrich. Das um 1860 in zeittypisch spätklassizistischer Formensprache anstelle des Gasthauses „Zum Rappen“ errichtete Gebäude hat dokumentarischen Wert für die Ladenburger Stadtbau- und Wirtschaftsgeschichte. Von ca. 1900 bis in die 1930er Jahre betrieb hier Louis Kaufmann eine Zigarrenmanufaktur. Damit ist das Haus Hauptstraße 27 eines der letzten baulichen Zeugnisse für den vom 17. Jahrhundert bis in die 1930er Jahre in Ladenburg bedeutenden Wirtschaftszweig des Tabakanbaus und der Tabakverarbeitung. Im frühen 20. Jahrhundert war die Tabakindustrie mit 150 Beschäftigten (im Jahr 1906) die größte Betriebssparte in der Stadt, verlor dann aber in den 1930er Jahren stark an Bedeutung. Geschützt nach § 2 DSchG |    |
| Weitere Bilder | Wohnhaus mit Ladenlokal                       | Hauptstraße 28 (Karte)          | Spätes 18. Jahrhundert            | Zweigeschossiges Eckhaus, verputzter Massivbau, Eckquaderung, Stockwerksgesims, Fenster mit Ohrenrahmungen, im Obergeschoss mit geraden Bedachungen, im Erdgeschoss jüngeres großes Fenster, Walmdach mit Schleppgauben, an der Metzgergasse große Torfahrt mit geradem Sturz; im späten 18. Jahrhundert anstelle eines älteren Vorgängerbaus errichtet, 1958 Veränderungen im Inneren und an der Fassade zur Metzgergasse, 1976 Neugestaltung der Fassade, 1984 schmiedeeiserner Ausleger mit Ochsenkopf, 1998 Außeninstandsetzung (Erneuerung der Gewände, Stürze und Bänke aus Sandstein, Fenstererneuerung, 2016/17 Umbau und Sanierung mit Grundrissänderungen, neue Dachgaube, Nutzungsänderung Hinterhaus (Wohnzwecke). An dieser Stelle ist seit 1654 die Schildherberge „Zum Ochsen“ bezeugt. 1785 kaufte Georg Jakob Heuß das nunmehr „Zum goldenen Adler“ genannte Gasthaus samt Ziegelbrennerei und der zum Ziegelbrennen benötigten Tongrube (am Heidelberger Weg). Vermutlich ließ dieser das Gebäude neu aufführen. 1880 war hier die Metzgerei Fries, um 1900 wurde aus der Metzgerei wieder ein Gasthaus, das zum Stammlokal von Carl Benz avancierte. Das ehemalige Gasthaus „Zum Ochsen“ hat hohen exemplarischen und dokumentarischen Wert als eines der stattlichen Gast- und Bürgerhäuser an der Ladenburger Hauptstraße. Mit seiner Tradition als Gasthaus und Metzgerei in typischer Lage an der zentralen Wegeachse erinnert es an die Wirtschaftsgeschichte der Stadt. Mit seiner stattlichen Größe und seiner prominenter Lage an der zentralen Wegeachse, die den Altstadtkern vom Neckartor zum Schriesheimer Tor in West-Ost-Richtung durchzieht, steht es beispielhaft für die Bauweise der gehobenen Schicht in Ladenburg und erinnert somit auch an die Sozialtopographie der Stadt. Geschützt nach § 28 DSchG |    |
| Weitere Bilder | Wohn- und Geschäftshaus                       | Hauptstraße 29 (Karte)          | Spätes 18. Jahrhundert            | Dreigeschossiges Eckhaus, verputzter Massivbau, Erdgeschoss rundbogigem Kellerabgang, Eingangstür mit Oberlicht und mit modernem Ladeneinbau, segmentbogige Obergeschossfenster, Schopfwalmdach; im späten 18. Jahrhundert unter Verwendung älterer Bauteile errichtet, 1987 Erneuerung von Haustür und Außenkellertür. Das im späten 18. Jahrhundert über einem älteren Kern erbaute Haus Hauptstraße 29 hat dokumentarischen Wert für die jüngere Ladenburger Stadtbaugeschichte. Es ist eines der im Altstadtkern mehrfach anzutreffenden Gebäude, die zur Schaffung neuen Wohnraumes für die stetig wachsende Ladenburger Bevölkerung anstelle spätmittelalterlicher Vorgängerbauten errichtet wurden. Mit seinem jüngeren Ladeneinbau ist es zudem städtebaulicher Beleg für die Entwicklung der Hauptstraße, der zentralen Wegeachse, die den Altstadtkern vom Neckartor zum Schriesheimer Tor in West-Ost-Richtung durchzieht, zur wichtigsten Ladenburger Geschäftsstraße im 19. und 20. Jahrhundert. Hauptstraße Geschützt nach § 2 DSchG |    |
| Weitere Bilder | Wohn- und Geschäftshaus                       | Hauptstraße 30 (Karte)          | Vor 1572                          | Dreigeschossiges, traufständiges Wohn- und Geschäftshaus, massives Erdgeschoss, zwei über profilierten Schwellen vorkragende Fachwerkgeschosse, Satteldach; 2. Hälfte 16. Jahrhundert, 1572 erstmals urkundlich erwähnt, Ende 18. Jahrhundert vor allem im Erdgeschoss erneuert, Ende des 19. Jahrhunderts Haushaltswarengeschäft des jüdischen Ehepaars Moritz und Karoline Hauser (später in Kirchenstraße 19 verlegt), 1963 Instandsetzung, 1989 Renovierung Fachwerkfassade, 2014 Umnutzung in freie Gaststätte ohne Alkoholausschank, Einbau WC. Das Gebäude hat als eines jener bis in das 16. Jahrhundert zurückreichenden, für den Ladenburger Altstadtkern charakteristischen Bürger- und Handwerkerhäuser mit massivem verputztem Erdgeschoss und Fachwerk-Obergeschossen dokumentarischen Wert für die Stadtbaugeschichte. Mit seinem dem Wandel der Hauptstraße zur Einkaufsstraße geschuldeten jüngeren Ladeneinbau erinnert es zudem an die Wirtschaftsgeschichte Ladenburgs. Geschützt nach § 2 DSchG |    |
| Weitere Bilder | Wohnhaus                                      | Hauptstraße 32 (Karte)          | 1480                              | Dreigeschossiges, traufständiges Wohn- und Geschäftshaus, massives Erdgeschoss, zwei über profilierten Schwellen vorkragende Fachwerkgeschosse, in den Gefachen am ersten Obergeschoss (modern) bezeichnet erbaut 1480, Schuhmacher 1601, Hutmacher 1711, Satteldach; Ende 15. Jahrhundert, Erdgeschoss im späten 18. Jahrhundert massiv erneuert. Das Haus Hauptstraße 32 hat hohen exemplarischen und dokumentarischen Wert als eines der in das Mittelalter zurückreichenden Gast- und Bürgerhäuser an der zentralen Ladenburger Wegeachse. Es ist eines der in der Stadt mehrfach anzutreffenden Gebäude, bei denen die unteren Geschosse im 18. Jahrhundert massiv erneuert wurden, während die weit vorkragenden Fachwerk-Obergeschosse erhalten blieben. Haus Nr. 32, in ADAB unter Nr. 30 generiert. Geschützt nach § 2 DSchG |    |
|                | Wohn- und Geschäftshaus                       | Hauptstraße 33 (Karte)          | 16./17. Jahrhundert               | Dreigeschossiges, traufständiges Wohn- und Geschäftshaus, Erdgeschoss massiv mit modernem Ladeneinbau, zwei verputzte vorkragende Fachwerk-Obergeschosse, Satteldach; 16./17. Jahrhundert, 1990 Renovierung der Fassade und der Dachhaut, Neugestaltung Schaufensteranlage. Das Gebäude hat als eines jener bis in das 16./17. Jahrhundert zurückreichenden, für den Ladenburger Altstadtkern charakteristischen Bürger- und Handwerkerhäuser mit massivem verputztem Erdgeschoss und Fachwerk-Obergeschossen dokumentarischen Wert für die Stadtbaugeschichte. Mit seinem dem Wandel der Hauptstraße zur Einkaufsstraße im 19. und 20. Jahrhundert geschuldeten jüngeren Ladeneinbau erinnert es zudem an die Wirtschaftsgeschichte Ladenburgs. Geschützt nach § 2 DSchG |    |
|                | Wohnhaus                                      | Hauptstraße 34 (Karte)          | Mitte 19. Jahrhundert             | Dreigeschossiges traufständiges Wohn- und Geschäftshaus, verputzter Massivbau, segmentbogige Fenstergewände, Stockwerkgesimse, an den Obergeschossen Ecklisenen, Traufgesims mit Zahnleiste, Satteldach; Mitte 19. Jahrhundert, 2002 Änderung der Fassade im Erdgeschoss. Das Haus Hauptstraße 34 hat dokumentarischen Wert für die jüngere Ladenburger Stadtbau- und Wirtschaftsgeschichte. Es besitzt eine der eher selten im Altstadtkern anzutreffenden Fassaden, die in der Formensprache der Mitte des 19. Jahrhunderts gestaltet wurden. Mit seinem kleinen Laden im Erdgeschoss ist es auch städtebaulicher Beleg für die Entwicklung der Hauptstraße zur wichtigsten Geschäftsstraße im 19. und 20. Jahrhundert Geschützt nach § 2 DSchG |    |
| Weitere Bilder | Wohn- und Geschäftshaus, Zuckerbäckerhaus     | Hauptstraße 35 (Karte)          | 1689                              | Zweigeschossiges Wohn- und Geschäftshaus, massives verputztes Erdgeschoss mit jüngerem Ladeneinbau, an der Südwestecke Eingangstür mit Oberlicht, am Sturz bezeichnet 1689, an der Südostecke rustizierter Eckpfeiler und rundbogige Öffnungen mit Keilsteinen sowie rundbogiges Fenster, straßenseitig leicht vorkragendes Fachwerk-Obergeschoss mit geschweiften Andreaskreuzen, Satteldach, 1689 errichtet, Erdgeschoss in der ersten Hälfte des 18. Jahrhunderts durch Steingliederung repräsentativ gestaltet, 1936 Fachwerk mit Brettern verblendet, 1975/75 Renovierung der Fassade mit Fachwerkfreilegung, 1990 Fensteraustausch, 2010 Sanierung Fassade, 2011 Fensteraustausch. Das auch „Zuckerbäckerhaus“ genannte Gebäude erhielt seinen Namen aufgrund der Profession eines früheren Besitzers, des Zuckerbäckers Karl-Friedrich Lösser (1856-1887). Das „Zuckerbäckerhaus“ hat hohen exemplarischen und dokumentarischen Wert als eines der in das 17. Jahrhundert zurückreichenden Gast- und Bürgerhäuser an der Ladenburger Hauptstraße. Es ist eines der in der Stadt mehrfach anzutreffenden Gebäude, bei denen die unteren Geschosse im 18. Jahrhundert in barocker Formensprache massiv erneuert wurden, während die aufwändigen Zierfachwerk-Obergeschosse und -Giebel mit Mannfiguren, Andreaskreuzen und durchkreuzten Rauten erhalten blieben. Mit seiner stattlichen Größe und seiner prominenter Lage an der zentralen Wegeachse, die den Altstadtkern vom Neckartor zum Schriesheimer Tor in West-Ost-Richtung durchzieht, steht es beispielhaft für die Bauweise der gehobenen Schicht in Ladenburg und erinnert somit auch an die Sozialtopographie der Stadt. Geschützt nach § 28 DSchG |    |
|                | Wohnhaus                                      | Hauptstraße 36 (Karte)          | Frühes 19. Jahrhundert            | Dreigeschossiges, traufständiges Wohnhaus, verputzter Massivbau, Stockwerkgesimse, Satteldach mit Schleppgauben; auf einem wohl spätmittelalterlichen Kern im frühen 19. Jahrhundert errichtet, 1925 eröffnen die jüdischen Kaufleute Adolf und Moritz Driels ein Textilgeschäft in den Gebäuden Hauptstraße 36 (und 38), 1939 Verkauf an einen Uhrmacher, 1973 Renovierung, Nutzung als Ordnungsamt, 1989/90 Sanierung mit Grundrissänderung, Nr. 36 und Nr. 38 im Inneren mittels Durchbruch verbunden, Einrichtung einer Arztpraxis, Fenstererneuerung, 1992 Eröffnung eines Chinarestaurants. Das in schlichter zeittypischer Formensprache des frühen 19. Jahrhunderts über einem älteren Kern erbaute Haus Hauptstraße 35 hat dokumentarischen Wert für die jüngere Ladenburger Stadtbaugeschichte. Es ist eines der im Altstadtkern mehrfach anzutreffenden Gebäude, die zur Schaffung neuen Wohnraumes für die stetig wachsende Ladenburger Bevölkerung anstelle spätmittelalterlicher Vorgängerbauten errichtet wurden. Geschützt nach § 2 DSchG |    |
| Weitere Bilder | Wohn- und Geschäftshaus, Zuckerbäckerhaus     | Hauptstraße 37 (Karte)          | 2. Hälfte 16. Jahrhundert         | Dreigeschossiges giebelständiges Wohn- und Geschäftshaus, mehrere Meter hinter der Straßenflucht errichtet, massives Erdgeschoss mit modernem Ladeneinbau, zwei vorkragende Fachwerk-Obergeschosse mit reich profilierten Schwellen, zweigeschossiger Fachwerkgiebel, Satteldach; 2. Hälfte 16. Jahrhundert, 1631 erstmals urkundlich erwähnt, 1965 Instandsetzung, Fachwerkfreilegung, 1992 Renovierung der Außenfassade. Das Gebäude hat dokumentarischen Wert für die Stadtbaugeschichte als eines jener bis in das 16. Jahrhundert zurückreichenden, für den Ladenburger Altstadtkern charakteristischen Bürger- und Handwerkerhäuser mit massivem verputztem Erdgeschoss und mit Mannfiguren gestalteten Fachwerk-Obergeschossen. Mit seinem jüngeren Ladeneinbau erinnert es zudem daran, dass sich die seit dem 19. Jahrhundert zur zentralen Einkaufsstraße Ladenburgs entwickelte. Geschützt nach § 2 DSchG |    |
| Weitere Bilder | Wohn- und Geschäftshaus, Zuckerbäckerhaus     | Hauptstraße 38 (Karte)          |                                   | Dreigeschossiges Eckhaus, Erdgeschoss und erstes Obergeschoss massiv, Eckrustika, im Erdgeschoss Fenster später vergrößert, im Obergeschoss Fenster mit Ohrenrahmungen, zweites Obergeschoss leicht vorkragendes Fachwerk, an der Schwelle Bezeichnung mehrerer Berufe der früheren Eigentümer Berufe (1773 Schuster / 1774 Bäcker / 1662 Brauer) Fachwerkgiebel, Schopfwalmdach mit Schleppgauben; im Kern mittelalterlich, im 18. Jahrhundert barock überformt, 1925 eröffnen die jüdischen Kaufleute Adolf und Moritz Driels ein Textilgeschäft in den Gebäuden Hauptstraße 36 (und 38), 1989/90 Sanierung mit Grundrissänderung, Nr. 36 und Nr. 38 im Inneren mittels Durchbruch verbunden, Einrichtung einer Arztpraxis, Fenstererneuerung, 1992 Eröffnung eines Chinarestaurants. Das Haus Hauptstraße 38 hat hohen exemplarischen und dokumentarischen Wert als eines der in das Mittelalter zurückreichenden Gast- und Bürgerhäuser an der zentralen Ladenburger Wegeachse. Es ist eines der in der Stadt mehrfach anzutreffenden Gebäude, bei denen die unteren Geschosse im 18. Jahrhundert in barocker Formensprache massiv erneuert wurden, während die Fachwerk-Obergeschosse und -Giebel erhalten blieben. Mit seiner stattlichen Größe und seiner prominenter Lage an der zentralen Wegeachse, die den Altstadtkern vom Neckartor zum Schriesheimer Tor in West-Ost-Richtung durchzieht, steht es beispielhaft für die Bauweise der gehobenen Schicht in Ladenburg und erinnert somit auch an die Sozialtopographie der Stadt. Geschützt nach § 2 DSchG |    |
| Weitere Bilder | Rathaus                                       | Hauptstraße 39 (Karte)          | 1730                              | Zweigeschossiger verputzter Massivbau in Alleinlage, Eckquaderung mit Figurennische (mit Kopie einer Muttergottes aus der Zeit um 1500) an der Südostecke, Erdgeschoss zum Marktplatz in drei Rundbogenarkaden geöffnet, Fenster mit Ohrenumrahmungen, Mansarddach; 1496 erste Erwähnung eines Rathauses in Ladenburg, im Dreißigjährigen Krieg zerstört (wahrscheinlich 1644 von den Schweden), 1730 barocker Wiederaufbau wohl nach Plänen von Johann Jakob Rischer, 1895 Umbau und Erweiterung, an der Rückseite Anbau für Feuerspritzen und andere Geräte, unter den Arkaden Tabakwaage, 1898 Arkaden geschlossen, 1898-1933 „Sparkasse der Stadt Ladenburg“ im Rathaus untergebracht, 1901 Umbau, 1912 Polizeiwache eingerichtet, 1969 Instandsetzung Außenfassade mit Freilegung der überstrichenen Sandsteingewände und Lisenen, 1982 Rathaus in Neubau verlegt, 1982/83 Umbau des Alten Rathauses, Öffnung der Arkaden, Nutzung als Volkshochschule, 1990/91 Dachdeckung, 2005 neuer Anstrich. Das auf einen mittelalterlichen, im Dreißigjährigen Krieg zerstörten Vorgängerbau zurückgehende, 1730 an alter Stelle neu erbaute Rathaus hat als bedeutsamster städtischer Profanbau im Zentrum der Stadt, an der Hauptstraße, der zentralen Verkehrsachse, die den Altstadtkern vom Neckartor zum Schriesheimer Tor in West-Ost-Richtung durchzieht, hohen dokumentarischen Wert für die Stadt- und Stadtbaugeschichte und kündet es bis heute vom Bürgerstolz und Repräsentationswillen der Stadt Ladenburg. Geschützt nach § 28 DSchG |    |
| Weitere Bilder | Wohn- und Geschäftshaus, Zuckerbäckerhaus     | Hauptstraße 40 (Karte)          | um 1680                           | Zweigeschossiges Eckhaus, massives Erdgeschoss mit modernem Ladeneinbau, Obergeschoss und Westgiebel freiliegendes Zierfachwerk (geschweifte Andreaskreuze, Mannfiguren, Rautenfelder), an der Südseite verputzt mit Außentreppe, Satteldach mit Schleppgauben; um 1680 erbaut, 1959 Außenrenovierung, Einbau zweier Schaufenster an der Nordwestecke, 1981/82 Außenrenovierung, 1992 Sanierung, Umbau der Geschäftsräume und Änderung der Fassade (neue Schaufenster), 2006 Modernisierung, Zugang zum Obergeschoss wieder hergestellt. Das Haus Hauptstraße 40 hat hohen exemplarischen und dokumentarischen Wert als eines der in das Mittelalter zurückreichenden Gast- und Bürgerhäuser an der zentralen Ladenburger Wegeachse, die sich hier zum Marktplatz aufweitet. Es ist eines der in der Stadt mehrfach anzutreffenden Gebäude, bei denen die unteren Geschosse im 18. Jahrhundert massiv erneuert wurden, während die aufwändig gestalteten Zierfachwerk-Obergeschosse und -Giebel erhalten blieben. Das Gebäude hat zudem heimatgeschichtliche Bedeutung als Geburtshaus von Heinrich Siegel (1830), dem Wiederentdecker des germanisch-deutschen Rechts, Professor, später Rektor an der Wiener Universität und Präsident der dortigen Akademie der Wissenschaften. Geschützt nach § 2 DSchG |    |
| Weitere Bilder | Gasthaus, Zur Rose                            | Hauptstraße 41 (Karte)          |                                   | Gebäudekomplex bestehend aus dreigeschossigem verputztem Hauptgebäude in Ecklage, massives Erdgeschoss, Eckbetonung durch barocke Säule, zwei leicht vorkragende Fachwerk-Oberschosse, Schopfwalmdach mit Schleppgauben, rückwärtiger Bau an der Rheingaustraße zweigeschossiger Massivbau mit Eckquaderung und rustizierter Lisene, Tür und Fenster mit Ohrenrahmungen, Satteldach mit Schleppgauben, Innenhof mit dreiseitig umlaufender Fachwerkgalerie auf barocken Säulen und Pilastern, früher mit Stallungen für die Pferde der Postkutschen, an der Torfahrt bezeichnet „15 HFB 59“; 17./18. Jahrhundert mit älterem Kern, seit dem 16. Jahrhundert Gasthaus und Herberge „Zur güldenen Rose“, 1837-1848 Posthalterei, dann Gasthaus und Hotel „Zur Rose“, später Gasthausbetrieb nur noch im Gebäude zur Rheingaustraße, im Eckgebäude seit dem frühen 20. Jahrhundert Coop-Markt (bis 1969), 1975 Renovierung, 2014/15 grundlegende Sanierung, dabei die große Schaufensterfronten des ehemaligen Coop-Marktes im Erdgeschoss rückgebaut und die alten Fenster wieder sichtbar gemacht, im Hof anstelle von Lagerhalle und Garage Neubauten errichtet. Die „Güldene Rose“ hat hohen exemplarischen und dokumentarischen Wert als eines der im Kern noch mittelalterlichen Gast- und Bürgerhäuser an der Ladenburger Hauptstraße. Mit seiner Tradition als Gasthaus, Herberge und Poststation in typischer Lage an der zentralen Wegeachse erinnert das Gebäude an die Wirtschafts- und Sozialgeschichte der Stadt. Geschützt nach § 28 DSchG |    |
| Weitere Bilder | Wohn- und Geschäftshaus, Zuckerbäckerhaus     | Hauptstraße 42 (Karte)          | Spätes 16. Jahrhundert            | Dreigeschossiges, traufständiges Gasthaus, massives modern erneuertes Erdgeschoss, zwei Fachwerk-Obergeschosse mit freigelegtem konstruktivem Fachwerk, steiles Satteldach mit zwei Reihen Schleppgauben; spätes 16. Jahrhundert, 1966/67 Renovierung mit Freilegung des Fachwerks zur Hauptstraße, 1968 Eröffnung der Gaststätte „Zum Römer“, 1990 Sanierung der Fassade, seit 2010 Gasthaus „Da Vinci“. Das Gebäude hat als eines jener bis in das 16. Jahrhundert zurückreichenden, für den Ladenburger Altstadtkern charakteristischen Bürgerhäuser mit massivem verputztem Erdgeschoss und Fachwerk-Obergeschossen dokumentarischen Wert für die Stadtbaugeschichte. Mit seiner stattlichen Größe und seiner prominenter Lage an der sich hier zum Marktplatz aufweitenden Hauptstraße, der zentralen Wegeachse, die den Altstadtkern vom Neckartor zum Schriesheimer Tor in West-Ost-Richtung durchzieht, steht es beispielhaft für die Bauweise der gehobenen Schicht in Ladenburg und erinnert somit auch an die Sozialtopographie der Stadt. Geschützt nach § 2 DSchG |    |
| Weitere Bilder | Wohn- und Geschäftshaus, Zuckerbäckerhaus     | Hauptstraße 43 (Karte)          | Spätes 16. Jahrhundert            | Dreigeschossiges, traufständiges Wohn- und Geschäftshaus, massives Erdgeschoss mit modernem Ladeneinbau, über reich profilierter Schwelle zwei Fachwerk-Obergeschosse, am zweiten Obergeschoss mit Andreaskreuzen, Satteldach mit Schleppgauben; spätes 16. Jahrhundert, im 18. Jahrhundert durch ein steinernes Erdgeschoss unterfangen und Fenster vergrößert, Ende 19. Jahrhundert Ladengeschäft eingebaut, 1963/65 Sanierung (Ladenumbau, Dachausbau, Gauben), dabei Fachwerk zum Marktplatz freigelegt (Giebel war unverputzt), im Ladengeschoss Fassade mit Sandsteinplatten verkleidet. Das Haus Hauptstraße 43 hat exemplarischen und dokumentarischen Wert als eines der in das Mittelalter zurückreichenden Gast- und Bürgerhäuser an der zentralen Ladenburger Wegeachse, die sich hier zum Marktplatz aufweitet. Es ist eines der in der Stadt mehrfach anzutreffenden Gebäude, bei denen die unteren Geschosse im 18. Jahrhundert massiv erneuert wurden, während die Zierfachwerk-Obergeschosse und -Giebel erhalten blieben. Zudem ist es wichtiger Bestandteil der geschlossenen Reihe traufständiger Bauten an der Nordseite des Marktplatzes. Geschützt nach § 2 DSchG |    |
| Weitere Bilder | Wohnhaus                                      | Hauptstraße 44 (Karte)          | Um 1600                           | Dreigeschossiges traufständiges Wohnhaus, massives Erdgeschoss, zwei Fachwerk-Obergeschosse mit profilierten Schwellen, Andreaskreuzen und durchkreuzten Rauten, Satteldach; um 1600 als zweigeschossiger Bau errichtet, 2. Obergeschoss modern aufgestockt, 1969 Instandsetzung (Fassadenanstrich, Dacharbeiten). Ungeachtet der späteren Veränderungen hat das Gebäude als eines jener bis in das 16./17. Jahrhundert zurückreichenden, für den Ladenburger Altstadtkern charakteristischen Bürger- und Handwerkerhäuser mit massivem verputztem Erdgeschoss und häufig mit durchkreuzten Rauten und Andreaskreuzen in den Fensterbrüstungen verzierten Fachwerk-Obergeschossen dokumentarischen Wert für die Stadtbaugeschichte. Geschützt nach § 2 DSchG |    |
| Weitere Bilder | Gasthaus, Zum goldenen Schwan                 | Hauptstraße 45 (Karte)          | 2. Hälfte 18. Jahrhundert         | Zweigeschossiger, traufständiger, verputzter Massivbau, frühklassizistisches Portal mit aufgereihten Scheiben am geraden Sturz unter einer profilierten Verdachung, Fenster mit Ohrenrahmungen in sechs Achsen, Satteldach; 2. Hälfte 18. Jahrhundert, an dieser Stelle schon seit dem 17. Jahrhundert Gasthaus und Herberge „Zum güldenen Schwan“, 1930 Wiederaufbau des teilweise durch Brand beschädigten Gebäudes, 1994 Ausbau Dachgeschoss. Das ehemalige Gasthaus „Zum goldenen Schwan“ hat exemplarischen und dokumentarischen Wert als eines der stattlichen barocken (mit seinem Portal bereits in den Frühklassizismus weisenden) Gast- und Bürgerhäuser an der Ladenburger Hauptstraße. Mit seiner Tradition als Gasthaus und Herberge in typischer Lage an der zentralen Wegeachse erinnert es zudem an die Wirtschafts- und Sozialgeschichte der Stadt. Zudem ist es wichtiger Bestandteil der geschlossenen Reihe traufständiger Bauten an der Nordseite des Marktplatzes Geschützt nach § 2 DSchG |    |
| Weitere Bilder | Wohn- und Geschäftshaus                       | Hauptstraße 46 (Karte)          | 17. Jahrhundert                   | Dreigeschossiges traufständiges Wohn- und Geschäftshaus, massives Erdgeschoss, zwei Fachwerk-Obergeschosse, am 2. Obergeschoss mit Zierformen, Satteldach; im Kern 17. Jahrhundert, 1832 von der jüdischen Gemeinde erworben, Erdgeschoss in neuerer Zeit massiv verändert, 1966 Umbau, 1980 schmiedeeisernes Hoftor anstelle des alten Holztores angebracht. Hinter dem Haus Hauptstraße 46, in dem neben dem Ritualbad auch die Wohnung des Lehrers und Kantors der Gemeinde untergebracht war, errichtete die jüdisches Gemeinde 1832 eine kleine Synagoge im neugotischen Stil sowie einen Gemeindesaal, der auch als jüdische Schule genutzt wurde. In der Reichspogromnacht wurden die Gebäude stark beschädigt. Im Februar 1939 verkaufte die jüdische Gemeinde die Reste der Synagoge und Wohnhaus an einen Ladenburger Maurermeister. Das Gebäude hat dokumentarischen Wert für die Stadtbaugeschichte, zum einen als eines jener bis in das 16./17. Jahrhundert zurückreichenden, für den Ladenburger Altstadtkern charakteristischen Bürger- und Handwerkerhäuser mit massivem verputztem Erdgeschoss und häufig mit durchkreuzten Rauten und Andreaskreuzen in den Fensterbrüstungen verzierten Fachwerk-Obergeschossen. Mit seiner Vergangenheit als 1938 zusammen mit der Synagoge geschändetes Kantor- und Lehrerhaus der jüdischen Gemeinde ist es zum anderen ein wichtiges Zeugnis der Geschichte der Ladenburger Juden. Geschützt nach § 2 DSchG |    |
| Weitere Bilder | Wohnhaus                                      | Hauptstraße 47 (Karte)          | 17. Jahrhundert                   | Zweigeschossiges, traufständiges Wohn- und Geschäftshaus, massives Erdgeschoss, Fachwerk-Obergeschoss, Satteldach mit breiter Schleppgaube; 17. Jahrhundert, vom Ende des 19. Jahrhunderts bis 1925 jüdisches Textilgeschäft von Abraham und Mina Rubel, 1955 Umbau, 2014 Umbau und Sanierung. Das Haus Hauptstraße 47 hat dokumentarischen Wert für die Stadtbaugeschichte als eines jener bis in das 17. Jahrhundert zurückreichenden, für den Ladenburger Altstadtkern charakteristischen Bürger- und Handwerkerhäuser mit massivem verputztem Erdgeschoss und Fachwerk-Obergeschossen. Es ist als eines der für den Ladenburger Altstadtkern charakteristischen Bürger- und Handwerkerhäuser mit massivem verputztem Erdgeschoss und Fachwerk-Obergeschossen wichtiger Bestandteil der geschlossenen Reihe traufständiger Bauten an der Nordseite des Marktplatzes. Mit seinem jüngeren Ladeneinbau kündet es zudem davon, dass sich die Hauptstraße mit dem daran gelegenen Marktplatz seit dem 19. Jahrhundert zur zentralen Einkaufsstraße Ladenburgs entwickelte. Geschützt nach § 2 DSchG |    |
| Weitere Bilder | Wohn- und Geschäftshaus, Haus zum Engel       | Hauptstraße 49 (Karte)          | Um 1700                           | Zweigeschossiges traufständiges Wohn- und Geschäftshaus, massives Erdgeschoss mit jüngerem Ladeneinbau und großer Torfahrt mit geradem Sturz, Fachwerk-Obergeschoss, Satteldach mit Schleppgauben; Vorgängerbau diente 1663-1673 als Rathaus, 1688/89 bei der Einnahme von Ladenburg durch die Franzosen abgebrannt und um 1700 neu errichtet, dann bis Anfang 20. Jahrhunderts Gasthaus „Zur weißen Lilie“, später Metzgerei, 1970/72 Instandsetzung, Umbau Laden, Veränderung Schaufenster, 1980 Dacherneuerung, Neubau eines Anbaus, 1987 Renovierung Fassade, 2016 Nutzungsänderung von Lager in Wohnraum (Ober- und Dachgeschoss des Hinterhauses). Das ehemalige Gasthaus „Zur weißen Lilie“ hat exemplarischen und dokumentarischen Wert als eines der zahlreichen Gast- und Bürgerhäuser an der Ladenburger Hauptstraße. Mit seiner Tradition als alte Schildherberge und Metzgerei in typischer Lage an der zentralen Wegeachse erinnert es an die Wirtschafts- und Sozialgeschichte der Stadt. Es ist als eines der für den Ladenburger Altstadtkern charakteristischen Bürger- und Handwerkerhäuser mit massivem verputztem Erdgeschoss und Fachwerk-Obergeschossen wichtiger Bestandteil der geschlossenen Reihe traufständiger Bauten an der Nordseite des Marktplatzes. Mit seiner großen Torfahrt, durch die der rückwärtige Teil der Parzelle erreicht werden kann, erinnert es zudem daran, dass in der einstigen Ackerbürgerstadt die meisten Handwerker und Wirte auch eine Nebenerwerbslandwirtschaft betrieben. Geschützt nach § 2 DSchG |    |
| Weitere Bilder | Wohnhaus                                      | Hauptstraße 51 (Karte)          | Ende 16./Anfang 17. Jahrhundert   | Dreigeschossiges, traufständiges Wohn- und Geschäftshaus, massives Erdgeschoss mit jüngerem Ladeneinbau, zwei Fachwerk-Obergeschosse, 1. Obergeschoss weit vorkragend, Satteldach mit Schleppgauben, im Inneren Malereien des 16. und 17. Jahrhunderts; vermutlich Ende 16./Anfang 17. Jahrhundert errichtet, 1608 urkundlich erwähnt, 1825–30 durch den damaligen Besitzer Seligmann Hirsch völlig umgebaut, dabei Front gegen den Marktplatz durch massives Erdgeschoss und zwei neue Fachwerk-Obergeschosse ersetzt, 1975 Sanierung, Instandsetzung der Hausfront, Fachwerkfreilegung, 2002 Umbau, Dachausbau. Das im Kern mittelalterliche, später überformte stattliche Gebäude hat dokumentarischen Wert als eines der für den Ladenburger Altstadtkern charakteristischen Bürger- und Handwerkerhäuser mit massivem verputztem Erdgeschoss und Fachwerk-Obergeschossen. Es ist wichtiger Bestandteil der geschlossenen Reihe traufständiger Bauten an der Nordseite des Marktplatzes. Es kündet von der Sozialtopographie und Wirtschaftsgeschichte der Stadt, waren doch der Marktplatz als der zentrale Platzraum der Stadt sowie die Hauptstraße als die wichtigste Straßenachse des Altstadtkerns seit jeher Wohn- und Arbeitsort der wohlhabenderen Ladenburger Bürger, Handelsleute und Gastwirte. Geschützt nach § 2 DSchG |    |
| Weitere Bilder | Wohnhaus                                      | Hauptstraße 52 (Karte)          | um 1820                           | Zweigeschossiges traufständiges Wohnhaus, verputzter Massivbau mit Ostgiebel in Sichtfachwerk, Backsteinmauerwerk mit Sandsteingliederung, Tür mit Oberlicht, Stockwerkgesims, profiliertes Traufgesims, Satteldach, um 1820 in errichtet, 1848-1888 Poststation, 1978/79 Sanierung (Dachgauben an der Rückseite, Dachneudeckung, Fenstererneuerung, Fassadenanstrich), 1991 Umbau und Renovierung (Wintergarten, Dachflächenfenster) Das im frühen 19. Jahrhundert in schlichter zeittypischer Formensprache erbaute Wohnhaus steht beispielhaft für die jüngere Ladenburger Stadtbaugeschichte. Es ist eines der im Altstadtkern mehrfach anzutreffenden Gebäude, die zur Schaffung neuen Wohnraumes für die stetig wachsende Ladenburger Bevölkerung anstelle älterer Vorgängerbauten oder in Baulücken errichtet wurden. Geschützt nach § 2 DSchG |    |
| Weitere Bilder | Wohnhaus, Zur goldenen Lilie                  | Hauptstraße 53 (Karte)          |                                   | Zweigeschossiges, traufständige Wohnhaus, massives Erdgeschoss, am Erdgeschoss zwei rundbogige Fenster, zwei weitere Fenster und Tür mit Ohrenumrahmungen, weit vorkragendes Fachwerk-Obergeschoss mit Resten eines reich geschnitzten Fenstererkers, war an diesem bezeichnet 1692 „Johannes Hummel und Anna Margareta sein eheliche Hausfrau“, im 17. und 18. Jahrhundert Gasthaus und Herberge „Zum weißen Schwan“ und „Zur goldenen Lilie“, 1972 Renovierung der Fassade mit Fachwerkfreilegung, 1986 Dachdeckung, 1991 Umbau eines Ladenlokals im Erdgeschoss zu Wohnzwecken, 2015 Abbruch der zugehörigen Scheune. Das ehemalige Gasthaus „Zum weißen Schwan“ hat exemplarischen und dokumentarischen Wert als eines der stattlichen in barocker Formensprache errichten Gast- und Bürgerhäuser an der Ladenburger Hauptstraße. Mit seiner Tradition als Gasthaus und Herberge in typischer Lage an der zentralen Wegeachse erinnert es an die Wirtschaftsgeschichte der Stadt. Mit seiner stattlichen Größe und seiner prominenter Lage an der zentralen Wegeachse, die den Altstadtkern vom Neckartor zum Schriesheimer Tor in West-Ost-Richtung durchzieht, steht es zudem beispielhaft für die Bauweise der gehobenen Schicht in Ladenburg und erinnert somit auch an die Sozialtopographie der Stadt. Geschützt nach § 2 DSchG |    |
| Weitere Bilder | Wohn- und Geschäftshaus                       | Hauptstraße 55 (Karte)          | 1689                              | Zweigeschossiges traufständiges Wohn- und Geschäftshaus, massives verputztes Erdgeschoss mit Sandsteingewänden, Fachwerk-Obergeschoss, am Eckständer bezeichnet „1689“ und „H X M“, Satteldach mit zwei Reihen Schleppgauben; 1689 unter Verwendung von Resten eines weitaus älteren Steinbaus errichtet, 1969 Instandsetzung der Fassade, Freilegung des Fachwerks, Schaufenster nach unten vergrößert, Grundrissänderungen, 1996 Generalsanierung der Außenfassade, des Dachs, der Fenster und der Sandsteingewände. Das 1689 über den Resten eines Vorgängerbaus errichtete Gebäude Hauptstraße 55 hat dokumentarischen Wert für die Phase der Stadtgeschichte, in der Ladenburg sich von den Zerstörungen und Bevölkerungsschwund in den Kriegswirren des 17. Jahrhunderts wieder erholte und anstelle älterer (oft kriegszerstörter) Häuser Neubauten für die und wieder anwachsende Einwohnerzahl geschaffen wurde. Zudem ist es als eines der für den Ladenburger Altstadtkern charakteristischen Bürger- und Handwerkerhäuser mit massivem verputztem Erdgeschoss und Fachwerk-Obergeschossen wichtiger Bestandteil der geschlossenen Reihe traufständiger Bauten an der Nordseite des Marktplatzes. Geschützt nach § 2 DSchG |    |
| Weitere Bilder | Streckgehöft                                  | Hauptstraße 60 (Karte)          | 1474/75                           | Streckgehöft, bestehend aus zweigeschossigem giebelständigem Wohnhaus und rückwärtiger Scheune, Wohnhaus mit massivem Erdgeschoss, Fachwerk-Obergeschoss und -giebel, Satteldach mit zwei Reihen Schleppgauben; 1474/75 errichtet (dendrochronologisch datiert), bis 1651 Reformiertes Pfarrhaus, auch „Churpfälzisches Pfarrhaus“ genannt, dann tauschte der kurpfälzische Kollektor und Schultheiß Wendel Stichs mehrere Grundstücke und verlegte das Pfarrhaus in die rechte Hälfte des Gebäudes Marktplatz 9, 1987 umfassende Sanierung mit Dachausbau und Gauben, 1990 Anbau Balkon. Im hinteren Teil der Parzelle querstehende Scheune mit massivem Sockel, verbretterten Obergeschossen und Satteldach; 18. Jahrhundert, 1987 Teilabbruch und Wiederaufbau in ähnlicher Kubatur. Das in das 15. Jahrhundert zurückreichende Wohnhaus hat dokumentarischen Wert für die Stadtbaugeschichte als eines jener für den Ladenburger Altstadtkern charakteristischen mit Mannfiguren gestalteten Fachwerkhäuser mit massivem verputztem Erdgeschoss. Zudem erinnert es als einstiges reformiertes Pfarrhaus (bis 1651) an die Kirchengeschichte der Stadt. Mit seiner rückwärtiger (stark überformten) Scheune verweist es zudem auf die Vergangenheit Ladenburgs als Ackerbürgerstadt, in der der überwiegende Teil der Bevölkerung bis weit in das 19. Jahrhundert hinein eine (Nebenerwerbs-)Landwirtschaft betrieb. Geschützt nach § 2 DSchG |    |
| Weitere Bilder | Wohnhaus, Haus zum Rössel                     | Hauptstraße 61 (Karte)          | 1388                              | Dreigeschossiges, giebelständiges Gasthaus in Ecklage, massives verputztes Erdgeschoss, am Sturz der Tür bezeichnet 1707, zwei vorkragende verzapfte Fachwerk-Obergeschosse, Fachwerkgiebel, Schopfwalmdach, rückwärtig entlang der Schulstraße segmentbogige Torfahrt und Nebengebäude mit massivem Erdgeschoss, Fachwerk-Obergeschoss und Satteldach; 1388 als freistehendes Fachwerkhaus errichtet, 1574 um etwa 1/3 nach Osten erweitert, um 1600 Nebengebäude und Hofeinfahrt erbaut, seit 1695 Bäckerei, 1706 Gebäude mit massivem Erdgeschoss unterfangen, Binnenstruktur des ersten Baus und des östlichen Anbaus verändert, größere Fenster eingefügt, Haus verputzt, Giebeldreieck des Südgiebels und nördliche Giebelwand erneuert, Südgiebel abgewalmt, (Bauphasen dendrochronologisch datiert), 1968 Sanierung, statische Ertüchtigung des aus dem Verband geratenen Fachwerks, dabei Dachgeschoss und Anbau fast vollständig erneuert, Freilegung des Fachwerks, 1976 Umbau der Bäckerei zur Gaststätte, 1998/99 umfassende Instandsetzung (Sanierung im Inneren, Fenstererneuerung, Neuanstrich Fassade), Umnutzung des Scheunenbaus (Personal- und Abstellräume), Küche in den Hofbereich erweitert, 2004 Wiedereröffnung des Gasthauses Backmulde, 2005 Errichtung einer demontierbaren Terrasse zur Außenbestuhlung. Das Gasthaus „Zum Rössel“ hat hohen exemplarischen und dokumentarischen Wert als eines der in das Spätmittelalter zurückreichenden stattlichen Gast- und Bürgerhäuser an der Ladenburger Hauptstraße. Es ist eines der in der Stadt mehrfach anzutreffenden Gebäude, bei denen die unteren Geschosse im 18. Jahrhundert in barocker Formensprache massiv erneuert wurden, während die aufwändigen Zierfachwerk-Obergeschosse und -Giebel erhalten blieben. Zudem erinnert er mit seiner Tradition als Gasthaus in typischer Lage an der zentralen Wegeachse an die Wirtschafts- und Sozialgeschichte der Stadt. Geschützt nach § 28 DSchG |    |
| Weitere Bilder | Wohnhaus                                      | Hauptstraße 62 (Karte)          | Frühes 16. Jahrhundert            | Zweigeschossiges, traufständiges Wohnhaus, Erdgeschoss und 1. Obergeschoss massiv und verputzt, Westgiebel freiliegendes Fachwerk, Satteldach mit zwei Reihen Schleppgauben, Schopfwalmdach; im Kern frühes 16. Jahrhundert, Anfang 19. Jahrhundert bis auf den Giebel erneuert und umgebaut. Ungeachtet der starken Überformungen des 19. Jahrhunderts hat das zumindest auf das Ende des 16. Jahrhunderts zurückgehende Gebäude hohen dokumentarischen Wert für die Ladenburger Heimatgeschichte, verbergen sich in ihm doch die Reste der ehemaligen Badstube. Die vom im östlichen Teil der Hauptstraße offen fließenden Kandelbach gespeiste bereits 1431 urkundlich erwähnte Badstube ist ein wichtiges Zeugnis der Alltagskultur am Ausgang des Mittelalters und zu Beginn der Neuzeit. Sie erinnert an die einst vielerorts vorhandenen, aber heute nicht mehr erhaltenen Badehäuser, in nicht nur der Körperhygiene, sondern auch der medizinischen Versorgung dienten. Geschützt nach § 2 DSchG |    |
| Weitere Bilder | Wohnhaus, Haus zum Dannenbaum                 | Hauptstraße 63 (Karte)          |                                   | Zweigeschossiges, giebelständiges Wohnhaus, massives Erdgeschoss, Fensterband mit Sandsteingewänden, vorkragendes Fachwerk-Obergeschoss mit Zierformen (Andreaskreuze, durchkreuzte Rauten), Satteldach, westlich große rundbogige, überbaute Torfahrt, an deren Scheitel zwei Hauswappen und Jahreszahl 1574, im 17. Jahrhundert Gasthaus und Herberge „Zum Dannenbaum“, 1970 Renovierung, Fenster, Tor und Dachhaut modern ersetzt. Das Gasthaus „Zum Dannenbaum“ hat hohen exemplarischen und dokumentarischen Wert als eines der in das Spätmittelalter zurückreichenden Gast- und Bürgerhäuser an der Ladenburger Hauptstraße. Mit seiner Tradition als Gasthaus in typischer Lage an der zentralen Wegeachse erinnert es an die Wirtschafts- und Sozialgeschichte der Stadt. Mit seiner großen rundbogigen Torfahrt, durch die der rückwärtige Teil der Parzelle erreicht werden kann, erinnert es daran, dass in der einstigen Ackerbürgerstadt die meisten Handwerker und Wirte auch eine Nebenerwerbslandwirtschaft betrieben. Geschützt nach § 28 DSchG |    |
|                | Wohnhaus                                      | Hauptstraße 64 (Karte)          | Anfang 19. Jahrhundert            | Zweigeschossiges traufständiges Wohnhaus, massives verputztes Erdgeschoss, Stockwerkgesims, Obergeschoss verputztes Fachwerk, Ostgiebel konstruktives Fachwerk, Schopfwalmdach mit zwei Reihen Schleppgauben; Anfang des 19. Jahrhunderts errichtet, im Kern wohl frühes 16. Jahrhundert, 1978/80 Umbau mit Grundriss- und Fassadenänderung (neue Zwischenwände, Fachwerkgiebel freigelegt), Dachausbau (anstelle eines kleinen Zwerchhauses über den Türen Schleppgauben eingebaut), Fenstererneuerung, 1992 Renovierung Außenfassade. Ungeachtet der starken Überformung des 19. Jahrhunderts hat das zumindest auf das Ende des 16. Jahrhunderts zurückgehende Gebäude hohen dokumentarischen Wert für die Ladenburger Heimatgeschichte, verbergen sich in ihm doch die Reste der ehemaligen Badstube. Die vom im östlichen Teil der Hauptstraße offen fließenden Kandelbach gespeiste bereits 1431 urkundlich erwähnte Badstube ist ein wichtiges Zeugnis der Alltagskultur am Ausgang des Mittelalters und zu Beginn der Neuzeit. Sie erinnert an die einst vielerorts vorhandenen, aber heute nicht mehr erhaltenen Badehäuser, in nicht nur der Körperhygiene, sondern auch der medizinischen Versorgung dienten. Geschützt nach § 2 DSchG |    |
| Weitere Bilder | Gasthaus, Zum goldenen Stern                  | Hauptstraße 65 (Karte)          | 18. Jahrhundert                   | Zweigeschossiges, traufständiges Gasthaus, massives Erdgeschoss, rundbogiger Kellerabgang an der Südostecke, bezeichnet 1597, an der Ostseite Eingangstür mit Oberlicht, Fenster- und Türgewände aus Sandstein, Fachwerk-Obergeschoss und Giebel, Satteldach, geschmiedetes Wirtshausschild (ausgehendes 18. Jahrhundert), östlich anschließend Hofeingang mit Sandsteinpfeilern (18. Jahrhundert); im 18. Jahrhundert erbaut, im Kern älter (Kellerabgang), 1975 Abriss von zwei Scheuern im Hofraum und Wohnhausneubau, 1980/82 Renovierung mit Fachwerkfreilegung, 1992 Renovierung des historischen Gasthausauslegers, 2009 Umbau der Garagenzufahrt. Das Gasthaus und Herberge „Zum Güldenen Stern“ wird 1598 erstmals erwähnt. Nach der Zerstörung im Dreißigjährigen Krieg zerstört, erhielt der Sternwirt 1686 die kurfürstliche Genehmigung zum Wiederaufbau der urväterlichen „Wohnbehausung und Gastherberge“, welche „wüst und ohnaufgebaut“ lag. Nach erneuter Zerstörung im Orleans'schen Krieg 1693 wurde das Gasthaus in der heutigen Form wieder errichtet. Das Gasthaus „Zum Güldenen Stern“ hat hohen exemplarischen und dokumentarischen Wert als eines der stattlichen Gast- und Bürgerhäuser an der Ladenburger Hauptstraße. Als traditionsreiches Gasthaus in typischer Lage an der zentralen Wegeachse kündet es von der Wirtschafts- und Sozialgeschichte der Stadt. Mit seinem großen Hof (in dem einst zwei Scheunen standen), erinnert es daran, dass in der einstigen Ackerbürgerstadt die meisten Handwerker und Wirte auch eine Nebenerwerbslandwirtschaft betrieben. Geschützt nach § 2 DSchG |    |
| Weitere Bilder | Badhaus                                       | Hauptstraße 66 (Karte)          |                                   | Zweigeschossiger, giebelständiger, verputzter Massivbau mit Satteldach, am Sturz des vermauerten Türgewändes bezeichnet 1596, mehrfach verändert (Fenstergewände aus dem späten 18. und 19. Jahrhundert), 1976 Wohnhauserweiterung und Einbau einer Ölzentralheizung, 1980 Renovierungsarbeiten, 1989 Balkonüberdachung, 1996 Wohnhausumbau mit Ausbau des Dachgeschosses (dabei Fachwerkausfachungen im Inneren teilweise entfernt, neue Treppe, neuer Dachstuhl anstelle des alten, stark geschädigten errichtet). Rückwärtig angebaute Bruchsteinscheune, an die Stadtmauer angebaut, 1976 Änderung des Scheunendachs. Ungeachtet der starken Überformung des 19. Jahrhunderts hat das zumindest auf das Ende des 16. Jahrhunderts zurückgehende Gebäude hohen dokumentarischen Wert für die Ladenburger Heimatgeschichte, sollen sich in ihm doch die Reste des ehemaligen Backhauses verbergen. In dieser bis in das 18. Jahrhundert in Besitz der Stadt nachweisbaren Einrichtung musste ein Stadtbäcker einen Ofen für die Bürger, die keinen eigenen Backofen besaßen, bereithalten. Die große Bruchsteinscheune erinnert zudem daran, dass Ladenburg als Ackerbürgerstadt bis weit in das 19. Jahrhundert hinein von der (Nebenerwerbs-)Landwirtschaft geprägt war. Geschützt nach § 2 DSchG |    |
| Weitere Bilder | Wohnhaus                                      | Hauptstraße 69 (Karte)          |                                   | Adelshof, bestehend aus zwei durch eine Hofeinfahrt mit Sandsteinpfeilern getrennten Wohngebäuden (Nr. 69 und 69a) und einer großen Scheune im rückwärtigen Teil der Parzelle. Haupthaus (Nr. 69), westlicher Teil verputzter Massivbau mit Staffelgiebel, straßenseitig Fenster mit Ohrenrahmungen, nach Osten um angebautes zweigeschossiges traufständiges Wohnhaus, massives Erdgeschoss, Fachwerk-Obergeschoss, Satteldach mit Schleppgaube, rückwärts angebautes, zweigeschossiges, verputztes Wohnhaus mit Mansarddach, am Türgewände bezeichnet 1578; im Kern mittelalterlich, im 18. Jahrhundert umgebaut und erweitert, 1967 Renovierung, 1978/80 umfassende Sanierung (Fassade, Putzflächen und Fenster erneuert, Dachstuhl abgenommen, Dach neu gedeckt), Garagenanbau, 2013 Sanierung der Fassade (Putz, Naturstein, Dach); Nebengebäude (Nr. 69a), schmales langgestrecktes Wohnhaus, massives verputztes Erdgeschoss, Fachwerk-Obergeschoss, straßenseitig verputzt, Walmdach mit Schleppgauben; 18. Jahrhundert; Scheune (sog. Kehler'sche Scheuer), Massivbau aus Bruchsteinmauerwerk, 1826/27 an die Stadtmauer angebaut (dendrochronologisch datiert), 1994 stürzt das Dach ein, 2010 teilweiser Einsturz von Stadtmauer und Scheune, 2011 Statische Sicherung der vorhandenen Mauern und Giebel. Die Gebäude gehörten (zusammen mit Schulstraße 6) zum Hirschberger Hof, einem der großen Ladenburger Adelshöfe, die im Gebiet der Stadterweiterung entstanden und der sich von Haupt- und Schulstraße bis zur Stadtmauer erstreckte. Spätestens im 15. Jahrhundert erwarben die Junker von Hirschberg einen Hof in Ladenburg. Nach dem Aussterben der Hirschberger kam ein Teil des Hofes (Nr. 69 und 69a) um 1600 in den Besitz des Stadtschreibers Michael Bock und war von 1615 bis 1716 kurpfälzische Schaffnerei. Der ehemalige Hirschberger Hof hat als einer der großen, bis ins hohe Mittelalter zurückreichenden Ladenburger Adelshöfe hohen dokumentarischen Wert für die Entwicklung der Stadt. Das Areal der Stadterweiterung der Zeit um 1200 war sehr viel weiträumiger und lockerer besiedelt ist als das karolingische Ladenburg. Ein nicht unbeträchtlicher Teil des neu ummauerten Bezirks wurde von großen Adelshöfen eingenommen, die im Besitz von Ministerialen der Wormser Bischöfe waren. Später erneuert und umgebaut zeugen die Hauptgebäude der Adelshöfe bis heute vom Reichtum und gesellschaftlichen Rang ihrer einstigen Besitzer. Geschützt nach § 28 DSchG |    |
| Weitere Bilder | Wohnhaus                                      | Hauptstraße 71 (Karte)          | 17. Jahrhundert                   | Zweigeschossiges traufständiges Wohnhaus, massives Erdgeschoss, Fachwerk-Obergeschoss, an der Westhälfte geschweifte Andreaskreuze, Satteldach mit großen spitzgiebligen Zwerchhaus über der Ostseite; 17. Jahrhundert, 1968 Instandsetzung (Abbruch des baufälligen Zwerchhauses und Wiederherstellung, Fachwerk verputzt und neu angestrichen, Fenstererneuerung), 1976 Dacheindeckung. Das Haus Hauptstraße 71 hat dokumentarischen Wert für die Stadtbaugeschichte als eines jener bis in das 17. Jahrhundert zurückreichenden, für den Ladenburger Altstadtkern charakteristischen Bürger- und Handwerkerhäuser mit massivem verputztem Erdgeschoss und häufig mit Andreaskreuzen in den Fensterbrüstungen verzierten Fachwerk-Obergeschossen. Mit seiner ansehnlichen Größe und seiner prominenter Lage unmittelbar neben dem Hirschberger Hof an der Hauptstraße, der zentralen Wegeachse, die den Altstadtkern vom Neckartor zum Schriesheimer Tor in West-Ost-Richtung durchzieht, steht es beispielhaft für die Bauweise der gehobenen/mittleren Schicht in Ladenburg und erinnert somit auch an die Sozialtopographie der Stadt. Geschützt nach § 2 DSchG |    |
| Weitere Bilder | Wohnhaus                                      | Hauptstraße 79 (Karte)          | 16./17. Jahrhundert               | Zweigeschossiges traufständiges Wohnhaus, massives Erdgeschoss, Tür- mit Oberlicht, Kellerabgang mit geradem Sturz, Fenster- und Türgewände aus Sandstein, Fachwerk-Obergeschoss mit geschweiften Andreaskreuzen, breite profilierte Traufe, Satteldach mit Schleppgauben; 16./17. Jahrhundert, 1979 Abbruch der zugehörigen Scheune, 1999 Umbau und Renovierung (Grundrissänderungen, Sanierung der Straßenfassade, neue Fenster, neue Dachgauben, Wintergarten an der Rückseite). Das Gebäude hat dokumentarischen Wert für die Stadtbaugeschichte als eines jener bis in das 16./17. Jahrhundert zurückreichenden, für den Ladenburger Altstadtkern charakteristischen Bürger- und Handwerkerhäuser mit massivem verputztem Erdgeschoss und häufig mit Rauten und Andreaskreuzen in den Fensterbrüstungen verzierten Fachwerk-Obergeschossen. Mit seiner ansehnlichen Größe und seiner prominenter Lage an der Hauptstraße, der zentralen Wegeachse, die den Altstadtkern vom Neckartor zum Schriesheimer Tor in West-Ost-Richtung durchzieht, steht es beispielhaft für die Bauweise der gehobenen/mittleren Schicht in Ladenburg und erinnert somit auch an die Sozialtopographie der Stadt. Geschützt nach § 28 DSchG |    |
|                | Wohnhaus                                      | Hauptstraße 81 (Karte)          | 1784                              | Zweigeschossiges, traufständiges, verputztes Wohnhaus, massives Erdgeschoss, an der Westecke zum Fenster vermauerte Tür, am Sturz bezeichnet 1784, Fachwerk-Obergeschoss (straßenseitig massiv erneuert), Stockwerkgesims, kassettiertes Traufgesims, Satteldach; 1784 erbaut, Straßenfassade später erneuert, 1992 Abbruch des auf der Stadtmauer aufsitzenden, langgestreckten, jüngeren Tabakschopfes und Neubau eines Holzschuppens. Das in unmittelbarer Nachbarschaft des ehemaligen Schriesheimer Tores 1784 erbaute und im 19. Jahrhundert überformte Haus Hauptstraße 81 hat dokumentarischen Wert für die jüngere Ladenburger Stadtbaugeschichte. Es ist eines der im Altstadtkern mehrfach anzutreffenden Gebäude, die zur Schaffung neuen Wohnraumes für die stetig wachsende Ladenburger Bevölkerung anstelle spätmittelalterlicher Vorgängerbauten oder in Baulücken errichtet wurden. Der inzwischen verschwundene zugehörige Tabakschuppen belegt, dass die Besitzer des Hauses Tabak anbauten. Die Tabakproduktion und - verarbeitung war vom 17. Jahrhundert bis in die 1930er Jahre ein bedeutender Wirtschaftszweig in Ladenburg. Geschützt nach § 2 DSchG | BW |
|                | Spital                                        | Hauptstraße 85 (Karte)          | Anfang 19. Jahrhundert            | Zweigeschossiges Eckhaus, verputzter Massivbau, Fenster und Tür im Erdgeschoss in Blendarkaden, am Obergeschoss umlaufende Sohlbank, Fenster mit geraden Bedachungen, Walmdach; Anfang 19. Jahrhundert, bis 1889 Pfründnerhaus des Hospitals, 1889 von Stadtbaumeister Vogel zum Schulhaus mit Lehrerwohnung umgebaut, bis 1908 landwirtschaftliche Winterschule bzw. Kreislandwirtschaftsschule, 1908-1924 Gewerbeschule, 1960 Sanierung, Einbau einer Wohnung im Dachgeschoss. Das in zeittypischer Formensprache des Klassizismus im frühen 19. Jahrhundert errichtete Gebäude hat dokumentarischen Wert die jüngere städtebauliche Entwicklung Ladenburgs. Die Stadt verharrte lange in den Grenzen des mittelalterlichen Mauerrings. Erst mit der dem Entstehen eines neuen Wohnviertels an der „Neuen Anlage“ nach 1876 begann sich die Stadt darüber hinaus auszudehnen. Das ehemalige Pfründnerhaus des Spitals ist eines der wenigen vor dieser Zeit vor den Toren der mittelalterlichen Stadt errichteten Gebäude. Mit seiner späteren Funktion als Landwirtschafts- bzw. Gewerbeschule erinnert es zudem an die Geschichte des Ladenburger Schulwesens. Geschützt nach § 2 DSchG |    |
| Weitere Bilder | Wohnhaus                                      | Heidelberger Straße 2 (Karte)   | um 1600                           | Zweigeschossiger, giebelständiger Massivbau, Erd- und Obergeschoss verputzt, profilierte Fenstergewände aus Werkstein, über profilierter Schwelle Giebel mit Zierfachwerk, Schopfwalmdach, südlich anschließend bedachter Torbau und kleine Scheune mit Bruchsteinsockel, Fachwerkgeschoss und Pultdach; um 1600 als Fachwerkhaus erbaut (im Wesentlichen erhalten), um die Mitte des 19. Jahrhunderts durch zwei unterzogene Steingeschosse umgebaut, 1972-1975 Sanierung, dabei Fachwerk freigelegt und wesentliche Teile des baufälligen Giebel ersetzt, Abriss und Wiederaufbau des Dachstuhls, 1986 Umbau des Rückgebäudes, 2001 Errichtung eines Freisitzes auf dem Nebengebäude zur Hofseite. Das in das 16./17. Jahrhundert zurückreichende, im 19. Jahrhundert überformte Anwesen hat dokumentarischen Wert für die Ladenburger Wirtschaftsgeschichte. Mit seiner Torfahrt und den einstigen Ökonomiegebäuden im geschlossenen Hofraum erinnert es daran, dass Ladenburg bis weit in das 19. Jahrhundert hinein von der (Nebenerwerbs-)Landwirtschaft geprägt war. Geschützt nach § 2 DSchG |    |
| Weitere Bilder | Wohnhaus                                      | Heidelberger Straße 8 (Karte)   | Frühes 18. Jahrhundert            | Zweigeschossiges, traufständiges Wohnhaus, verputzter Massivbau, im Erdgeschoss (Schau-)Fenster und Eingangstür mit geohrten Gewänden, Torfahrt mit geradem Sturz, Fassade mit profiliertem Stockwerksgesims und Eckquaderung, über den Fenstern des Obergeschosses kleine rautenförmige Lichtöffnungen, Satteldach; im frühen 18. Jahrhundert errichtet, Obergeschoss nach einem Brand in der Mitte des 19. Jahrhunderts erneuert, 1976 Außenrenovierung, Fenstererneuerung. Das ehemalige Ackerbürgerhaus, an dessen Fassade sich die beiden Bauphasen des 18. und 19. Jahrhunderts klar ablesen lassen, hat dokumentarischen Wert für die Ladenburger Stadtbau- und Wirtschaftsgeschichte. Mit seiner großen Torfahrt, durch die der rückwärtige Teil der Parzelle erreicht werden kann, erinnert daran, dass Ladenburg bis weit in das 19. Jahrhundert hinein von der (Nebenerwerbs-)Landwirtschaft geprägt war. Geschützt nach § 2 DSchG |    |
|                | Wohnhaus                                      | Heidelberger Straße 9 (Karte)   | 18. Jahrhundert                   | Eingeschossiges Eckhaus, zur Heidelberger Straße traufständig, verputzter Massivbau mit Fachwerkgiebel, geohrte Fenstergewände, Satteldach mit Gaube; 18. Jahrhundert, Fenster und Tür modern ersetzt. Das schmucklose Handwerkerhaus, das die kleine Parzelle vollständig einnimmt, steht beispielhaft für die schlichte Bauweise der einfacheren Bevölkerungsschicht. Zwar sind die meisten dieser Häuser abseits der Ladenburger Hauptachsen zu finden, es finden sich aber auch einige Beispiele für schlichte Handwerkerhäuschen, die an den großen Straßenzügen, wie hier an der von der Kirchgasse zum Heidelberger Tor führenden Ausfallstraße, errichtet wurden. Geschützt nach § 2 DSchG |    |
| Weitere Bilder | Wohnhaus                                      | Heidelberger Straße 10 (Karte)  |                                   | Zweigeschossiges giebelständiges Wohnhaus, verputzter Massivbau mit Stockwerksgesimsen, an der Südseite Reste der Stadtmauer, an der Hofseite Keller-Rundbogenportal mit Beschlagwerk aus der Renaissance (17. Jahrhundert), Satteldach, seitlich rundbogige Torfahrt; im Kern 16. Jahrhundert, Giebelseite im 19. Jahrhundert im Stil des Klassizismus verändert, 1975 Um- und Ausbau Dachgeschoss, Dachgaube. Die im Kern in das 16. Jahrhundert zurückreichende Hofanlage mit ihrer großen rundbogigen Torfahrt und dem seitlichen Nebengebäude hat dokumentarischen Wert für die Ladenburger Wirtschafts- und Sozialgeschichte. Sie erinnert daran, dass Ladenburg als Ackerbürgerstadt bis weit in das 19. Jahrhundert hinein von der (Nebenerwerbs-)Landwirtschaft geprägt war. Das Anwesen steht zudem beispielhaft für die bauliche Struktur der nordöstlichen und südöstlichen Randgebiete der Ladenburger Altstadt. Im Gebiet der hochmittelalterlichen Stadterweiterung lassen sich - trotz der Nachverdichtungen des 19. und 20. Jahrhunderts - im Gegensatz zur dicht bebauten karolingischen Kernstadt bis heute noch große und locker bebaute Parzellen ausmachen. Geschützt nach § 2 DSchG |    |
|                | Wohnhaus                                      | Heidelberger Straße 13 (Karte)  | 1. Hälfte 19. Jahrhundert         | Zweigeschossiges, traufständiges Wohnhaus, verputzter Massivbau, an der Südseite Reste der Stadtmauer, Torfahrt mit geradem Sturz, Stockwerksgesims, am Südgiebel eingelassene Blendbögen und Figurennische (ehemals mit Madonna); 1. Hälfte 19. Jahrhundert, 1981 Umbau, dabei Abbruch bis auf die Außenwände, neuer Dachstuhl, 1983 Neubau Nebengebäude im Hof, 1987 Erneuerung der Holzklappläden. Die geschlossene ehemalige Hofanlage mit ihren Torfahrt, die Zugang zu den rückwärtigen Nebengebäuden erlaubt, hat dokumentarischen Wert für die Vergangenheit Ladenburgs als Ackerbürgerstadt, in der der überwiegende Teil der Bevölkerung bis weit in das 19. Jahrhundert hinein eine (Nebenerwerbs-)Landwirtschaft betrieb. Mit der Verwendung von Teilen der Stadtmauer als Südwand und den in diese eingebrochenen Öffnungen kündet es davon, dass zu seiner Erbauungszeit die Stadtbefestigung ihre fortifikatorische Funktion längst verloren hatte und ab ca. 1830 in Teilen niedergelegt wurde. Geschützt nach § 2 DSchG | BW |
| Weitere Bilder | Wohnhaus                                      | Jesuitengasse 1 (Karte)         | 1689                              | Zweigeschossiges Eckhaus, massiver Erdgeschoss mit Kellerabgang, vorkragendes Fachwerk-Obergeschoss, Satteldach mit Schleppgauben, 1689 erbaut (am Eckständer bezeichnet), Erdgeschoss und östlicher Teil des Obergeschosses im 19. Jahrhundert erneuert, 1966 Instandsetzung (Dach erneuert, Fassade gestrichen, neue Fenster), 1996 Umbau mit Dachausbau und Kellererweiterung. Das in unmittelbarer Nachbarschaft des Jesuitenhofes gelegene Gebäude hat dokumentarischen Wert für die Stadtbaugeschichte als eines jener in das 17. Jahrhundert zurückreichenden, für den Ladenburger Altstadtkern charakteristischen Bürger- und Handwerkerhäuser. Diese besitzen in der Regel massive verputzte Erdgeschosse und häufig mit Mannfiguren und Andreaskreuzen gestaltete Fachwerk-Obergeschosse und - Giebel. Geschützt nach § 2 DSchG |    |
| Weitere Bilder | Wohnhaus                                      | Jesuitengasse 2 (Karte)         | 16. Jahrhundert                   | Geschlossene Hofanlage mit Haupthaus und rückwärtigen Nebengebäuden, Wohnhaus mit massivem, verputztem Erdgeschoss, Torfahrt mit Sandsteingewänden und geradem Sturz, Fachwerkobergeschoss(e), abgewalmtes Dach; im 16. Jahrhundert unter Verwendung eines älteren Kern errichtet, um 1900 Einbau großer Giebelgauben an der Nord- und Südseite des Daches, 1984 Fenstererneuerung, 1991 Ausbau Dachgeschoss. Die geschlossene Hofanlage mit ihren rückwärtigen Nebengebäuden hat dokumentarischen Wert für die Vergangenheit Ladenburgs als Ackerbürgerstadt, in der der überwiegende Teil der Bevölkerung bis weit in das 19. Jahrhundert hinein eine (Nebenerwerbs-)Landwirtschaft betrieb und verweist mit ihrer stattlichen Größe auf einen recht wohlhabenden Besitzer. Das Wohnhaus ist zudem eines jener in das 16. Jahrhundert zurückreichenden, für den Ladenburger Altstadtkern charakteristischen mit Mannfiguren und Andreaskreuzen gestalteten Fachwerkhäuser mit massivem verputztem Erdgeschoss. Geschützt nach § 2 DSchG |    |
| Weitere Bilder | Wohnhaus                                      | Jesuitengasse 4 (Karte)         | 16./17. Jahrhundert               | Zweigeschossiges Wohnhaus, massives, Fachwerk-Obergeschoss, Satteldach mit großer Schleppgaube, seitliche rundbogige Torfahrt, bezeichnet 1582; im 16./17. Jahrhundert als Scheune erbaut, 1989 Umbau und Umnutzung zu Wohnzwecken, 2007 Instandsetzung der östlichen Fachwerkfassade, Sanierung des Giebels mit teilweisem Austausch der Hölzer (im Zusammenhang mit der Neubebauung von Jesuitengasse 6, das an Nr. 4 angebaut war), Ausfachung der Gefache, Stabilisierung der Erdgeschoss-Mauer Die ehemalige Scheune mit der seitlich anschließenden großen Torfahrt hat dokumentarischen Wert für die Ladenburger Wirtschafts- und Sozialgeschichte. Sie erinnert einerseits daran, dass Ladenburg bis weit in das 19. Jahrhundert hinein von der (Nebenerwerbs-)Landwirtschaft geprägt war. Andererseits steht das Gebäude beispielhaft für die Umnutzung ehemaliger Scheunen zu Wohnzwecken in jüngster Zeit. Geschützt nach § 2 DSchG |    |
| Weitere Bilder | Adelshof, Jesuitenhof                         | Jesuitenhof (Karte)             |                                   | Jesuitenhof, ursprünglich Bettendorfer Hof, im Kern mittelalterlicher Hofkomplex mit großem gotischen Tor und kleiner Fußgängerpforte (14./15. Jahrhundert), bestehend aus Herrenhaus, Nebengebäude und östlich angebauten Scheunen (17./18. Jahrhundert, 2009 abgebrochen und durch moderne Wohnbebauung ersetzt), 1974 Sanierung des gotischen Portals und der Umfassungsmauer. Jesuitenhof 1 und 3: Herrenhaus, zweigeschossiger verputzter Massivbau mit Renaissance-Rechteckfenstern mit Sandsteingewänden und vorgelagertem Treppenturm, Satteldach mit Schleppgauben; 2. Hälfte 16./Anfang 17. Jahrhundert mit älterem Kern (Treppenturm), im 18. Jahrhundert Einbau eines Treppenhauses, 2009-2012 Umbau und Sanierung. Jesuitenhof 5: östlich angebautes zweigeschossig Nebengebäude (ehemalige Stallungen und Remise), massives verputztes Erdgeschoss, freiliegendes Fachwerk-Obergeschoss, Satteldach mit Schleppgauben, nördlich anschließender Küchenbau; 17./18. Jahrhundert mit älteren Fundamenten, 2009-2012 Umbau und Sanierung. Der in seinen ältesten Teil in die Zeit um 1200 zurückreichende Hof war ursprünglich im Besitz des Bischofs, der ihn an Ministeriale als Lehen übergab. Er wird 1339 erstmals urkundlich erwähnt. Er kam Mitte 17. Jahrhundert an die Herren von Bettendorf, war 1736 im Besitz des adeligen Damenstifts Pforzheim und wurde 1740 an die Jesuiten in Mannheim verkauft (bis 1774). Seit 1855 sind Wohnungen eingerichtet. Der Jesuitenhof hat als einer der großen, bis ins hohe Mittelalter zurückreichenden Ladenburger Adelshöfe hohen dokumentarischen Wert für die Entwicklung der Stadt. Das Areal der Stadterweiterung der Zeit um 1200 war sehr viel weiträumiger und lockerer besiedelt ist als das karolingische Ladenburg. Ein nicht unbeträchtlicher Teil des neu ummauerten Bezirks wurde von großen Adelshöfen eingenommen, die im Besitz von Ministerialen der Wormser Bischöfe waren. Später erneuert und umgebaut zeugen die Adelshöfe bis heute vom gesellschaftlichen Rang und Reichtum ihrer einstigen Besitzer. Geschützt nach § 28 DSchG |    |
|                | Wohnhaus                                      | Kellereigasse 8 (Karte)         | 16./17. Jahrhundert               | Eingeschossiges, giebelständiges Wohnhaus, massives Sockel-/Erdgeschoss, an der Straßenseite rundbogiger Eingang (heute vermauert) und rundbogiger Kellerabgang, an der Giebelseite Fenster mit profilierten Sandsteingewänden des 16. Jahrhunderts, Eingang in jüngerer Zeit an die Südseite verlegt, Fachwerkgiebel, Satteldach mit Schleppgaube; im Kern 16./17. Jahrhundert, im Inneren Reste der ersten (inneren) Stadtmauer erhalten, 1947/48 Umbaumaßnahmen, 1983 Wohnhausum- und Ausbau, 1990 Anbau für die Tiefgaragenzufahrt des benachbarten Hotelneubaus. Ungeachtet der jüngeren Um- und Anbauten hat das Gebäude dokumentarischen Wert als eines der bis in das 16. Jahrhundert zurückreichenden Ladenburger Bürger- und Handwerkerhäuser. Bemerkenswert sind die im Inneren des Hauses erhaltenen Reste der ersten inneren Ladenburger Stadtmauer, im 9. Jahrhundert zum Schutz der Stadt errichtet wurde. Geschützt nach § 2 DSchG |    |
| Weitere Bilder | Wohnhaus                                      | Kirchenstraße 3 (Karte)         | 1693                              | Zweigeschossiges Eckhaus, massives Erdgeschoss, Fenster- und Türgewände aus Sandstein, am Sturz der Tür bezeichnet 1683, vorkragendes Fachwerk-Obergeschoss mit geschweiften Andreaskreuzen, Satteldach mit Schleppgauben; 1693 über einem Gewölbekeller aus dem 14. Jahrhundert errichtet, 1985/86 umfassende Sanierung mit Grundrissänderung und Freilegung des Fachwerks, 1986 Eröffnung der Gaststätte „Die Kartoffel“. Das Gebäude hat dokumentarischen Wert für die Stadtbaugeschichte als eines jener bis in das 17. Jahrhundert zurückreichenden, für den Ladenburger Altstadtkern charakteristischen Bürger- und Handwerkerhäuser mit massivem verputztem Erdgeschoss und häufig mit Mannfiguren und Andreaskreuzen in den Fensterbrüstungen verzierten Fachwerk-Obergeschossen. Es ist wichtiger Bestandteil der lange Reihe von überwiegend traufständigen Häusern an der Kirchenstraße, die seit der Stadterweiterung des späten 12. Jahrhunderts den Südteil des karolingisch-ottonischen Siedlungskerns umschließt und den Bischofshof mit Galluskirche und Marktplatz verbindet. Geschützt nach § 2 DSchG |    |
| Weitere Bilder | Wohnhaus                                      | Kirchenstraße 6 (Karte)         | Um 1720                           | Zweigeschossiger, verputzter Massivbau, Eckquaderung, Fenster und Eingangstür mit Ohrenrahmungen, Mansarddach; um 1720 unter Verwendung des Kellers des Vorgängerbaus (um 1200) vom Geheimen Rat und Geistlichen Administrator von Otto errichtet, später Gasthaus „Zum Lustgarten“, 1830 mit Peter Eisenhardt erstmals ein Lustgartenwirt genannt, beherbergte 1873-1908 hier auch die Höhere Töchterschule untergebracht, 1980 Sanierung und Umbau zum Hotel, 1988 Isolierung Keller, Neugestaltung Hof, 2003 Fenstererneuerung. Das um 1720 vom Geheimen Rat und Geistlichen Administrator von Otto über dem Keller eines mittelalterlichen Vorgängerbaus errichtete ehemalige Palais zeugt vom anspruchsvollen adeligen Bauen in prominenter Lage in unmittelbarer Nähe des inzwischen im ehemaligen Bischofssitz untergebrachten Amtshofes des kurpfälzischen Oberamtes Ladenburg. Mit seiner seit dem frühen 19. Jahrhundert überlieferten Tradition als Gasthaus „Zum Lustgarten“ ist zudem Dokument der Ladenburger Wirtschaftsgeschichte. Geschützt nach § 2 DSchG |    |
| Weitere Bilder | Günther'sches Waisenhaus                      | Kirchenstraße 7 (Karte)         | 1770/72                           | Zweigeschossiges, traufständiges ehemaliges „Günthersches Waisenhaus“, langgestreckter verputzter Massivbau mit fünfzehn Fensterachsen, annähernd quadratische Fenster mit Ohrenrahmungen, Balkenanker mit Jahreszahl 1770, am nordwestlichen Bauteil Rechteckportal, rahmende Pilaster mit Volutenbekrönung, über dem Sturz Wappen des Georg Friedrich Günters Schultheiß zur Ladenburg, Inschrift mit Chronogramm (=1770) und Figurennische mit Statue des Hl. Rochus aus rotem Sandstein, im Mittelteil ältere rundbogige Torfahrt mit profiliertem Gewände mit Wappen des Wormser Bischofs Georg von Schönberg (um 1590), im Südostteil zweite Toreinfahrt mit Günter'schem Wappel, am Schlussstein datiert 1782; 1772-1938 Waisenhaus, dann Verkauf an Privat, 1974 Renovierung Fassade, 1986 Sanierung und Umbau (u.a. Dachgauben an der Rückseite, Grundrissveränderungen). An Stelle des Waisenhauses befand sich einst der bischöfliche Marstall, der 1638 im Besitz des Sackpfeifenwirts Jakob Hornig ist. Nachdem das Gebäude 1750 an den kinderlosen Anwaltsschultheißen und Besitzer des Gasthauses „Sackpfeife“, Georg Friedrich Günther gekommen war, ließ dieser 1770/72 einen Neubau errichten und stiftete am 21.7.1772 ein Waisenhaus für 18 katholische Waisenkinder. Das Waisenhaus wurde 1938 aufgelöst, der Stiftung nach 1945 zum Bau und Unterhalt zweier Kindergärten verwandt. Das ehemalige „Günthersches Waisenhaus“ hat nicht nur als einer der größten und repräsentativsten Barockbauten Ladenburgs dokumentarischen Wert für die Stadtbaugeschichte, in seiner fast 170 Jahre langen Tradition als Waisenhaus erinnert es auch an die durch eine private Stiftung ermöglichte Sozialfürsorge in der Stadt. Geschützt nach § 28 DSchG |    |
| Weitere Bilder | Wohn- und Geschäftshaus                       | Kirchenstraße 12 (Karte)        | 18. Jahrhundert                   | Zweigeschossiges Eckhaus, massives verputztes Erdgeschoss mit Tür- und Fenstergewänden aus Sandstein, freiliegendes Fachwerk-Obergeschoss und -Giebel mit profilierten Schwellen und Andreaskreuzen in den Brüstungsfeldern am Obergeschoss, Mansarddachschopfwalmdach mit Schleppgaube; 18. Jahrhundert, 1972 Instandsetzung der Fassade, 1998 Renovierung/Umbau des Wohnhauses und Ausbau der benachbarten Scheune (Heidelbergerstraße 1) zu Wohnzwecken. Das Haus Kirchenstraße 12 hat dokumentarischen Wert für die Stadtbaugeschichte als eines jener in das 18. Jahrhundert zurückreichenden, für den Ladenburger Altstadtkern charakteristischen Bürger- und Handwerkerhäuser. Diese besitzen in der Regel massive verputzte Erdgeschosse und häufig mit Mannfiguren und Andreaskreuzen gestaltete Fachwerk-Obergeschosse und -Giebel. Mit seinem jüngeren Ladeneinbau kündet es zudem davon, dass sich die östliche Kirchenstraße zwischen Heidelberger Straße und Marktplatz seit dem 19. Jahrhundert zu einer Einkaufsstraße entwickelte. Geschützt nach § 2 DSchG |    |
| Weitere Bilder | Wohn- und Geschäftshaus                       | Kirchenstraße 14 (Karte)        | 1431/32                           | Dreigeschossiges Eckhaus, Erdgeschoss und 1. Obergeschoss massiv und verputzt, 2. Obergeschoss und Giebel freiliegendes Fachwerk mit Mannfiguren und profilierten Schwellen, am 2. Obergeschoss bezeichnet 1480, Satteldach mit Schleppgauben; 1431/32 erbaut, 1720 Dachwerk unter Verwendung der Altsparren des Vorgängerdaches erneuert (beide Bauphasen dendrochronologisch datiert), Erd- und 1. Obergeschoss im 18./19. Jahrhundert massiv ersetzt, 1977 Sanierung, Außenfassade renoviert, 1994 Dach- und Fassadenrenovierung, Dachgauben. Das Gebäude hat hohen exemplarischen und dokumentarischen Wert als eines der in das Mittelalter zurückreichenden Bürgerhäuser an der Kirchenstraße, einer wichtigen Bischofshof und Galluskirche verbindenden Ladenburger Wegeachse. Es ist eines der in der Stadt mehrfach anzutreffenden Gebäude, bei denen die unteren Geschosse im 18./19. Jahrhundert massiv erneuert wurden, während die Fachwerk-Obergeschosse und -Giebel erhalten blieben. Geschützt nach § 2 DSchG |    |
| Weitere Bilder | Wohnhaus                                      | Kirchenstraße 15 (Karte)        | Mitte 18. Jahrhundert             | Zweigeschossiges traufständiges Wohnhaus, massives Erdgeschoss, leicht vorkragendes Fachwerk-Obergeschoss mit reich profilierter Schwelle, Satteldach, in der Mitte mit großem, spitzgiebeligen Zwerchhaus und seitlicher Schleppgaube; Mitte 18. Jahrhundert, Erdgeschoss wurde wohl im 19. Jahrhundert massiv erneuert, 1950 Umbau des Erdgeschosses zu einer Backstube, Erweiterung des Gebäudes an der Rückseite, dabei Fachwerk herausgenommen, Abbruch von Schweine- und Hühnerstall, 1962 Erneuerung des Dachstuhls, 1970-1972 Fachwerkfreilegung, Fensteraustausch, neues Treppenhaus (zusammen mit Nachbarhaus Nr. 17), 1990 Umbau und Modernisierung (ebenfalls zusammen mit Nr. 17). Das im 18. Jahrhundert erbaute und im 19. Jahrhundert überformte Haus Kirchenstraße 15 mit seinem in Ladenburg eher selten zu findenden Zwerchhaus ist wichtiger Bestandteil der lange Reihe von überwiegend traufständigen Häusern an der Kirchenstraße, die seit der Stadterweiterung des späten 12. Jahrhunderts den Südteil des karolingisch-ottonischen Siedlungskerns umschließt und den Bischofshof mit Galluskirche und Marktplatz verbindet. Geschützt nach § 2 DSchG |    |
| Weitere Bilder | Wohn- und Geschäftshaus                       | Kirchenstraße 16 (Karte)        | um 1500                           | Zweigeschossiges traufständiges Wohn- und Geschäftshaus, massives verputztes Erdgeschoss, freiliegendes Fachwerkobergeschoss mit reich profilierter Schwelle und Mannfiguren, bezeichnet „Erbaut um Anno 1500“, Satteldach; um 1500 erbaut, war seit der Reformation Katholisches Schulhaus, seit 1744 Stadtschreiberei, 1973 Renovierung und Freilegung des Fachwerks. Das Haus Kirchenstraße 16 hat dokumentarischen Wert für die Stadtbaugeschichte als eines jener in das 16. Jahrhundert zurückreichenden, für den Ladenburger Altstadtkern charakteristischen Bürger- und Handwerkerhäuser mit massivem verputztem Erdgeschoss und häufig mit Mannfiguren gestaltete Fachwerk-Obergeschoss. Von der Reformation bis in die Mitte des 18. Jahrhunderts als Katholisches Schulhaus genutzt, erinnert es zudem daran, dass sich in der Kirchenstraße bedingt durch ihre räumliche Nähe zum Bischofshof mehrere katholisch geprägte Bauten (Waisenhaus, Schulhaus, Pfarrhaus, Kaplanei- und Messnerhäuser) befanden. Geschützt nach § 2 DSchG |    |
| Weitere Bilder | Wohnhaus                                      | Kirchenstraße 17 (Karte)        | 17./18. Jahrhundert               | Dreigeschossiges verputztes Eckhaus, Erdgeschoss und Fassade zur Kirchenstraße massiv, Obergeschoss an den Traufseiten leicht vorkragende Fachwerk, Satteldach mit Schleppgauben; 17./18. Jahrhundert, Südfassade im 19. Jahrhundert massiv erneuert, 1962 Erneuerung Dachstuhl, 1970-1972 Fensteraustausch, neues Treppenhaus (zusammen mit Nachbarhaus Nr. 15), 1974 Instandsetzungsarbeiten, 1989-1990 Umbau und Modernisierung (ebenfalls zusammen mit Nr. 15), dabei Dachgauben eingefügt, Grundrissänderungen. Das im 17./18. Jahrhundert erbaute und im 19. Jahrhundert an der Fassade überformte Gebäude ist wichtiger Bestandteil der langen Reihe von Bürger- und Handwerkerhäusern des 17.-19. Jahrhunderts an der Nordseite der Kirchenstraße, die seit der Stadterweiterung des späten 12. Jahrhunderts den Südteil des karolingisch-ottonischen Siedlungskerns umschließt und den Bischofshof mit Galluskirche und Marktplatz verbindet. Geschützt nach § 2 DSchG |    |
| Weitere Bilder | Wohn- und Geschäftshaus                       | Kirchenstraße 18 (Karte)        | Ende 18. Jahrhundert              | Zweigeschossiges giebelständiges Wohn- und Geschäftshaus, massives verputztes Erd- und 1. Obergeschoss mit Stockwerkgesims und Tür- und Fenstergewänden aus Sandstein, freiliegender Fachwerkgiebel mit reich profilierter Schwelle, zur Straße abgewalmtes Mansarddach, seitlich segmentbogige Torfahrt und kleiner ebenfalls segmentbogiger Fußgängereinlass; Ende 18. Jahrhundert, 1964 Instandsetzung und Freilegung des Fachwerkgiebels, 1983 Sanierung Wohnhaus mit Ladengeschäft mit Fassadensanierung und Dacheindeckung, 2001 Umbau der benachbarten Scheune (Erweiterung von Galerie und Wohnraum), 2004 Modernisierung des Obergeschosses mit Einbau neuer Fenster, 2005 neues Hoftor. Der schlichte spätbarocke Bau Kirchenstraße 18 ist Dokument der jüngeren Ladenburger Stadtbaugeschichte. Es ist eines der im Altstadtkern mehrfach anzutreffenden Gebäude, die zur Schaffung neuen Wohnraumes für die stetig wachsende Ladenburger Bevölkerung anstelle spätmittelalterlicher Vorgängerbauten oder in Baulücken errichtet wurden. Denn nachdem die Einwohnerzahl Ladenburgs in den Kriegswirren des 17. Jahrhunderts dramatisch abgenommen und sich zunächst nur langsam wieder erholt hatte, stieg sie im späten 18. und im 19. Jahrhundert stark an. Die rückwärtige Scheune (die ursprünglich zum Nachbaranwesen Kirchenstraße 20 gehörte) ist städtebauliches Dokument für die Vergangenheit Ladenburgs als Ackerbürgerstadt, deren Einwohner bis weit in das 19. Jahrhundert hinein ihr Auskommen in der Landwirtschaft fanden oder eine Nebenerwerbslandwirtschaft neben ihrem Handwerk/Gewerbe betrieben. Geschützt nach § 2 DSchG |    |
| Weitere Bilder | Wohnhaus                                      | Kirchenstraße 19 (Karte)        | Um 1800                           | Zweigeschossiges, verputztes Eckhaus, Erdgeschoss und Fassade zur Kirchenstraße massiv, Obergeschoss an den restlichen Seiten und Giebel in Fachwerkkonstruktion, zur Kirchenstraße Stockwerkgesims, Tür- und Fensterlaibungen überwiegend aus Sandstein, Eingangstür mit Oberlicht, zur Neugasse abgewalmtes Satteldach mit Schleppgauben; um 1800 errichtet, im Kern wohl älter, 1997 Teilabbruch des hinteren Anbaus, 2002 Sanierung des Wohnhauses mit Fenstererneuerung und neuen Dachgauben, Dachkonstruktion Wohnhauses blieb aber erhalten Erstellung eines neuen Anbaus. Das in zeittypischer Formensprache der Wende vom 18. zum 19. Jahrhundert errichtete Bürger-/Handwerkerhaus dokumentiert die jüngere städtebauliche Entwicklung Ladenburgs. Es ist eines der im Altstadtkern mehrfach anzutreffenden Gebäude, die anstelle spätmittelalterlicher Vorgängerbauten oder in Baulücken zur Schaffung neuen Wohnraumes für die stetig wachsende Ladenburger Bevölkerung errichtet wurden. Denn nachdem die Einwohnerzahl in den Kriegswirren des 17. Jahrhunderts dramatisch abgenommen und sich zunächst nur langsam wieder erholt hatte, stieg sie im späten 18. und im 19. Jahrhundert stark an, sodass eine Nachverdichtung des Ladenburger Altstadtkern notwendig wurde. Geschützt nach § 2 DSchG |    |
| Weitere Bilder | Wohn- und Geschäftshaus                       | Kirchenstraße 20 (Karte)        |                                   | Zweigeschossiger, verputzter Massivbau, Erdgeschoss mit jüngerem Ladeneinbau, am Obergeschoss Fenster mit Ohrenrahmungen, Walmdach, seitlich segmentbogige Torfahrt und kleiner ebenfalls segmentbogiger Fußgängereinlass; Ende 18. Jahrhundert erbaut, Mitte des 19. Jahrhunderts Torfahrt erneuert, Fenster und Tür modern ersetzt. Am Platz des Hauses Kirchenstraße 20 befand sich einst ein Vorgängerbau, der vor der Reformation als katholisches Pfarrhaus diente und danach zum Sitz des reformierten Pfarrers bestimmt wurde. Der spätbarocke Bau Kirchenstraße 20 ist mit seiner seitlichen Torfahrt und dem einst großen rückwärtigen Hof und der heute zu Kirchenstraße 18 gehörenden Scheune städtebauliches Dokument für die Vergangenheit Ladenburgs als Ackerbürgerstadt, deren Einwohner bis weit in das 19. Jahrhundert hinein ihr Auskommen in der Landwirtschaft fanden oder eine Nebenerwerbslandwirtschaft neben ihrem Handwerk/Gewerbe betrieben. Geschützt nach § 2 DSchG |    |
| Weitere Bilder | Wohnhaus                                      | Kirchenstraße 22 (Karte)        |                                   | Zweigeschossiges traufständiges Wohnhaus, massives verputztes Erdgeschoss, Fachwerk-Obergeschoss mit einem geschweiften Andreaskreuz, Satteldach mit spitzgiebligen Gauben; um 1600 erbaut, 1971 Sanierung der Fassade, 1984 Umbau und Instandsetzung (Dacherneuerung, Dachgauben, neue Fenster, Neuanstrich Fassade), 1998 Anbau eines Wintergartens, Überdachung des Hofes. Das an der Kirchenstraße gelegene Gebäude hat dokumentarischen Wert für die Stadtbaugeschichte als eines jener in das 16./17. Jahrhundert zurückreichenden, für den Ladenburger Altstadtkern charakteristischen Bürger- und Handwerkerhäuser. Diese besitzen in der Regel massive verputzte Erdgeschosse und häufig mit Zierformen gestaltete Fachwerk-Obergeschosse und -Giebel. Geschützt nach § 2 DSchG |    |
| Weitere Bilder | Wohn- und Geschäftshaus                       | Kirchenstraße 23 (Karte)        |                                   | Zweigeschossiges traufständiges Wohn- und Geschäftshaus, aus zwei ehemals selbstständigen Haushälften bestehend, massives modern erneuertes Erdgeschoss mit drei großen segmentbogigen Schaufenstern, Obergeschoss freiliegendes Fachwerk, Satteldach mit Schleppgauben; an der linken Haushälfte bezeichnet 1750, an der rechten Haushälfte bezeichnet 1620 (dendrochronologisch ermittelt); im 19. Jahrhundert Dach verändert (Wechsel von Giebel- zu Traufständigkeit), Ende 19. Jahrhundert Umbau des Ladengeschäfts im Erdgeschoss, Fassade verändert, 1966/68 Umbau Ladenlokal, Instandsetzung, Fachwerkfreilegung, 1995 Neubau Wohnhaus im rückwärtigen Teil der Parzelle, 1998 Umbau mit Grundrissänderung im Vordergebäude, Abriss tragender Wände, Einbau neuer Wände, Außenwand- und Giebelverstärkung, Erneuerung des Dachstuhls, Neueindeckung des Dachs, Gauben, Erneuerung aller Fenster und Türen (neue Schaufenster-Fassade), neues Treppenhaus, Erneuerung aller Böden und Decken, neue Installationen, Überarbeitung und teilweise Erneuerung der Fachwerkfassade. Das Haus Kirchenstraße 23 har dokumentarischen Wert als eines für den Ladenburger Altstadtkern charakteristischen Bürger- und Handwerkerhäuser mit massivem verputztem Erdgeschoss und verzierten Fachwerk-Obergeschossen. Dabei lassen sich an dem aus zwei ehemals selbstständigen Häusern entstandene Gebäude durch die die verschiedenen Baualter an Fachwerkgestaltung des frühen 17. bzw. der Mitte des 18. Jahrhunderts ablesen. Mit seinem jüngeren Ladeneinbau erinnert es zudem daran, dass sich die östliche Kirchenstraße zwischen Heidelberger Straße und Marktplatz seit dem 19. Jahrhundert zu einer Einkaufsstraße entwickelte. Geschützt nach § 2 DSchG |    |
| Weitere Bilder | Gasthaus, Zwiwwel                             | Kirchenstraße 24 (Karte)        |                                   | Freistehendes, zweigeschossiges, winkelförmiges Gasthaus, massives, verputztes Erdgeschoss, Fachwerk-Obergeschoss, am nördlicher Hausteil verputzt, am südlichen freiliegend, Tür und Fenster mit Ohrenrahmungen, profiliertes Traufgesims Satteldach; Mitte 18. Jahrhundert errichtet unter Verwendung älterer Bauteile (Fachwerk), 1976 Fassade des Gasthauses neu gestaltet, 2009 Einbau eines Notausgang im Keller, Mülllager, Erweiterung einer Dachgaube, 2011 Neueindeckung des Dachs. Schon im 17. Jahrhundert ist an dieser Stelle ein Gasthaus und Herberge „Zur Eintracht“ genannt. 1810 war das Anwesen im Besitz des Biersieders Friedrich Kraußmann, der auch eine Brandweinbrennerei betrieb. Den späteren Namen „Zwiewel“ und dann „Zwiwwel“ erhielt es, da hier die Fastnachtsgesellschaft „Zwiewelnarre“ tagte. Das ehemalige Gasthaus „Zur Eintracht“ zeugt als eines der stattlichen barocken Ladenburger Gasthäuser vom anspruchsvollen bürgerlichen Bauen in wichtigster Lage. Als Gasthaus mit Braugerechtigkeit in typischer Lage an der einer der zentralen Wegeachsen der Stadt und in unmittelbarer Nachbarschaft zur Galluskirche hat es dokumentarischen Wert für die Ladenburger Wirtschaftsgeschichte und Sozialtopographie. Geschützt nach § 2 DSchG |    |
| Weitere Bilder | Evangelischen Stadtpfarrkirche                | Kirchenstraße 26 (Karte)        |                                   | Neugotische Hallenkirche mit niedrigem Polygonchor, halb eingestellter Frontturm mit spitzem Helm, Sockel und Architekturglieder aus Sandstein, Wandscheiben aus Backsteinmauerwerk, Maßwerkfenster; 1876/78 nach Plänen von Bauinspektor Hermann Behagel anstelle eines barocken Vorgängerbaus auf dem Gelände des ehemaligen Mönchshofs des Klosters Schönau, der 1708 an die reformierte Gemeinde Ladenburgs kam, errichtet, 27.8.1878 Weihe, die Decke aus Balkensprengwerk mit ausgemalten Flächen wurde 1956/58 im Stil der Neuen Sachlichkeit übermalt bzw. unter einer Holzdecke verborgen, neugotische Ausstattung weitgehend entfernt, diese wurde 1996/99 wieder entfernt und der Zustand der Erbauungszeit wieder hergestellt, 2010 Mauer und Zaun zum ev. Kirchgarten renoviert. Der neugotische Bau der Evangelischen Kirche ist wichtiges Dokument der Ladenburger Kirchen- und Religionsgeschichte. 1565 führte Kurfürst Friedrich III., der die Stadt im Kondominat mit dem Wormser Bischof besaß gewaltsam die Reformation ein. Nachdem die Evangelische Gemeinde ihre Gottesdienste zunächst in der St. Gallus-Kirche abhielten, wurde ihr nach einem Vergleich mit dem Wormser Bischofs 1708 das Areal des ehemaligen Pflegehofes des Klosters Schönau zugewiesen, auf dem sie zunächst eine barocke und dann 1876/78 eine neugotische Kirche errichtete. Geschützt nach § 2 DSchG |    |
| Weitere Bilder | Evangelisches Pfarrhaus                       | Kirchenstraße 28 (Karte)        |                                   | Freistehender zweigeschossiger, verputzter Massivbau, Ecklisenen, umlaufendes Stockwerkgesims und Sohlbank am Obergeschoss, segmentbogige Fenster, Walmdach; 1854 erbaut. Das in charakteristischer historisch-funktionaler Nachbarschaft zur Evangelischen Kirche stehende Pfarrhaus dokumentiert mit seinem den Kirchhof beherrschenden breitrechteckigen Baukörper seine einstige Sonderfunktion innerhalb der Stadt. Das Pfarrhaus hat nicht nur dokumentarischen Wert für die Kirchengeschichte der Stadt, es ist auch ein wichtiges Beispiel des in Ladenburg nur selten anzutreffenden spätklassizistischen Baustils. Geschützt nach § 2 DSchG |    |
| Weitere Bilder | Katholische Stadtpfarrkirche St. Gallus       | Kirchenstraße 30 (Karte)        |                                   | Dreischiffige, gotische Basilika mit Doppelturmanlage beiderseits des polygonalen Chors; 787 erstmals urkundlich erwähnt, zwei Vorgängerkirchen, die 1006 geweihte Krypta der zweiten romanischen Kirche ist unter dem Chor erhalten, 1220-1240 Bau des gotischen Chors auf den Mauern der römischen Marktbasilika und des Nordturms, im 14. Jahrhundert Langhaus fertiggestellt, ab 1412 Südturm, 1461 Sakristei, 2. Hälfte 15. Jahrhundert Anbau der Sickinger Kapelle, 1556 Vertrag zwischen Bischof Dietrich II. von Bettendorf und Kurfürst Ottheinrich von der Pfalz über ein Simultaneum, 1565 Bildersturm unter Kurfürst Friedrich, die Kirche wird reformiert, 1708 wieder katholisch, in der Folge im Inneren im Stil des Barock neu ausgestattet, Mitte 19. Jahrhundert umfassende Renovierung, Anbau eines fünften Langhausjochs und einer neuen Westfassade, 1935 Restaurierung Krypta, 1950/51 Innenrenovierung, dabei Ausmalung von 1882/84 entfernt, 1964-1968 Renovierung des Inneren, 1977Renovierung Fassade, 2004 Sanierung Krypta, 2010 Außensanierung. Die Katholische Stadtpfarrkirche St. Gallus hat hohen dokumentarischen Wert für die Stadtbau- und Kirchengeschichte Ladenburgs. Die auf den Fundamenten einer römischen Marktbasilika im 11. Jahrhundert östlich der karolingischen Kernstadt errichtete Gallus-Kirche bildet die Keimzelle der hochmittelalterlichen Stadterweiterung. Der ab dem frühen 13. Jahrhundert errichtete gotische Kirchenbau bildet zusammen mit dem neuen, planmäßig angelegten Marktplatz das Zentrum der Stadt. Mit ihren markanten Doppeltürmen prägt die Galluskirche zusammen mit der benachbarten neugotischen Evangelischen Kirche die Silhouette Ladenburgs in entscheidendem Maße. Geschützt nach § 28 DSchG |    |
|                | Beinhaus                                      | Kirchenstraße 30 (bei) (Karte)  |                                   | Eingeschossiger, giebelständiger, verputzter Massivbau, korbbogiges Eingangsportel aus Sandsteinquadern, querovales Giebelfenster, profiliertes Traufgesims, Schopfwalmdach; um 1700 als Beinhaus der St. Galluskirche erbaut, 1930 zog die von Niederbronner Schwestern betrieben Nähschule ein (diese zuvor in der Rheingaustraße 15), ab den1950er Jahren auch als Bücherei und Versammlungsraum der katholischen Gemeinde, 2009 gründlich renoviert und heute als Gemeindehaus (Pfarrheim St. Michael) genutzt. Das ehemalige Beinhaus hat hohen dokumentarischen Wert für die Geschichte der Kirche und des Bestattungswesens in Ladenburg. In den vom Mittelalter bis in das 19. Jahrhundert verbreiteten Beinhäusern wurden die Gebeine aus aufgelösten Gräbern des Friedhofs aufbewahrt. Zudem kündet der schlichte Barockbau, der auf Schmuckformen fast gänzlich verzichtet und so eher den Eindruck eines Profanbaus als ein Sakralbau erweckt, von der großen Armut nach dem Pfälzischen Erbfolgekrieg. Geschützt nach § 2 DSchG |    |
| Weitere Bilder | Wohn- und Geschäftshaus                       | Kirchenstraße 39 (Karte)        |                                   | Schmales, zweigeschossiges, traufständiges Wohnhaus, massives verputztes Erdgeschoss mit Werksteingewänden, freiliegendes Fachwerk-Obergeschoss mit reich profilierter Schwelle, darüber bezeichnet 1581, Satteldach mit Schleppgaube; spätes 16. Jahrhundert, 1980/81 Instandsetzung und Umbau (Fassade, Dachneudeckung, alte Dachgaube durch neue Schleppgaube ersetzt, Innenausbau). Das Gebäude hat dokumentarischen Wert für die Stadtbaugeschichte als eines jener bis in das 16. Jahrhundert zurückreichenden, für den Ladenburger Altstadtkern charakteristischen Handwerkerhäuser mit massivem verputztem Erdgeschoss und Fachwerk-Obergeschossen. Es ist wichtiger Bestandteil der lange Reihe von überwiegend traufständigen Häusern an der Kirchenstraße, die seit der Stadterweiterung des späten 12. Jahrhunderts den Südteil des karolingisch-ottonischen Siedlungskerns umschließt und den Bischofshof mit Galluskirche und Marktplatz verbindet. Geschützt nach § 2 DSchG |    |
| Weitere Bilder | Wohn- und Geschäftshaus                       | Kirchenstraße 41 (Karte)        |                                   | Zweigeschossiges traufständiges Wohnhaus, massives verputztes Erdgeschoss, freiliegendes Fachwerk-Obergeschoss, in den Brüstungsfeldern Andreaskreuze und Bezeichnung „AD 1598“, Satteldach; spätes 16. Jahrhundert, 1992 Sanierung Fassade (dabei teilweise Balken erneuert, Gefache neu gefüllt, neuer Putz und Anstrich). Das Gebäude hat dokumentarischen Wert für die Stadtbaugeschichte als eines jener bis in das 16. Jahrhundert zurückreichenden, für den Ladenburger Altstadtkern charakteristischen Bürger- und Handwerkerhäuser mit massivem verputztem Erdgeschoss und häufig mit Mannfiguren und Andreaskreuzen in den Fensterbrüstungen verzierten Fachwerk-Obergeschossen. Es ist wichtiger Bestandteil der lange Reihe von überwiegend traufständigen Häusern an der Kirchenstraße, die seit der Stadterweiterung des späten 12. Jahrhunderts den Südteil des karolingisch-ottonischen Siedlungskerns umschließt und den Bischofshof mit Galluskirche und Marktplatz verbindet. Geschützt nach § 2 DSchG |    |
| Weitere Bilder | Fassade                                       | Kirchenstraße 43 (Karte)        |                                   | Zweigeschossiges traufständiges Wohn- und Geschäftshaus, massives Erdgeschoss mit späterem Ladeneinbau, freiliegendes Fachwerk-Obergeschoss, Brüstungsfelder mit durchkreuzten Rauten, bezeichnet 1598, Satteldach mit Schleppgauben; spätes 16. Jahrhundert, 1987 Umbau und Aufstockung, dabei Haus soweit verändert (u.a. Haus an der Rückseite erweitert, Dach erhöht), dass nur noch die Fassade Kulturdenkmal ist, 1994 Erneuerung von zwei Eingangstüren und zwei Schaufenstern. Das Gebäude hat dokumentarischen Wert für die Stadtbaugeschichte als eines jener bis in das 16. Jahrhundert zurückreichenden, für den Ladenburger Altstadtkern charakteristischen Bürger- und Handwerkerhäuser mit massivem verputztem Erdgeschoss und häufig mit durchkreuzten Rauten in den Fensterbrüstungen verzierten Fachwerk-Obergeschossen. Es ist wichtiger Bestandteil der lange Reihe von überwiegend traufständigen Häusern an der Kirchenstraße, die seit der Stadterweiterung des späten 12. Jahrhunderts den Südteil des karolingisch-ottonischen Siedlungskerns umschließt und den Bischofshof mit Galluskirche und Marktplatz verbindet. Geschützt nach § 2 DSchG |    |
| Weitere Bilder | Wohnhaus                                      | Kirchenstraße 45 (Karte)        |                                   | Dreigeschossiges traufständiges Gasthaus, massives verputztes Erdgeschoss mit Sandsteingewänden, Rundbogenportal mit profiliertem Gewände und Rollwerkrahmung, bezeichnet 1598, zwei Fachwerk-Obergeschosse, zur Straße hin das untere halb, das obere Geschoss ganz in reichgeschnitzten Holzgalerien mit Balustraden und gedrehten Rundsäulen geöffnet, Satteldach mit Schleppgauben; spätes 16. Jahrhundert, 1968 umfängliche Sanierung und Neubau eines Anbaus an der südlichen Hofseite für Toiletten, Küche und Vorratsräume, 1983/84 Fassadenrestaurierung, Dachneudeckung), 2003 Reparaturarbeiten an der Fassade. Das Haus gehörte 1629 dem Schulmeister Augustinus Hepp, dessen Sohn wurde Mönch und vermachte das Haus dem Kapuzinerkloster in Worms. dieses verkaufte das Haus 1671 an den Juden Moses Lemle und die jüdische Gemeinde richtete eine Synagoge mit Schule und Badehaus ein. 1832 versteigerte die jüdische Gemeinde das Gebäude, um den Bau einer neuen Synagoge zu finanzieren. 1904 Kauf durch die Stadt, 1909/10 Renovierung und Einrichtung des ersten Ladenburger Heimatmuseums. Nachdem im 2. Weltkrieg hier die Dienststelle von NSDAP und Volkssturm und dann bis 1951 Notwohnungen für Heimatvertriebene eingerichtet waren, konnte das Heimatmuseum 1952 wiedereröffnet werden. Nach dem Verkauf an Privat wurde 1968 die Weinstube „Zur Sackpfeife“ eröffnet. Das sog. Renaissancehaus hat als sowohl als eines der reizvollsten Bürgerhäuser des 16. Jahrhunderts in Ladenburg als auch in seiner ehemaligen Funktion als Synagoge der jüdischen Gemeinde hohen dokumentarischen Wert für die Stadt(bau)geschichte. Mit seiner aufwändigen Gestaltung und dem Standort zwischen Galluskirche und Marktplatz kündet es vom anspruchsvollen bürgerlichen Bauen in wichtigster Lage. Geschützt nach § 28 DSchG |    |
| Weitere Bilder | Wohn- und Geschäftshaus                       | Kirchenstraße 47 (Karte)        |                                   | Dreigeschossiges traufständiges Wohn- und Geschäftshaus, massives verputztes Erdgeschoss mit Sandsteingewänden, freiliegende vorkragende Fachwerk-Obergeschosse mit reich profilierten Schwellen, Satteldach mit spitzgiebeliger Gaube; 17./18. Jahrhundert, im 19. Jahrhundert Druckerei Krauss, 1972 Instandsetzungsarbeiten (Fachwerk an der Giebelwand hergerichtet, Anstrich Fassade), 1981 Fassadensanierung mit Fachwerkfreilegung. Das Gebäude hat als eines jener bis in das 17./18. Jahrhundert zurückreichenden, für den Ladenburger Altstadtkern charakteristischen Bürgerhäuser mit massivem verputztem Erdgeschoss und Fachwerk-Obergeschossen dokumentarischen Wert für die Stadtbaugeschichte. Mit seiner stattlichen Größe und seiner prominenter Lage am Eingang des aufweitenden Hauptstraßesteht es beispielhaft für die Bauweise der gehobenen Schicht in Ladenburg und erinnert somit auch an die Sozialtopographie der Stadt. Geschützt nach § 2 DSchG |    |
| Weitere Bilder | Wohn- und Geschäftshaus, Zum Badischen Hof    | Kirchenstraße 49 (Karte)        |                                   | Dreigeschossiges traufständiges Wohn- und Geschäftshaus, massives Erdgeschoss mit segmentbogigen Schaufenstern, zwei leicht vorkragende Fachwerk-Obergeschosse, Satteldach mit Schleppgauben; spätes 17./frühes 18. Jahrhundert, Erdgeschoss im 19. Jahrhundert massiv erneuert, 1957 Umbau (u.a. Kellerabgang durch neue Eingangstür ersetzt), dadurch kam es zu erheblichen Absenkungen in den Obergeschossen und Deformierungen bis zum Dachstuhl, 1979 Sanierung, Instandsetzung der Fassade mit Fachwerkfreilegung, neue mit Segmentbögen gegliederte und mit Sandsteinplatten verkleidete Schaufensterfassade (zunächst Idea Drogerie, später Schlecker), Fenster in Stand gesetzt bzw. ersetzt, Dachneudeckung, Abbruch der Rückgebäude, Bau neuer Rückgebäude mit Tiefgarage. Ungeachtet des modern überformten Erdgeschosses hat der im 18. Jahrhundert in unmittelbarer Nachbarschaft zum Marktplatz erbaute ehemalige „Badische Hof“ Beispielcharakter für das anspruchsvolle bürgerliche Bauen in wichtigster Lage. Mit seiner stattlichen Größe und der Tradition als Gasthaus in typischer Lage in unmittelbarer Nachbarschaft zum Marktplatz als dem zentralen Platzraum der Stadt hat er dokumentarischen und exemplarischen Wert für die Wirtschaftsgeschichte und Sozialtopographie der Stadt. Geschützt nach § 2 DSchG |    |
| Weitere Bilder | Torbogen                                      | Klappergasse 2 (bei) (Karte)    |                                   | Neben dem Gebäude Klappergasse 2 befindet sich ein großer Torbogen aus Bruchsteinmauerwerk mit abgefaster Laibung, daneben eine kleine Fußgängerpforte mit geradem Sturz. Bei diesem Torbogen handelt es sich um den erhaltenen Hauptzugang zum abgegangenen Sickinger Hof. Dieser Adelshof der Freiherren von Sickingen - ein großes, in sich geschlossenes Gut mit Wohn- und Wirtschaftsgebäuden, Kapelle und großen Gartenanlagen - lag im Bereich der Klappergasse an der Stadtmauer. Der 1253 erstmals genannte Hof war von 1338 bis 1786 im Besitz der Familie von Sickingen. Nachdem der Hof 1921 durch einen Brand beschädigt wurde, kam es 1967 zum Abriss und zur Neubebauung des Areals. Geschützt nach § 2 DSchG |    |
| Weitere Bilder | Schule, Dalberg-Hauptschule II                | Lustgartenstraße 2 (Karte)      |                                   | Zweigeschossiges, an die Sebastianskirche angebautes Schulhaus, verputzter Massivbau mit Sandsteinsockel und Eckquaderung, Satteldach; 1886 auf den Fundamenten und unter Verwendung von Mauern eines karolingischen Gebäudes (saala oder palatium der Gaugrafen) errichtet, dieser Saalbau im 15. Jahrhundert unter Bischof Friedrich Domneck neu hergerichtet, nach den Zerstörungen des Dreißigjährigen Kriegs und dem Rückzug der Bischöfe als Zehntscheuer genutzt (bis 1878). Die beiden stattlichen Baukörper der Dalbergschule (Lustgartenstraße 2 und 4) verraten bereits durch ihre Größe und Kubatur sowie ihre Lage im Areal des einstigen Bischofssitzes bzw. des vorgelagerten Lustgartens ihre Sonderstellung innerhalb des Stadtgefüges. Sie sind herausragende Zeugnisse der jüngeren Ladenburger Stadtbaugeschichte. Das unter dem Schulhaus (Nr. 2) erhaltenen Reste der ehemaligen bischöflichen Saala haben zudem hohen dokumentarischen Wert für die frühe Geschichte der Stadt. Geschützt nach § 28 DSchG |    |
| Weitere Bilder | Sebastianskirche                              | Lustgartenstraße 2 (Karte)      |                                   | Romanische Sebastianskirche mit spätgotischem Chor, Langhaus mit Eselsbogenportal an der Südseite, im Schlussstein bezeichnet 1474, Langchor mit zwei Achsen und 5/8-Schluss, mit schlanken, einmal abgetreppten Strebepfeilern und Maßwerkfenstern, nördlich des Chors romanisches Seitenschiff und Turm mit späterem steinernem Aufsatz, auf dem Dachfirst nach barockem Vorbild erneuertem Dachreiter; im späten 11./frühen 12. Jahrhundert Neubau auf ottonischen Fundamenten (Turm, Verbindungsbau und Stück südliche Langhausmauer mit kleinem Rundbogenfenster), 2. Hälfte 13. Jahrhundert Dach des Turms mit steinerner achteckiger Dachpyramide, 1266 erstmals urkundlich fassbar („cimiterium sancti Sebastianai“), 1474 spätgotischer Chor angefügt, Inneneinrichtung 1565 auf Befehl des Kurfürsten Friedrich zerstört, 1736/37 Wiederherstellung der verwahrlosten Kapelle, dabei zwei große barocke Rundbogenfenstern auf jeder Seite des Chors eingefügt, neues Dach, 1831 Ausbesserung der als Magazin genutzten Kapelle, ab 1870 von der altkatholischen Gemeinde genutzt, 1912 Turm von Verputz befreit, 1960/62 umfassende Instandsetzung des Äußeren, 1968-1982 Restaurierung des Inneren, dabei Wandmalereien aus dem 15./16. Jh. entdeckt, 12.10.1980 wieder eingeweiht Die ehemalige bischöfliche Hofkapelle hat hohen dokumentarischen Wert für die Stadtbau- und Kirchengeschichte Ladenburgs. Zusammen mit dem Bischofshof markiert die Sebastianskirche die Keimzelle der karolingischen Stadt, die sich aus dem auf den Trümmern des römischen Lopodunum fränkischen Königshof entwickelte. Geschützt nach § 28 DSchG |    |
|                | Freifläche, Amtshof                           | Lustgartenstraße 2 (Karte)      |                                   | Umfassungsmauer des ehemaligen Kirchhofes der Sebastians-Kapelle zur Kirchenstraße, zieht von der Südostecke des Gebäudes Hauptstraße 10 in geschwungenem Verlauf nach Süden wo sie beim Chor der Kapelle endet, Bruchsteinmauer aus rotem Sandstein, gegenüber von Kirchenstraße 5 wurde 1973 das auf 1596 datierte Portal der 1960 abgebrannten Cronberger Mühle eingebaut. Die Umfassungsmauer ist wichtiges bauliches Dokument des 1266 erstmals urkundlich fassbaren Friedhofs der Sebastians-Kapelle (cimiterium sancti Sebastiani). Dieser wurde wohl im Zuge des Neubaus der St.-Gallus-Kirche aufgegeben, ist aber bis heute als Grünfläche erhalten geblieben. Geschützt nach § 2 DSchG |    |
| Weitere Bilder | Schule, Dalberg-Hauptschule I                 | Lustgartenstraße 4 (Karte)      |                                   | Dreigeschossiger, freistehender, verputzter Massivbau, Architekturgliederung aus Sandstein, Betonung der Hauptfassade durch Sandsteinquader im Erdgeschoss, Mittelrisalit mit Ädikulaportal (Sprenggiebel mit Bauplastik) und Rollwerkgiebel in der Formensprache der Neorenaissance; 1869/71 nach Plänen von A. Williard von der Großherzoglichen Bezirksbauinspektion errichtet, 1910/11 Erweiterung nach Plänen von Stadtbaumeister Molitor und Architekt Feuerstein, im 20. Jahrhundert bei einem Dachausbau Turm über dem Eingangsrisalit entfernt, 1973 Renovierung, 2003 Abbruch einer Pausenhofüberdachung und eines Toilettengebäudes, Absenkung des Schulhofs und Freilegung der alten Stadt- und Zwingermauer, 2004 Umgestaltung Schulhof, 2008 Errichtung einer Regenüberdachung/Pausenhofüberdachung im Hof der Schule. Die beiden stattlichen Baukörper (Lustgartenstraße 2 und 4) der Dalberg Schule verraten bereits durch ihre Größe und Kubatur sowie ihre Lage im Areal des einstigen Bischofssitzes bzw. des vorgelagerten Lustgartens ihre Sonderstellung innerhalb des Stadtgefüges. Sie sind herausragende Zeugnisse der jüngeren Ladenburger Stadtbaugeschichte. Der Neorenaissancebau (Nr. 4) hat hohen dokumentarischen Wert für das Ausgreifen der Stadt nach Süden über den Ring der mittelalterlichen Stadtbefestigung hinaus. Es ist zudem als erstes auf die Anforderungen des Schulbetriebs ausgerichtetes Gebäude wichtiges Dokument der Ladenburger Schulgeschichte. Geschützt nach § 2 DSchG |    |
| Weitere Bilder | Wohn- und Geschäftshaus                       | Marktplatz 1 (Karte)            |                                   | Dreigeschossiges verputztes Wohnhaus in Ecklage, massives Erdgeschoss mit Ladeneinbau, über reich profilierter Schwelle zwei vorkragende verputzte Fachwerk-Obergeschosse, profiliertes Traufgesims, Walmdach, im 1.Obergeschoss frühbarocke Kassettendecke; im Kern 16. Jahrhundert, Umbau im 18. Jahrhundert, 1798 eröffnet Johann Peter Schäfer eine Krämerei/Spezereiwarengeschäft, 1860 Metzgerei, 1978 Restaurierung Außenfassade, 2001 Erneuerung Holzfenster in den Obergeschossen, 2006 Anbau eines Balkons an der Rückseite. Das Gebäude hat dokumentarischen Wert als eines der im Kern mittelalterlichen, später überformten stattlichen Bürgerhäuser am Marktplatz. Es kündet von der Sozialtopographie und Wirtschaftsgeschichte der Stadt, waren doch der Marktplatz als der zentrale Platzraum der Stadt sowie die Hauptstraße als die wichtigste Straßenachse des Altstadtkerns seit jeher Wohn- und Arbeitsort der wohlhabenderen Ladenburger Bürger, Handelsleute und Gastwirte. Geschützt nach § 28 DSchG |    |
| Weitere Bilder | Wohn- und Geschäftshaus                       | Marktplatz 2 (Karte)            |                                   | Zweigeschossiges traufständiges Wohn- und Geschäftshaus, massives verputztes Erdgeschoss mit rundbogiger Eingangstür und Schaufenster, über profilierter Schwelle leicht vorkragendes freiliegendes Fachwerk-Obergeschoss mit geschweiften Andreaskreuzen und durchkreuzten Rauten in den Fensterbrüstungen, Satteldach mit breiter Schleppgaube; 16./17. Jahrhundert, 1979 Umbau Ladengeschäft im Erdgeschoss, 1986 Schaufenstereinbau, 2002 Einbau einer Dachgaube, 2005 Einbau einer Terrasse, Verlegung des Kellerzugangs, 2007 Erneuerung der Fenster im 1. Obergeschoss. Das Gebäude hat dokumentarischen Wert für die Stadtbaugeschichte als eines jener bis in das 16./17. Jahrhundert zurückreichenden, für den Ladenburger Altstadtkern charakteristischen Bürger- und Handwerkerhäuser mit massivem verputztem Erdgeschoss und häufig mit durchkreuzten Rauten und Andreaskreuzen in den Fensterbrüstungen verzierten Fachwerk-Obergeschossen. Mit seinem jüngeren Ladeneinbau kündet es zudem davon, dass sich die Hauptstraße mit dem daran gelegenen Marktplatz seit dem 19. Jahrhundert zur zentralen Einkaufsstraße Ladenburgs entwickelte. Geschützt nach § 2 DSchG |    |
| Weitere Bilder | Wohn- und Geschäftshaus                       | Marktplatz 3 (Karte)            |                                   | Dreigeschossiges traufständiges massives Wohn- und Geschäftshaus, Erdgeschoss mit modernem Ladeneinbau, zwei verputzte Obergeschosse mit Stockwerkgesims und segmentbogigen Fenstern, am 2. Obergeschoss Mittelrisalit mit drei gestaffelten Rundbogenfenstern, Kniestock mit Maßwerkfensterchen, Satteldach; frühes 19. Jahrhundert mit älterem Kern, im späten 19. Jahrhundert Zinngießerei von Carl Colombara (1824-1893), später Textilgeschäft Emma Sohn, Kaiser's Kaffee, Orthopädiegeschäft Scherer, 1969 Umbau Schaufensteranlage und Eröffnung Coop-Supermarkt, 1992 Malerarbeiten an der Fassade und Fenstererneuerung. Im 1603 erstmals urkundlich erwähnten Vorgängerbau befand sich im 17. Jahrhundert das Gasthaus und Herberge „Zum Krumbhorn“. Das Haus Marktplatz 3 hat dokumentarischen Wert für die jüngere Ladenburger Stadtbau- und Wirtschaftsgeschichte. Es besitzt eine der eher selten im Altstadtkern anzutreffenden Fassaden, die in der Formensprache des frühen 19. Jahrhunderts gestaltet wurden. Mit seinen späteren Veränderungen ist es auch städtebaulicher Beleg für die Entwicklung der Hauptstraße mit dem daran gelegenen Marktplatz zur wichtigsten Geschäftsstraße im 19. und 20. Jahrhundert. Geschützt nach § 2 DSchG |    |
| Weitere Bilder | Wohn- und Geschäftshaus                       | Marktplatz 5 (Karte)            |                                   | Zweigeschossiges verputztes Eckhaus, massives Erdgeschoss mit jüngerem Ladeneinbau zum Marktplatz 1. Obergeschoss zum Marktplatz massiv und verputzt, zur Kirchenstraße vorkragendes freiliegendes Fachwerk-Obergeschoss, Satteldach mit Schleppgauben; 17. Jahrhundert, 1697 Apotheke eingerichtet, Deckenmalereien des 18. Jahrhunderts, 1797 vom benachbarten Chirurgen Christoph Heinrich Hohbach übernommen und Apothekenbetrieb eingestellt, 1798 Bäckerei, im 19. Jahrhundert 1. Obergeschoss an der Marktplatzseite massiv erneuert, 1976 Dachneudeckung, 1997 Umbau/Instandsetzung Bäckerei Diemer (u.a. Fenstererneuerung), im vorderen Teil Laden, im hinteren Bäckerei, 2007 Nutzungsänderung einer Wohnung im 1. Obergeschoss in Café, 2010 Anbau eines Wintergartens. Das Gebäude hat exemplarischen und dokumentarischen Wert als eines der im 18. Jahrhundert errichteten stattlichen Bürgerhäuser an der sich hier zum Marktplatz aufweitenden Hauptstraße, der zentralen Ladenburger Wegeachse. Als ehemalige Hirschapotheke erinnert es zudem an die Medizingeschichte der Stadt, hatten sich doch an der Südseite des Marktplatzes (Nr. 5-9) verschiedene Vertreter der Heilberufe (Apotheker, Bader, Hebamme) niedergelassen. Geschützt nach § 2 DSchG |    |
| Weitere Bilder | Wohnhaus                                      | Marktplatz 6 (Karte)            |                                   | Dreigeschossiges traufständiges Wohnhaus, massives verputztes Erdgeschoss mit Eckquaderung, zwei Fenster mit Ohrenrahmungen, zwei Fachwerkobergeschosse, 1. Obergeschoss mit Andreaskreuzen, bezeichnet „Diakon Johann Rullmann aus Creutznach hat dieses Haus am 10. Februarie 1599 erworben“ und „Nicolaus Seiler 1770 chirurgius - Johann Georg Backert 1791 chirurgius - Christoph Heinerich Hohbach 1797 chirurgius“, 2. Obergeschoss vorkragend, am Eckständer Jahreszahlen 1613, 1662, 1682 und 1724 und Zunftzeichen, Satteldach; 1599 erstmals urkundlich erwähnt, 1776 Erdgeschoss massiv erneuert, 1961 Instandsetzungsarbeiten (Dach, Putz, Gesimse), Fachwerkfreilegung, 1980/81 Renovierung und Umbau (Sanierung und statische Sicherung des Fachwerkgefüges), 2007 Nutzungsänderung einer Wohnung im 1. Obergeschoss in Bäckerei/Konditorei, 2009 Anbau Wintergarten. Das Gebäude hat hohen exemplarischen und dokumentarischen Wert als eines der in das Mittelalter zurückreichenden stattlichen Bürgerhäuser an der sich hier zum Marktplatz aufweitenden Hauptstraße, der zentralen Ladenburger Wegeachse. Es ist eines der in der Stadt mehrfach anzutreffenden Gebäude, bei denen die unteren Geschosse im 18. Jahrhundert in barocker Formensprache massiv erneuert wurden, während die aufwändig gestalteten Fachwerk-Obergeschosse und -Giebel erhalten blieben. Ehemals im Besitz der städtischen Chirurgen erinnert es zudem an die Medizingeschichte der Stadt, hatten sich doch an der Südseite des Marktplatzes (Nr. 5-9) verschiedenen Vertreters der Heilberufe (Apotheker, Bader, Hebamme) niedergelassen. Geschützt nach § 2 DSchG |    |
| Weitere Bilder | Wohn- und Geschäftshaus                       | Marktplatz 7 (Karte)            |                                   | Zweigeschossiges, zum Marktplatz traufständiges Wohn- und Geschäftshaus, massives verputztes Erdgeschoss mit jüngerem Schaufenster, an der Ostseite Rundbogenportal mit Jahreszahl 1577 am Gewände und Kellerabgang mit geradem Sturz, Obergeschoss und Giebel freiliegendes Fachwerk, Satteldach mit zweigeschossigem, spitzgiebeligen Zwerchhaus und zwei seitlichen Schleppgauben, Brüstungsfeld in der Mittelachse des Obergeschosses und am Zwerchhaus mit durchkreuzten Rauten; 1577 errichtet, seit dem Mittelalter Löwenapotheke am Marktplatz, im linken Teil ehemals Gasthaus „Zum Ritter St. Georg“, um 1780 umgebaut, 1902 Dach neu gedeckt und statt der kleinen Schleppgauben flache Dachfenster eingesetzt, 1936 Dach mit großen Gauben zur Wohnung ausgebaut, 1977 und wieder 2005 Renovierung Außenfassade. Das Gebäude hat hohen exemplarischen und dokumentarischen Wert als eines der in das Mittelalter zurückreichenden stattlichen Bürgerhäuser an der sich hier zum Marktplatz aufweitenden Hauptstraße, der zentralen Ladenburger Wegeachse. Als ehemalige Löwenapotheke erinnert es zudem an die Medizingeschichte der Stadt, hatten sich doch an der Südseite des Marktplatzes (Nr. 5-9) verschiedene Vertreter der Heilberufe (Chirurg, Apotheker, Bader, Hebamme) niedergelassen. Geschützt nach § 28 DSchG |    |
| Weitere Bilder | Wohn- und Geschäftshaus                       | Marktplatz 8 (Karte)            |                                   | Zweigeschossiges traufständiges Wohnhaus, verputzter Massivbau, rundbogiger Kellerabgang, über sechs Stufen erreichbare Eingangstür mit Oberlicht, nach Westen abgewalmtes Satteldach; im späten 18. Jahrhundert über älterem Kern errichtet, ehemaliges Haus des Bader und Wundschröpfer, im 18. Jahrhundert Gasthaus (1743 Beschwerde des Pfarrers, dass es ein „öffentlich Tantz und Hurenhaus“ sei), vom 18. Jahrhundert bis 1855 (Verlegung in die Schulstraße 6) Evangelische Knabenschule, aufgrund des schlechten baulichen Zustands 1803 von Grund auf renoviert, 1843 eröffnet der Wundarzneidiener Jakob Walther sein Geschäft, auch sein Sohn arbeitet hier als Barbier und Chirurg, Geschäft bestand bis 2005 als Friseurgeschäft, 1966 neue Außentreppe, 1988 Renovierung Fassade, 2006/7 Umbau und Modernisierung (einige Grundrissänderungen, Sanierung Dachkonstruktion, Austausch der Fenster und der Haustür und neuer Fassadenanstrich). Das Gebäude hat dokumentarischen Wert als eines der noch im Kern in das Mittelalter zurückreichenden, im 18. Jahrhundert umgebauten Bürgerhäuser an der sich hier zum Marktplatz aufweitenden Hauptstraße, der zentralen Ladenburger Wegeachse. Ehemals im Besitz des städtischen Baders und Wundschröpfers erinnert es zudem an die Medizingeschichte der Stadt, hatten sich doch an der Südseite des Marktplatzes (Nr. 5-9) verschiedene Vertreter der Heilberufe (Chirurg, Apotheker, Hebamme) niedergelassen. Als ehemalige Evangelische Knabenschule hat es zudem Bedeutung für die Geschichte des Ladenburger Schulwesens. Geschützt nach § 2 DSchG |    |
| Weitere Bilder | Wohn- und Geschäftshaus                       | Marktplatz 9 (Karte)            |                                   | Ursprünglich aus zwei getrennten Bauten bestehendes Wohn- und Geschäftshaus: östlicher zweigeschossiger traufständiger Gebäudeteil, verputzter Massivbau mit Ecklisenen, Walmdach, anstelle des mittelalterlichen Hebammenhauses um 1800 als Nebengebäude errichtet, 1904 zum Wohngebäude umgebaut; westlicher dreigeschossiger giebelständiger Gebäudeteil, massives Erdgeschoss mit jüngerem Ladeneinbau, zwei vorkragende freiliegende Fachwerk-Obergeschosse mit Andreaskreuzen, Walmdach; 1603 errichtet (bezeichnet am Eckständer), 1651-1744 zweites Pfarrhaus der reformierten Gemeinde; 1880 eröffnet Johann Georg Lösser eine Konditorei, 2008 Umbau und Restaurierung, Eröffnung als „Kaffeehaus“, 1907 Veränderung der Marktplatzfassade Conditorei und Café Schork, 1948 Einbau einer Backstube, 1957 Fassadenänderung, 1964/68 Renovierung, dabei Fachwerk herausgenommen und z.T. verändert erneuert, 2008 Umbau und Renovierung Café, dabei Grundrissänderungen im Erdgeschoss. Das Gebäude hat dokumentarischen Wert als eines der Bürgerhäuser an der sich hier zum Marktplatz aufweitenden Hauptstraße, der zentralen Ladenburger Wegeachse. Da sich hier einst das Hebammenhaus befand, erinnert es an die Medizingeschichte der Stadt, hatten sich doch an der Südseite des Marktplatzes (Nr. 5-9) verschiedene Vertreter der Heilberufe (Chirurg, Apotheker, Bader) niedergelassen. Als Geburtshaus von Johann Christoph Sauer (* 1695), dem Gründer der deutschen Baptistengemeinde in den USA, hat es zudem heimatgeschichtliche Bedeutung. Sauer eröffnete in Pennsylvania eine Druckerei, brachte 1839 die erste deutschsprachige Zeitung und 1743 die erste deutschsprachige in Nordamerika gedruckte Bibel heraus. Geschützt nach § 2 DSchG |    |
| Weitere Bilder | Hof, Neunhellerhof                            | Marktplatz 10 (Karte)           |                                   | Hofanlage mit dreigeschossigem, giebelständigem Wohnhaus, östlich angrenzender Scheune und geschlossenem Innenhof; Wohnhaus: Erdgeschoss und Teil des 1. Obergeschosses massiv und verputzt mit Werksteingewänden an Fenstern und Türen, große rundbogige Torfahrt und (heute vermauerter) Kellerabgang, an den Traufseiten verputzte Obergeschosse (Nordseite in ganzer Höhe massiv), an den Giebelseiten weitgehend freiliegendes Fachwerk mit zum Teil geschweiften Andreaskreuzen und Mannfiguren, zum Hof kleines Renaissanceportal mit Ehewappen der Familie Neunheller (1541), Holzgalerie und Holzerker (1934 angefügt), Schopfwalmdach mit Schleppgauben, im Inneren Treppenturm mit steinerner Spindel und Reste von Renaissance-Malereien; 1568 (dendrochronologisch ermittelt) unter Einbeziehung zweier älterer Steinbauten des 15. Jahrhunderts errichtet, 1608 Dach und Anbau an der nördlichen Grundstücksgrenze neu erstellt, 1690 umfangreiche Reparaturen, im frühen 20. Jahrhundert Grundrissänderungen um sieben Wohnungen einzurichten, 1934 Renovierung und Fachwerkfreilegung, 1958/59 Instandsetzung Fassaden, 1970/72 Renovierung, 1992/93 Renovierung und Umbau (rückwärtiger Giebel, der sich um einen halben Meter nach außen geneigt hatte, wieder ins Lot gebracht, Einbau von Wohnungen, oberes Stockwerk größtenteils neu ausgebaut, neues Dach, Dachgauben, Fassade saniert). Das stattliche Neunheller Haus hat hohen exemplarischen und dokumentarischen Wert als eines der im Kern noch mittelalterlichen, im 16./17. Jahrhundert aufwändig umgebauten Ladenburger Bürgerhäuser. Durch seine Größe, sein reiches Schmuckfachwerk und die farbige Gestaltung prägt es den Marktplatz in hohem Maße und kündet vom Reichtum und gesellschaftlichen Anspruch seiner ehemaligen Besitzer. Geschützt nach § 28 DSchG |    |
|                | Wohnhaus                                      | Metzgergasse 1 (Karte)          |                                   | Zweigeschossiges, giebelständiges Wohnhaus, verputzter Massivbau, Obergeschoss auf großen Steinkonsolen weit vorkragend, Satteldach; Anfang 18. Jahrhundert, mit älterem Kern (Keller, Erdgeschoss und Traufwände aus dem 13. Jahrhundert),1978 Außenrenovierung, 1989 Umbau mit Grundrissänderungen, Einbau eines Ladens anstelle einer bestehenden Wohnung im Erdgeschoss, neues Treppenhaus, 2012 Neuordnung des Hinterhofs mit Bau einer Terrasse. Das im Kern bis in das 13. Jahrhundert zurückreichende Gebäude hat aufgrund seines hohen Alters exemplarischen und dokumentarischen Wert für die Ladenburger Stadtbaugeschichte. Zudem ist es ein für Ladenburg seltenes Beispiel eines in Massivbauweise errichtetes Gebäude in, weisen die Häuser hier doch bis zum 19. Jahrhundert in der Regel nur ein steinernes Erdgeschoss auf, während die Obergeschosse in (Zier-)Fachwerk ausgeführt sind. Geschützt nach § 2 DSchG | BW |
|                | Wohnhaus                                      | Metzgergasse 5 (Karte)          |                                   | Zweigeschossiges, giebelständiges Wohnhaus, verputzter Massivbau, an der Nordostecke kleines gotisches Spitzbogenfenster, Schopfwalmdach; am Anfang des 19. Jahrhunderts unter Verwendung von Teilen des Vorgängerbaus, einer mittelalterlichen Kapelle aus der Zeit um 1300 erbaut, 1977 Einbau neuer Fenster und Tür an der Hoffassade (Südfassade), 1980 Fassaden-Renovierung mit Fenstererneuerung. Bei der mittelalterlichen Kapelle handelt es sich um die erste Ladenburger Synagoge. Nach Verfolgung und Vertreibung im Pestjahr 1349 und erneut 1391 gab es keine jüdische Gemeinde in Ladenburg bis sich nach dem Dreißigjährigen Krieg auf Initiative von Kurfürst Karl Ludwig wieder Juden in der Stadt niederließen und ihre Synagoge im sog. Renaissancehaus (Kirchenstraße 45) einrichteten. Das in schlichter zeittypischer Formensprache des 19. Jahrhunderts erbaute Haus Metzgergasse 10 steht beispielhaft für die jüngere Ladenburger Stadtbaugeschichte. Es ist eines der im Altstadtkern mehrfach anzutreffenden Gebäude, die zur Schaffung neuen Wohnraumes für die stetig wachsende Ladenburger Bevölkerung anstelle in Baulücken oder spätmittelalterlicher Vorgängerbauten errichtet wurden. Von hohem dokumentarischem Wert für die Religionsgeschichte der Stadt sind die in ihm verbauten Reste einer mittelalterlichen Kapelle, die im 14. Jahrhundert den Ladenburger Juden als Synagoge diente. Geschützt nach § 28 DSchG | BW |
|                | Adelshof, Kettenheimer Hof                    | Mühlgasse 7 (Karte)             |                                   | Hofanlage mit mächtigem zweigeschossigem Wohnhaus, verputzter Massivbau mit Schopfwalmdach und östlichem zweiachsigen Anbau, hofseitiges Portalgewände mit Wappen und Jahreszahl 1610, im rechten Winkel an das Haupthaus angebaute zweigeschossige Scheune, massives Erdgeschoss, Fachwerk-Obergeschoss, Satteldach, Hofmauer mit rundbogiger Torfahrt (16. Jahrhundert, Bauinschrift 1833), in der Westwand des Anwesens ist die Stadtmauer verbaut; 1547 erstmals urkundlich genannt, 1600 im Besitz des Junkers Kettenher, Gebäude im 16./17. Jahrhundert errichtet, 1699 Kauf durch die Lutheraner, Erweiterung um Schulhaus mit Lehrerwohnung (Mühlgasse 9), 1708 Einweihung der lutherischen Kirche in der ehemaligen Scheune, 1822 an Privat verkauft und als landwirtschaftliches Anwesen genutzt, um 1833 erneuert, 1977/78 Sanierung und Umbau der an die Stadtmauer anbauten Scheune. Der ehemalige Kettenheimer Hof hat als einer der großen, bis ins hohe Mittelalter zurückreichenden Ladenburger Adelshöfe hohen dokumentarischen Wert für die Entwicklung der Stadt. In der karolingischen Kernstadt, vor allem aber im Areal der Stadterweiterung der Zeit um 1200 befanden sich mehrere große Adelshöfe, die im Besitz von Ministerialen der Wormser Bischöfe waren. Später erneuert und umgebaut zeugen die Hauptgebäude der Adelshöfe bis heute vom Reichtum und gesellschaftlichen Rang ihrer einstigen Besitzer, während die zugehörigen Nebengebäude weitgehend verschwunden sind. Geschützt nach § 2 DSchG |    |
| Weitere Bilder | Wohnhaus                                      | Mühlgasse 9 (Karte)             |                                   | Zweigeschossiges traufständiges Wohnhaus, verputzter Massivbau, Stockwerkgesims und Fenstergewände aus Sandstein, offene rundbogige Torfahrt, daneben Fenstersturz mit Wappen, am hofseitigen Portalgewände bezeichnet „1610“, Südgiebel massiv mit Blendbögen, Nordgiebel freiliegendes Fachwerk, Satteldach mit Schleppgauben; urkundlich seit der Mitte des 16. Jahrhunderts als Teil des ehemaligen Kettenheimer Hofs nachweisbar, Gebäude im 16./17. Jahrhundert errichtet, 1699 erwerben die Lutheraner den Kettenheimer Hof und bauen das Haus Mühlgasse 9 zu einem Schulhaus mit Lehrerwohnung um, 1821-1854 Evangelische Mädchenschule, später Gaststätte „Äppelwoistubb“, 1997 Modernisierung und Umbau, 2009 Einbau von Dachgauben. Das zum ehemaligen Kettenheimer Hof - einem der großen, bis ins hohe Mittelalter zurückreichenden Ladenburger Adelshöfe - gehörende Gebäude hat dokumentarischen Wert für die Entwicklung der Stadt. In der karolingischen Kernstadt, vor allem aber im Areal der Stadterweiterung der Zeit um 1200 befanden sich mehrere große Adelshöfe, die im Besitz von Ministerialen der Wormser Bischöfe waren. Um 1700 erneuert und zum Schulhaus der Lutheraner umgebaut und dann bis zur Mitte des 19. Jahrhunderts als Evangelische Mädchenschule genutzt, ist das Gebäude zudem wichtiges Zeugnis der Geschichte des Ladenburger Schulwesens. Geschützt nach § 28 DSchG |    |
| Weitere Bilder | Wohnhaus                                      | Mühlgasse 16 (Karte)            |                                   | Zweigeschossiges Wohnhaus in Ecklage, massives Erdgeschoss, Obergeschoss und Nordgiebel freiliegendes Fachwerk, Obergeschoss zur Mühlgasse leicht vorkragend, Satteldach; 17./18. Jahrhundert, 1927 wurde das Fachwerk verbrettert (inschriftlich bezeichnet), später aber wieder freigelegt. Das Gebäude hat dokumentarischen Wert für die Stadtbaugeschichte als eines jener in das 17./18. Jahrhundert zurückreichenden, für den Ladenburger Altstadtkern charakteristischen Bürger- und Handwerkerhäuser. Diese besitzen in der Regel massive verputzte Erdgeschosse und Fachwerk-Obergeschosse und -Giebel. Das die ganze Parzelle einnehmende schlichte Gebäude kündet zudem von der Ladenburger Sozialtopographie, siedelten sich doch die unteren und mittleren sozialen Schichten bevorzugt abseits der zentralen Straßenachsen in den Randbereichen der Kernstadt an. Geschützt nach § 2 DSchG |    |
| Weitere Bilder | Wohnhaus                                      | Nadlerstraße 1 (Karte)          |                                   | Eingeschossiges traufständiges Wohnhaus, verputzter Massivbau, Fenster mit Ohrenrahmungen, Schopfwalmdach, zweigeschossig ausgebaut mit Giebel- bzw. Dreiecksgauben; um 1800 errichtet unter Verwendung von Kellern des Vorgängerbaus (eines zum ehemaligen Sickinger Hof gehörenden Gebäudes), 1991/95 Sanierung und Umbau, rückwärtiger Anbau mit Satteldach. Das in schlichter zeittypischer Formensprache des späten 18./frühen 19. Jahrhunderts über einem älteren Kern erbaute Haus Nadlerstraße 1 hat dokumentarischen Wert einerseits für die jüngere Ladenburger Stadtbaugeschichte. Es ist eines der im Altstadtkern mehrfach anzutreffenden Gebäude, die zur Schaffung neuen Wohnraumes für die stetig wachsende Ladenburger Bevölkerung anstelle spätmittelalterlicher Vorgängerbauten errichtet wurden. Der tiefe vom Vorgängerbau stammende Keller, ist neben dem Torbogen in der Klappergasse und einigen im Haus Nadlerstraße 4 vermauerten Fragmenten ein letztes Relikt des Sickinger Hofes, eines der großen Ladenburger Adelshöfe, die das Areal der mittelalterlichen Stadterweiterung entscheidend prägten. Geschützt nach § 2 DSchG |    |
| Weitere Bilder | Nagelschmiede                                 | Nagelschmiedgasse 2 (Karte)     |                                   | Zweigeschossiges, traufständiges Wohnhaus, Erdgeschoss und Obergeschoss der Traufwände massiv und verputzt, an der Westseite segmentbogige Kellerabgang, an den Giebelseiten Obergeschosse und Giebeldreiecke freiliegendes Fachwerk, Satteldach mit Schleppgauben; um 1580 über den Resten eines römischen Badegebäudes errichtet, Fachwerk 16./17. Jahrhundert, 1973 umfassend saniert, dabei Dachstuhl wegen Baufälligkeit entfernt und total erneuert, Fachwerk des Giebels abgetragen und ersetzt, Fachwerk am Obergeschoss mit Eichenbohlen verblendet, 1987 Wohnhausumbau in drei Eigentumswohnungen, Anbau, Fachwerk an den Giebelseiten freigelegt, 1992 Abbruch der jüngeren und zur Werkstatt umgebauten Sandsteinscheune, 2014 Fachwerksanierung. Die ehemalige Nagelschmiede hat dokumentarischen Wert für die Stadtbaugeschichte als eines der noch in das 16./17. Jahrhundert zurückreichenden Handwerkerhäuser im Ladenburger Altstadtkern. Das schlichte Gebäude kündet zudem von der Sozialtopographie, siedelten sich doch die unteren und mittleren sozialen Schichten bevorzugt in kleinen Gassen abseits der zentralen Straßenachsen der Kernstadt an. Geschützt nach § 2 DSchG |    |
| Weitere Bilder | Wohnhaus                                      | Nagelschmiedgasse 3 (Karte)     |                                   | Zweigeschossiges giebelständiges Wohnhaus, massiv verputztes Erdgeschoss, straßenseitig zwei Fenster mit Ohrenrahmungen, freiliegendes Fachwerk-Obergeschoss und -Giebel mit profilierten Schwellen und Andreaskreuzen, zwischen den Fenstern am Obergeschoss kleiner hölzerner Bildstock, Satteldach; 18. Jahrhundert, 1981 Sanierung mit Fachwerkfreilegung, Erneuerung der Sandsteingewände im Erdgeschoss, Dach neu eingedeckt, Figurennische erneuert und neue Madonnenfigur aufgestellt. Das Haus Nagelschmiedgasse 3 hat (zusammen mit den beiden Nachbarhäusern (Nr. 5 und 7) dokumentarischen Wert für die Ladenburger Wirtschafts- und Sozialgeschichte. Das Ensembles von drei stattlichen im 18. Jahrhundert in barocker Formensprache errichteten Ackerbürgerhäusern mit den zugehörigen Hofräumen, in denen sich die Ökonomiebauten befanden, erinnert daran, dass Ladenburg bis weit in das 19. Jahrhundert hinein von der (Nebenerwerbs-)Landwirtschaft geprägt war. Geschützt nach § 2 DSchG |    |
|                | Wohnhaus                                      | Nagelschmiedgasse 5 (Karte)     |                                   | Zweigeschossiges giebelständiges Wohnhaus, massiv verputztes Erdgeschoss, Fenster mit Ohrenrahmungen, verputztes Fachwerk-Obergeschoss und -Giebel, an der Straßenseite profilierte Schwelle, Satteldach; 18. Jahrhundert, Fenster und Dach in jüngerer Zeit erneuert. Das Haus Nagelschmiedgasse 5 hat (zusammen mit den beiden Nachbarhäusern (Nr. 3 und 7) dokumentarischen Wert für die Ladenburger Wirtschafts- und Sozialgeschichte. Das Ensembles von drei stattlichen im 18. Jahrhundert in barocker Formensprache errichteten Ackerbürgerhäusern mit den zugehörigen Hofräumen, in denen sich die Ökonomiebauten befanden, erinnert daran, dass Ladenburg bis weit in das 19. Jahrhundert hinein von der (Nebenerwerbs-)Landwirtschaft geprägt war. Geschützt nach § 2 DSchG |    |
|                | Wohnhaus                                      | Nagelschmiedgasse 7 (Karte)     |                                   | Zweigeschossiges, giebelständiges, verputztes Wohnhaus, massives Erdgeschoss, leicht vorkragendes Fachwerk-Obergeschoss und -Giebel, hölzerne Obergeschoss- und Giebelschwelle sichtbar, am Obergeschoss straßenseitig Fenster mit Ohrenrahmungen, Satteldach mit Schleppgauben; 18. Jahrhundert, späterer Ladeneinbau, 1994 Rückbau des Erdgeschosses zu Wohnzwecken, dabei Schaufenster und Ladeneingangstür durch drei Fenster ersetzt. Im rückwärtigen Teil der Parzelle quer zum Wohnhaus stehende erhaltenswerte Bruchsteinscheune mit Satteldach; 18./19. Jahrhundert. Das Haus Nagelschmiedgasse 7 hat (zusammen mit den beiden Nachbarhäusern (Nr. 3 und 5) dokumentarischen Wert für die Ladenburger Wirtschafts- und Sozialgeschichte. Das Ensembles von drei stattlichen im 18. Jahrhundert in barocker Formensprache errichteten Ackerbürgerhäusern mit den zugehörigen Hofräumen mit Ökonomiebauten, erinnert daran, dass Ladenburg bis weit in das 19. Jahrhundert hinein von der (Nebenerwerbs-)Landwirtschaft geprägt war. Geschützt nach § 2 DSchG |    |
| Weitere Bilder | Wohn- und Geschäftshaus                       | Neugasse 1 (Karte)              |                                   | Dreigeschossiges Wohn- und Geschäftshaus in Ecklage, Erdgeschoss und 1. Obergeschoss massiv und verputzt mit Eckquaderung, im Erdgeschoss jüngerer Ladeneinbau, am Obergeschoss Fenster mit Ohrenrahmungen, 2. Obergeschoss und Giebeldreieck leicht vorkragendes freiliegendes Zierfachwerk mit Andreaskreuzen und Mannfiguren, zur Hauptstraße Brüstungsfelder mit durchkreuzten Rauten, Satteldach mit Schleppgauben; im 16. Jahrhundert errichtet (Fachwerk-Obergeschoss und -Giebel erhalten), im 18. Jahrhundert die beiden unteren Stockwerke massiv erneuert, 1975 Umbau, Ladeneinbau, 1976 Dachstuhl erneuert, 2004 kleiner rückwärtiger Anbau an den Laden im Erdgeschoss. Das Eckhaus an Neugasse/Hauptstraße hat dokumentarischen Wert als eines der in das Spätmittelalter zurückreichenden Gast- und Bürgerhäuser an der zentralen Ladenburger Straßenachse. Es ist eines der in der Stadt mehrfach anzutreffenden Gebäude, bei denen die unteren Geschosse im 18. Jahrhundert in barocker Formensprache massiv erneuert wurden, während die aufwändigen Zierfachwerk-Obergeschosse und -Giebel erhalten blieben. Mit seinem modernen Ladeneinbau kündet es zudem davon, dass sich die Hauptstraße seit dem 19. Jahrhundert zu der Einkaufsstraße Ladenburgs entwickelte. Geschützt nach § 2 DSchG |    |
| Weitere Bilder | Wohn- und Geschäftshaus, Zum Adler            | Neugasse 5 (Karte)              |                                   | Breitgelagertes, aus ursprünglich zwei selbständigen Gebäuden bestehendes Wohn- und Geschäftshaus und einem rückwärtigen (erhaltenswerten) Brauerei-Rückgebäude: nördlicher traufständiger Teil ehemaliges Gasthaus „Zum Adler“, massives verputztes Erdgeschoss mit jüngerem Ladeneinbau, zwei freiliegendes Fachwerk-Obergeschosse, Satteldach mit Schleppgauben; 16./17. Jahrhundert; südlicher giebelständiger Teil ehemaliges Brauhaus, massives verputztes Erdgeschoss mit jüngerem Ladeneinbau, Fachwerk-Obergeschoss, zur Neugasse freigelegt, zu Brauergasse verputzt, Schopfwalmdach mit Schleppgauben; 18. Jahrhundert, im Obergeschoss befand sich ein Tanzsaal, bis 1929 Brauerei Boos, wurde dann Teil des Kaufhauses der Gebrüder Kaufmann (vgl. Hauptstraße 26), gehörte wie das Haupthaus ab 1939 zum Textilhaus Werner Sohn Brauereigebäude, verputzter Massivbau, hohes Erdgeschoss mit großen segmentbogigen Fenstern, niedrigeres Obergeschoss, Satteldach; 1994/96 Sanierung des Komplexes, Umbau zu einem Wohn- und Geschäftshaus mit 9 Wohnungen, Grundrissänderungen, neue Dachgauben, neue Fenster, Laden im Erdgeschoss blieb unverändert. Der in Gasthaustypischer Lage an der vom südlichen Stadttor in das Zentrum der Stadt führenden Neugasse ehemalige „Adler“ hat exemplarischen und dokumentarischen Wert als eines der in das Spätmittelalter zurückreichenden Ladenburger Gast- und Bürgerhäuser. Als eines der größten Gasthäuser der Stadt mit Tanzsaal im Obergeschoss und angeschlossener Brauerei, aber auch mit seiner späteren Zeitschicht als Dependance des Kaufhauses Kaufmann und späteren Textilgeschäfts Sohn ist der „Adler“ wichtiges Dokument der Wirtschaftsgeschichte der Stadt. Geschützt nach § 2 DSchG |    |
| Weitere Bilder | Adelshof                                      | Neugasse 6 (Karte)              |                                   | Geschlossene Hofanlage auf trapezförmigem Grundriss, zweigeschossiger verputztes Massivbau, an der Ostseite Torfahrt mit geradem Sturz, an der Südseite profiliertes gotisches Eingangsportal, Walmdach mit Schleppgauben; im Kern 15. Jahrhundert, im 17./18. Jahrhundert Umbau (Bogengewände und Holzgang im Hof), Mitte 19. Jahrhundert Torfahrt erneuert, 1982 Umbau und Instandsetzung, Ausbau zu Mehrfamilienhaus, Dachausbau (Gauben), 1989 Fenstererneuerung, 2007 Anbau eines Balkons (an der Rückseite). Die stattliche geschlossene Hofanlage, deren Innenhof durch eine Torfahrt erschlossen wird, hat dokumentarischen Wert für die Ladenburger Stadtbau- und Wirtschaftsgeschichte. Das heute zu Wohnzwecken umgebaute Anwesen war eine der neben den Adelshöfen größten Hofanlagen Ladenburgs. Die stattliche Größe des Anwesens lässt auf einen wohlhabenden Besitzer schließen und zeugt von der großen Bedeutung. die die Landwirtschaft bis weit in das 19. Jahrhundert hinein für das Ladenburger Wirtschaftsleben hatte. Geschützt nach § 2 DSchG |    |
| Weitere Bilder | Wohnhaus                                      | Neugasse 7 (Karte)              |                                   | Ehemalige Hofanlage mit Wohnhaus und rückwärtig anschließender Scheune (1977 teilweise abgebrochen), massives Erdgeschoss mit großer zentraler Torfahrt, profilierter Rundbogen mit Renaissance-Ornamenten (datiert 1606, versetzt, gehört ursprünglich zu einem anderen Bau), freiliegendes Fachwerk-Obergeschoss und -Giebel, Satteldach mit Schleppgauben; 1595 erbaut (am Kellerportal datiert), um 1770/80 Fachwerk-Obergeschoss errichtet, 1977/78 Sanierung und Umbau mit Grundrissänderungen, Fachwerk freigelegt, neue Fenster, neue Dachdeckung, 1984 Einbau eines Ladengeschäfts mit Fenstern in der Torfahrt, 2001 Neuanstrich Fassade, Instandsetzung Fachwerk. Obwohl durch den Teilabbruch der rückwärtigen Scheune im Bestand reduziert, hat die Hofanlage dokumentarischen Wert für die Vergangenheit Ladenburgs als Ackerbürgerstadt, in der der überwiegende Teil der Bevölkerung bis weit in das 19. Jahrhundert hinein eine (Nebenerwerbs-)Landwirtschaft betrieb und verweist mit ihrer stattlichen Größe auf einen recht wohlhabenden Besitzer. Das Wohnhaus ist zudem eines jener in das 16. Jahrhundert zurückreichenden, im 18. Jahrhundert überformten für den Ladenburger Altstadtkern charakteristischen Fachwerkhäusern mit massivem verputztem Erdgeschoss. Geschützt nach § 2 DSchG |    |
|                | Wohn- und Geschäftshaus                       | Rheingaustraße 1 (Karte)        |                                   | Zweigeschossiges verputztes Wohn- und Geschäftshaus in Spornlage zwischen Rheingaustraße und Färbergasse, Massivbau, nur 1. Obergeschoss zur Rheingaustraße Fachwerk, zweiteiliger Baukörper, nördlicher Teil mit massivem Erdgeschoss und leicht vorkragendem Obergeschoss, südlicher Teil etwas schmalerer Massivbau, Satteldächer, am Nordteil mit Schleppgauben; 1. Hälfte 19. Jahrhundert, 1983 Instandsetzung, Fassadensanierung, Dachneudeckung, 2007 neue Eingangstür, 2014 Umbau im Erdgeschoss, Grundrissänderung, Einrichtung von zusätzlichen Gasträumen. Das in schlichter zeittypischer Formensprache des 19. Jahrhunderts erbaute Haus Rheingaustraße 1 hat dokumentarischen Wert für die jüngere Ladenburger Stadtbaugeschichte. Es ist eines der im Altstadtkern mehrfach anzutreffenden Gebäude, die zur Schaffung neuen Wohn- und Arbeitsraumes für die stetig wachsende Ladenburger Bevölkerung in Baulücken oder anstelle spätmittelalterlicher Vorgängerbauten errichtet wurden. Bemerkenswert ist, dass die Grundmauern an der Südseite zum Teil aus Quadern der römischen Basilika bestehen, die schon im Mittelalter zur Einfassung des Kanzelbachs genutzt wurden, der einst offen durch die Färbergasse floss. Geschützt nach § 2 DSchG |    |
| Weitere Bilder | Wohnhaus                                      | Rheingaustraße 3 (Karte)        |                                   | Zweigeschossiges verputztes Wohnhaus in Spornlage zwischen Rheingaustraße und Kalter Gasse, massives Erdgeschoss mit jüngerem Ladeneinbau, Fachwerk-Obergeschoss, an der Ostseite massiv erneuert, steiles Satteldach; im Kern 1294/96 (dendrochronologisch datiert) mit späteren Um- und Ausbauten, 1991 Renovierung Fassade. Im Kern in das späte 13. Jahrhundert zurückreichend, hat das Handwerkerhaus Rheingaustraße 3 hohen dokumentarischen Wert für die Ladenburg Stadtbaugeschichte. Zudem veranschaulicht das schlichte Gebäude die Ladenburger Sozialtopographie im nordwestlichen Bereich der mittelalterlichen Stadterweiterung, wo sich im Gebiet zwischen den großen Adelshöfen (Cronberger Hof im Süden, Jesuitenhof im Osten und Handschuhsheimer Hof im Norden) an Rheingaustraße, Seiler- und Färbergasse überwiegend Handwerker ansiedelten. Geschützt nach § 2 DSchG |    |
|                | Giebel                                        | Rheingaustraße 4 (Karte)        |                                   | Romanischer Giebel mit verziertem Biforium (um 1200), von einem romanischen Vorgängerbau stammender Giebel, verbaut in einem Fachwerkhaus des 18. Jahrhunderts, dessen Obergeschoss wurde 1991 beim Ausbau des Dachgeschossesbis auf die Giebelmauern abgerissen. Der romanische Giebel hat dokumentarischen Wert für die Frühzeit der mittelalterlichen Stadt. Er ist eines der wenigen baulichen Zeugnisse aus der Zeit der Stadterweiterung an der Wende vom 12. zum 13. Jahrhundert. Geschützt nach § 2 DSchG | BW |
| Weitere Bilder | Wohnhaus                                      | Rheingaustraße 6 (Karte)        |                                   | Dreigeschossiges giebelständiges Wohn- und Geschäftshaus, massives verputztes Erdgeschoss mit Fenstern mit Ohrenrahmungen und jüngerem Ladeneinbau, zwei vorkragende Fachwerk-Obergeschoss und -Giebel, Satteldach mit Schleppgauben; 1580 erbaut (am Eckpfosten bezeichnet), Erdgeschoss im 18. Jahrhundert massiv erneuert, 1976 Fenstererneuerung, 1981 Dachausbau, Erstellung von Gauben, 1993 Umbau. Das Haus Rheingaustraße 6 hat hohen exemplarischen und dokumentarischen Wert als eines der noch in das Mittelalter zurückreichenden Ladenburger Bürgerhäuser. Es ist eines der in der Stadt mehrfach anzutreffenden Gebäude, bei denen die unteren Geschosse im 18. Jahrhundert in barocker Formensprache massiv erneuert wurden, während die vorkragenden Fachwerk-Obergeschosse erhalten blieben. Geschützt nach § 2 DSchG |    |
|                | Wohnhaus                                      | Rheingaustraße 7 (Karte)        |                                   | Zweigeschossiges, traufständiges, verputztes Wohnhaus, massives Erdgeschoss, leicht vorkragendes Fachwerk-Obergeschoss, Satteldach; um die Wende vom 18. zum 19. Jahrhundert errichtet, Fenster modern ersetzt. Das schlichte zeittypische Gebäude veranschaulicht die Nachverdichtung in der Ladenburger Altstadt zur Schaffung zusätzlichen Wohnraums im 18. und 19. Jahrhundert. Nachdem die Einwohnerzahl Ladenburgs in den Kriegswirren des 17. Jahrhunderts dramatisch abgenommen und sich zunächst nur langsam wieder erholt hatte, stieg sie im späten 18. und im 19. Jahrhundert stark an. Zwischen 1768 (1173 Einwohner) und 1895 (3424 Einwohner) verdreifachte sich die Zahl der Ladenburger Bürger, sodass vor allem im Gebiet der hochmittelalterlichen Stadterweiterung Baulücken geschlossen und Freiflächen überbaut wurden. Rheingaustraße Geschützt nach § 2 DSchG |    |
| Weitere Bilder | Wohnhaus                                      | Rheingaustraße 12 (Karte)       |                                   | Zweigeschossiges, traufständiges, verputztes Wohnhaus mit unregelmäßigem Grundriss, massives Erdgeschoss, Fachwerk-Obergeschoss, am nördlichen Hausteil ein zum Fenster umgebautes ehemaliges Türgewände mit zwei Wappen, bezeichnet 1589, Satteldach; im Kern spätes 16. Jahrhundert, im 18. Jahrhundert umgebaut und erweitert, 2017 Austausch von Fernsten und Haustüren. Ungeachtet späterer Umbauten und Erweiterungen hat das im Kern in das späte 16. Jahrhundert zurückreichende Handwerkerhaus Rheingaustraße 12 dokumentarischen Wert für die Ladenburg Stadtbaugeschichte. Das schlichte Gebäude veranschaulicht die Ladenburger Sozialtopographie im nordwestlichen Bereich der mittelalterlichen Stadterweiterung, wo sich im Gebiet zwischen den großen Adelshöfen (Cronberger Hof im Süden, Jesuitenhof im Osten und Handschuhsheimer Hof im Norden) an Rheingaustraße, Seiler- und Färbergasse überwiegend Handwerker ansiedelten. Geschützt nach § 28 DSchG |    |
|                | Wohnhaus                                      | Rheingaustraße 14 (Karte)       |                                   | Zweigeschossiges giebelständiges Wohnhaus in Ecklage, massives, verputztes Erdgeschoss, Obergeschoss und Giebeldreieck freiliegendes konstruktives Fachwerk, Satteldach mit Dachloggia auf der Südseite; 18. Jahrhundert, 1980 Sanierung Fassade, 2011 Austausch Haustür und Fenster, 2015 Einbau Dachloggia in Form einer offenen Schleppgaube. Das Gebäude hat dokumentarischen Wert für die Stadtbaugeschichte als eines jener für den Ladenburger Altstadtkern charakteristischen Bürger- und Handwerkerhäuser mit massivem verputztem Erdgeschoss und Fachwerk-Obergeschoss und -Giebel. Zudem erinnert es an die Ladenburger Sozialtopographie im nordwestlichen Bereich der mittelalterlichen Stadterweiterung, wo sich im Gebiet zwischen den großen Adelshöfen (Cronberger Hof im Süden, Jesuitenhof im Osten und Handschuhsheimer Hof im Norden) an Rheingaustraße, Seiler- und Färbergasse überwiegend Handwerker ansiedelten. Geschützt nach § 2 DSchG |    |
|                | Schwesternhaus                                | Rheingaustraße 15 (Karte)       |                                   | Zweigeschossiger traufständiger Backsteinbau, Eckrisalite mit Eingangstüren, große segmentbogige Fenster im Erdgeschoss, gekuppelte Fenster im Obergeschoss, Fassadengliederung mit Lisenen und Gesimsen, Satteldach; 1906 vom Erzbischöflichen Bauamt als Unterkunft und Krankenpflegestation der Niederbronner Schwestern (Orden der Töchter des Göttlichen Erlösers zur Verpflegung armer Kranken und zur Unterstützung anderer Armen in Bad Niederbronn im Elsass) errichtet, diese betrieben hier eine private Nähschule (1930 in das ehemalige Beinhaus bei der St. Galluskirche umgezogen), seit 1923 St. Josefskindergarten (bis 1970 von den Schwestern betrieben), 1960 Anbau an der Rückseite Das ehemalige Schwesternhaus hat zum einen als eines der im Ladenburger Altstadtkern eher selten zu findenden Beispiele eines Gebäudes in historistischer Formensprache dokumentarischen Wert für die jüngere Stadtbaugeschichte. Zum anderen zeugt es mit seiner Tradition als Haus der Niederbronner Schwestern, die hier eine Nähschule und später einen Kindergarten betrieben bis heute von der Geschichte der Ladenburger Sozialfürsorge und Schulgeschichte. Geschützt nach § 2 DSchG |    |
| Weitere Bilder | Wohnhaus                                      | Rheingaustraße 16 (Karte)       |                                   | Zweigeschossiges Wohnhaus in Spornlage über trapezförmigem Grundriss, massives teilweise verputztes Erdgeschoss aus Bruchsteinmauerwerk, freiliegendes Fachwerk-Obergeschoss an der Ostseite, dort Inschrift „um 1600“, übrige Obergeschosswände massiv erneuert, steiles Satteldach mit Wiederkehr und Schleppgauben; 16./17. Jahrhundert, 1975 Neudeckung Dach, Fenster modern ersetzt. Das im Volksmund auch „Rheingauspitz“ genannte hat als eines der in der 16./17. Jahrhundert zurückreichenden Bürger- und Handwerkerhäuser dokumentarischen Wert für die Ladenburg Stadtbaugeschichte. Zudem veranschaulicht das schmale, die Grundstücksfläche voll ausnutzende Gebäude die Ladenburger Sozialtopographie im nordwestlichen Bereich der mittelalterlichen Stadterweiterung, wo sich im Gebiet zwischen den großen Adelshöfen (Cronberger Hof im Süden, Jesuitenhof im Osten und Handschuhsheimer Hof im Norden) an Rheingaustraße, Seiler- und Färbergasse überwiegend Handwerker ansiedelten Geschützt nach § 2 DSchG |    |
|                | Wohnhaus                                      | Rheingaustraße 21 (Karte)       |                                   | Zweigeschossiges traufständiges Wohnhaus, verputzter Massivbau, Geschossgesims, Putzgliederung mit rustiziertem Sockel, Eckquaderung, Lisenen und geschwungenen Sohlbänken, Traufgesims mit Zahnschnitt, Satteldach; Fassade im zweiten Drittel des 19. Jahrhunderts einem wesentlich älteren Gebäude vorgeblendet, Haus im Inneren mehrfach umgreifend umgebaut. Mit seiner für den Ladenburger Altstadtkern ungewöhnlichen reich verzierten Fassade, die einem wesentlich älteren Gebäude in der Mitte des 19. Jahrhunderts vorgeblendet wurde, hat das Haus dokumentarischen Wert für die jüngere Ladenburger Stadtbaugeschichte. Mit dieser Schmuckfassade hebt es sich deutlich von den meisten schlichten Handwerker- und Ackerbürgerhäuser an der Rheingaustraße ab und reagiert auf die gegenüberliegenden repräsentativen Bauten an der Rheingaustraße (Palais Preysing und Handschuhsheimer Hof). Geschützt nach § 2 DSchG |    |
|                | Wohnhaus                                      | Rheingaustraße 26 (Karte)       |                                   | Zweigeschossiges traufständiges Wohnhaus, verputzter Massivbau, Putzgliederung mit rustiziertem Sockel, Eckquaderung, Borgenfriesen unter den Geschossgesimsen und Brüstungsfeldern am Obergeschoss, Kniestock mit rautenförmigen Öffnungen, Satteldach; Mitte 19. Jahrhundert; 1978 Fassade saniert, Fenster erneuert, 1977-1985 mehrere kleine Renovierungsmaßnahmen, 2006 Dachstuhlsanierung und Dachneueindeckung. Mit seiner für den Ladenburger Altstadtkern ungewöhnlichen reich verzierten Fassade, hat das Haus dokumentarischen Wert für die jüngere Ladenburger Stadtbaugeschichte. Mit dieser Schmuckfassade hebt es sich deutlich von den meisten schlichten Handwerker- und Ackerbürgerhäuser an der Rheingaustraße ab. Es bildet den optischen Höhepunkt der noch im Wesentlichen original erhaltenen geschlossenen Häuserzeile aus dem 19. Jahrhundert an der östlichen Seite der Rheingaustraße (Nr. 18-24). Geschützt nach § 2 DSchG |    |
| Weitere Bilder | Adelshof, Ehem. Handschuhsheimer Hof          | Rheingaustraße 32 (Karte)       |                                   | Hofanlage mit Wohnhaus und rückwärtiger Scheune, dreigeschossiges giebelständiges Wohnhaus, Erdgeschoss und Südwand und Teil der Ostwand des 1. Obergeschoss massiv und verputzt, straßenseitig mit Diamamtbossenquader-Malerei und rundbogigem Kellerabgang, über dem Erdgeschoss weit ausladendes Stockwerkgesims aus Sandstein, an der Südwestecke unter der Jahreszahl 1569 Wappen, zwei Fachwerk-Obergeschosse, Schopfwalmdach, an der Nordseite halb eingebauter massiver runder Treppenturm mit Fachwerkoberteil und Zeltdach, westlich des Wohnhauses überbautes Hoftor (datiert 1561); um 1475 von Dieter von Handschuhsheim als Fachwerkbau errichtet, 1561-1569 Erdgeschoss und Obergeschoss teilweise durch massives Mauerwerk ersetzt, 1976–78 Instandsetzung des Inneren und des Dachs, 1985/86 Sanierung Außenfassade, Rekonstruktion der Fassadenmalerei, 2010 Instandsetzung von Wandmalereien (renaissancezeitliche Wandmalereien im EG, Rollwerkmalereien) und gefassten Türen; im rückwärtigen Teil der Parzelle große Bruchstein-Scheune mit rundbogigem Tor (datiert 1599), erneuertes Fachwerk-Oberteil. Der ehemalige Handschuhsheimer Hof hat als einer der großen, bis ins Mittelalter zurückreichenden Ladenburger Adelshöfe hohen, dokumentarischen Wert für die Entwicklung der Stadt. Das Areal der Stadterweiterung aus der Zeit um 1200 war sehr viel weiträumiger und lockerer besiedelt ist als das karolingische Ladenburg. Ein nicht unbeträchtlicher Teil wurde von großen Adelshöfen eingenommen, die im Besitz von Ministerialen der Wormser Bischöfe waren. Später erneuert und umgebaut zeugen die Hauptgebäude der Adelshöfe bis heute vom Reichtum ihrer einstigen Besitzer, während die zugehörigen Nebengebäude weitgehend verschwunden sind. Die Bedeutung des zu den stattlichsten Gebäuden Ladenburgs zählende Handschuhsheimer Hofs wird durch seine exponierte Lage an der Biegung der Rheingaustraße und die wiederhergestellte renaissancezeitliche Farbfassung mit illusionistisch gemalten Diamantbossenquadern unterstrichen, die den gesellschaftlichen Rang der adeligen Besitzer unterstreichen sollte. Geschützt nach § 28 DSchG |    |
| Weitere Bilder | Schloss, Palais Freysing                      | Rheingaustraße 34 (Karte)       |                                   | Zweigeschossiges traufständiges Wohnhaus, verputzter Massivbau, Erdgeschoss mit Putzrustika, große rundbogige Torfahrt mit Fratzenscheitelstein, Eckquaderung, Fenster mit Ohrenrahmungen, Satteldach mit Schleppgauben, im Inneren barocker Stuck im Erdgeschoss, Wand- und Deckenmalereien des späten 19. Jahrhunderts, nördlich anschließend ehemalige Fabrikgebäude, um einen Hof gruppierte drei- und viergeschossige verputzte Massivbauten, Fassadengliederung durch Geschossgesimse und Lisenen, flaches Satteldach; Wohnhaus 1736 (oder 1756?) vom kurpfälzischen Geheimrat und Generalfeldzeugmeister Johann Philipp Jacob Graf von Preysing erbaut, 1895 Kauf des Gebäudes und des Nachbargrundstücks durch den Tabakfabrikanten Wilhelm Agricola und Errichtung einer Tabakfabrik, später Krawattenfabrik, Palais umgestaltet, Grundrissveränderungen (Räume verkleinert), Wand- und Deckenmalereien. Fenster erneuert, 1998/99 umfängliche Sanierung mit Dachausbau und Gauben. Der aufwändig gestaltete Stadtpalast hat hohen dokumentarischen Wert für die Stadtbaugeschichte nach den Kriegswirren des 17. Jahrhunderts. Seine Größe und die Verwendung der Formensprache Barock machen ihn einzigartig im Baubestand der Stadt und zeugen von Selbstbewusstsein und Reichtum seines Erbauers, des kurpfälzischen Geheimrat und Generalfeldzeugmeister Johann Philipp Jacob Graf von Preysing. Mit seiner zweiten Zeitschicht, dem Umbau des Palais und dem Neubau einer Fabrik durch den Tabakfabrikanten Wilhelm Agricola ist es zudem ein einzigartiges Zeugnis dafür, dass der Anbau und die Verarbeitung von Tabak vom 17. Jahrhundert bis in die 1930er Jahre ein bedeutender Wirtschaftszweig in Ladenburg war. Geschützt nach § 28 DSchG |    |
| Weitere Bilder | Wohnhaus                                      | Rheingaustraße 36 (Karte)       |                                   | Zweigeschossiges Wohnhaus in Ecklage, verputzter Massivbau, an der Südwestecke segmentbogiger Kellerabgang, Satteldach; im 18./19. Jahrhundert über wesentlich älterem Keller errichtet (dendrochronologisch datiert 1314/15) errichtet, 1986/87 diverse Renovierungsmaßnahmen, Restaurierung Außenfassade, Fenster und Türerneuerung, Dachneueindeckung, Umbau Scheune (Preysingstraße 1), 2013/14 Wohnhausumbau und -erweiterung. Das in schlichter zeittypischer Formensprache des späten 18./frühen 19. Jahrhunderts über einem wesentlich älteren Kern erbaute Haus ist eines der im Altstadtkern mehrfach anzutreffenden Gebäude, die anstelle mittelalterlicher Vorgängerbauten errichtet wurden. Zusammen mit der nördlich angebauten, heute zu Wohnzwecken genutzten Scheune erinnert es zudem an die Vergangenheit Ladenburgs als Ackerbürgerstadt, in der der überwiegende Teil der Bevölkerung bis weit in das 19. Jahrhundert hinein eine (Nebenerwerbs-)Landwirtschaft betrieb. Geschützt nach § 2 DSchG |    |
|                | Wohnhaus                                      | Schulstraße 6 (Karte)           |                                   | Zweigeschossiges freistehendes Wohnhaus mit rechts und links anschließender Bruchstein-Gartenmauer, verputzter Massivbau mit acht Achsen, Fenster mit Sandsteingewänden, zum Teil mit Ohrenrahmungen, straßenseitig Rundbogenportal, an der Rückseite Mittelrisalit, Walmdach mit Schleppgauben; 1749/50 nach Plänen von J. J. Rischer und K. Valerius als Evangelische Kollektur auf dem Gelände des Hirschberger Hofs errichtet, 1812 Renovierung, 1831-1853 evangelisches Pfarrhaus, 1853/54 Umbau zur Evangelischen Volksschule, 1885-1889 Kranken- und Pfründnerhaus, in der Folge umgebaut, 1889-1937 Bürgerhospital, seit 1937/38 Umbau zu einem Wohnhaus mit vier Mietwohnungen, 1982/83 Renovierung, Umbau Dachgeschoss und Außeninstandsetzung. Das Gebäude hat mit seiner Vergangenheit als Evangelische Kollektur, Pfarr-, Schul- und Krankenhaus dokumentarischen Wert für die Ladenburger Stadtgeschichte. Auf dem Areal des einstigen Hirschberger Hofes errichtet, steht zudem beispielhaft für die bauliche Struktur der nordöstlichen und südöstlichen Randgebiete der Ladenburger Altstadt. Das Areal der Stadterweiterung der Zeit um 1200 war sehr viel weiträumiger und lockerer besiedelt ist als das karolingische Ladenburg. Ein nicht unbeträchtlicher Teil des neu ummauerten Bezirks wurde von großen Adelshöfen eingenommen, die im Besitz von Ministerialen der Wormser Bischöfe waren. Geschützt nach § 2 DSchG |    |
| Weitere Bilder | Stadttor, Martinstor                          | Wormser Straße (Karte)          |                                   | Viergeschossiger Torturm über querrechteckigem Grundriss aus Sandsteinquadern und Bruchsteinen, an der Außenseite durch diagonalgestellte Strebepfeiler aus Bossenquadern verstärkt, Durchfahrt mit spitzbogigen profilierten Torbögen, an der Außenseite hoher Blendbogen (Führung für das Fallgatter) und darüber segmentbogige Figurennische mit dem Reiterstandbild des Hl. Martin (1270/80), an der Westseite auf Konsolen vorkragender Aborterker, an der Stadtseite in Höhe des ehemaligen Wehrgangs rechteckiger Zugang, darüber mit durch Backstein und Bruchstein zugemauerte große Spitzbogenöffnung, Walmdach; um 1270/80 anstelle eines vor 1200 im Zuge der Stadterweiterung erbauten Vorgängertors errichtet, dieses 1258 zusammen mit der „äußeren Mauer“ (portam muri exterioris) erstmals urkundlich erwähnt, 1934 Kopf des Pferdes in Kupferblech ersetzt. Das Wormser oder Martinstor ist als Teil der in Resten überlieferten Befestigung der Stadterweiterung des späten 12./frühen 13. Jahrhunderts ein wichtiges Zeugnis der einstigen Wehrhaftigkeit der Stadt Ladenburg und hat hohen dokumentarischen Wert für die Stadtgestalt und die Stadtgeschichte. Darüber hinaus ist das letzte der ursprünglich vier Ladenburger Stadttore neben den Türmen der Katholischen und Evangelischen Stadtkirche eine entscheidende vertikale Dominante der Stadtsilhouette. Geschützt nach § 28 DSchG |    |
| Weitere Bilder | Turm, Hexenturm                               | Wormser Straße (Karte)          |                                   | Nord-West-Turm der mittelalterlichen Stadtmauer, Rundturm aus Bruchsteinmauerwerk, im unteren Teil Mauerwerk sockelartig verstärkt und mit drei Strebepfeilern gesichert, einige unregelmäßig angeordnete Schießscharten, in Höhe des ehemaligen Wehrgangs rundbogiges Portal mit abgefastem Gewände, über einem Segmentbogenfries aus Backstein ebenfalls aus Backstein gemauertes Turmhaupt mit Segmentbogenblenden und späteren Fensteröffnungen, Zeltdach; 13./14. Jahrhundert, 1986 neuer Turmhelm. Der an der Nordwestecke der Stadt errichtete Pulverturm ist als Teil der in Resten überlieferten Stadtbefestigung ein wichtiges Zeugnis der einstigen Wehrhaftigkeit der Stadt Ladenburg und hat hohen dokumentarischen Wert für die Stadtgestalt und die Stadtgeschichte. Am westlichen und nordwestlichen Altstadtrand hat sich mit Hexenturm, Martintor, Teilen von Stadtmauer und -graben ein bedeutender Teil der 1831 durch Gemeinderatsbeschluss zum Abbruch freigegebenen einstigen Stadtbefestigung erhalten. Darüber hinaus ist Hexenturm neben dem Martinstor sowie den Türmen der Katholischen und Evangelischen Stadtkirche eine entscheidende vertikale Dominante der Stadtsilhouette Geschützt nach § 28 DSchG |    |
| Weitere Bilder | Doppelwohnhaus                                | Wormser Straße 3 (Karte)        |                                   | Zweigeschossiges verputztes Doppelwohnhaus in Ecklage, massives Erdgeschoss, Fachwerk-Obergeschoss, Giebel mit freiliegendem konstruktiven (Nr. 1) bzw. verputztem (Nr. 3) Fachwerk, Satteldach mit Schleppgaube; Ende 18. Jahrhundert erbaut. Nr. 1: 1989 ergab eine Befunduntersuchung einen stark reduzierten Bestand aus der Erbauungszeit, verursacht durch starke Eingriffe des 19. und 20. Jahrhundert, 1989 Umbau und Modernisierung (alte steile Treppe durch Wendeltreppe ersetzt, Fenstererneuerung) Nr. 3: 1995 Wohnausumbau und Errichtung einer Dachgaube, mit weitgehendem Austausch der Bausubstanz (Gebäude bestand nahezu vollständig aus wiederverwendeten Holzteilen, die in schlechtem Zustand waren). Das Gebäude hat dokumentarischen Wert für die Stadtbaugeschichte als eines jener vom 16. bis ins 18. Jahrhundert errichteten, für den Ladenburger Altstadtkern charakteristischen Bürger- und Handwerkerhäuser. Diese sind in der Regel mit massiven verputzten Erdgeschossen und Fachwerk-Obergeschossen und -Giebeln gestaltet, wobei das Fachwerk der frühen Häuser zumeist in Zierformen gestaltet ist, während man im 18. Jahrhundert auch oft konstruktives, verputztes Fachwerk bevorzugte. Geschützt nach § 2 DSchG |    |
|                | Wohnhaus                                      | Wormser Straße 6 (Karte)        |                                   | Eingeschossiges giebelständiges Wohnhaus, verputzter Massivbau, am Erdgeschoss kleine Figurennische (Madonna mit Kind, 18. Jahrhundert), Schopfwalmdach mit kleiner Schleppgaube, südlich angebauter Scheunenteil, Torfahrt mit geradem Sturz, darüber durchbrochen gemauerte Wand; spätes 18. Jahrhundert, 1992 Modernisierung und Erweiterung (Grundrissänderungen vor allem im Obergeschoss, Dachneudeckung, Fenstererneuerung). Das in schlichter Formensprache des 18. Jahrhunderts erbaute Haus Wormser Straße 8 hat dokumentarischen Wert für die jüngere Ladenburger Stadtbaugeschichte. Es ist eines der im Altstadtkern mehrfach anzutreffenden Gebäude, die zur Schaffung neuen Wohnraumes für die stetig wachsende Ladenburger Bevölkerung anstelle in Baulücken oder spätmittelalterlicher Vorgängerbauten errichtet wurden. Das Ackerbürgerhaus mit angebauter Scheune mit Torfahrt erinnert zudem daran, dass das Ladenburger Wirtschaftsleben bis weit in das 19. Jahrhundert hinein von der (Nebenerwerbs-)Landwirtschaft geprägt war. Geschützt nach § 2 DSchG | BW |
| Weitere Bilder | Wohnhaus                                      | Wormser Straße 8 (Karte)        |                                   | Zweigeschossiges, giebelständiges Wohnhaus, Erdgeschoss und Südseite massiv und verputzt mit Fenster- und Türgewänden aus Sandstein, seitlicher Anbau mit schrägem Kellerabgang, Obergeschoss und Giebel freiliegendes Fachwerk in Ständerbauweise, Satteldach mit Schleppgauben; 1365/66 erbaut (dendrochronologisch datiert, Giebeldreieck an der Westseite und vier Bundwände erhalten), im 16. Jahrhundert Erdgeschoss am westlichen Giebel und an der Südseite massiv ersetzt, 1966 Scheunenteil abgebrochen. Das kurz nach der Mitte des 14. Jahrhunderts in Ständerbauweise errichtete Fachwerkhaus hat als eines der ältesten Häuser Ladenburgs hohen dokumentarischen Wert für die frühe Stadtbaugeschichte. Das Ackerbürgerhaus( 1966 wurde die zugehörige Scheune restlos abgebrochen) verweist zudem darauf, dass Ladenburg bis weit in das 19. Jahrhundert hinein von der (Nebenerwerbs-)Landwirtschaft geprägt war. Geschützt nach § 2 DSchG |    |
| Weitere Bilder | Wohnhaus, Scharfrichterhaus                   | Wormser Straße 10 (Karte)       |                                   | Hofanlage bestehend aus Wohnhaus und Nebengebäude (ehemalige Scheune), eingeschossiges, giebelständiges Wohnhaus, verputzter Massivbau, Fenster mit Ohrenrahmungen, zwischen den Obergeschossfenstern kleine rundbogige Nische mit Kreuzigungsrelief, Schopfwalmdach mit Wiederkehr, zwei Reihen Schleppgauben, südlich des Wohnhauses Gartenmauer mit geohrtem Rechteckportal, Wappenkartusche im Sturz bezeichnet 1730, nördlich des Wohnhauses Gartenmauer mit rundbogige Fußgängerpforte mit Wappenkartusche (Lamm für Ostertag), barocke Torpfeiler mit modernem Holztor; an dieser Stelle ist seit 1589 das Wohnhaus des Scharfrichters und Wasenmeisters (Abdecker) nachweisbar, um 1730 Neubau durch Scharfrichter Nikolaus Ostertag, 1975 Umbau (rückwärtige Giebelseite und südliche Traufseite erneuert), Instandsetzung Fassade, Dachgeschossausbau, Abbruch eines Schuppens, Neubau einer Terrasse. Das Anwesen mit seiner breiten Torfahrt, dem großen Hof und den Ökonomiegebäuden hat dokumentarischen Wert für die Ladenburger Wirtschafts- und Sozialgeschichte. Es erinnert daran, dass Ladenburg als Ackerbürgerstadt bis weit in das 19. Jahrhundert hinein von der (Nebenerwerbs-)Landwirtschaft geprägt war. Die Hofanlage steht zudem beispielhaft für die bauliche Struktur der nordöstlichen und südöstlichen Randgebiete der Ladenburger Altstadt. Im Gebiet der hochmittelalterlichen Stadterweiterung lassen sich -trotz der Nachverdichtungen des 19. und 20. Jahrhunderts - im Gegensatz zur dicht bebauten karolingischen Kernstadt bis heute noch große und locker bebaute Parzellen ausmachen. Geschützt nach § 28 DSchG |    |
|                | Wohnhaus                                      | Wormser Straße 15 (Karte)       |                                   | Eingeschossiges, traufständiges Wohnhaus, im Westen an die Stadtmauer angebaut, verputzter Massivbau mit Sandsteingewänden, an der Ostseite spätgotisches Türgewände mit Stabwerk, Mansarddach; Ende 18. Jahrhundert erbaut unter Verwendung älterer Bauteile (Portal), im 19. Jahrhundert Werkstatteinbau, 1983 Fassadensanierung, Dachneudeckung, Fenstererneuerung Freilegung der Stadtmauer im Bereich des Hauses, 2007 Renovierung Wohnhaus, Ausbau des Nebengebäudes zum Wohngebäude, 2008 Fensteraustausch. Das in zeittypischer spätbarocker Formensprache des späten 18. Jahrhunderts errichtete Gebäude hat Bedeutung für die jüngere Ladenburger Stadtbaugeschichte. Mit der Verwendung der Stadtmauer als Westwand und den in diese eingebrochenen Öffnungen kündet es davon, dass zu seiner Erbauungszeit die Stadtbefestigung ihre fortifikatorische Funktion längst verloren hatte. Geschützt nach § 2 DSchG | BW |
| Weitere Bilder | Wohnhaus                                      | Wormser Straße 19 (Karte)       |                                   | Zweigeschossiges Wohnhaus in Ecklage, verputzter Massivbau, an der südlichen Erdgeschosswand romanisches Rundbogenfenster, an der Giebelwand zwischen den Obergeschossfenstern romanisches Biforium, in der rechten Hälfte Nische für Figur des Josef mit Jesuskind (18. Jahrhundert), abgewalmtes Mansarddach; im Kern 12./13. Jahrhundert, heutiger Baukörper stammt im Wesentlichen aus dem 18. Jahrhundert, 1969 Dacherneuerung, 1974 Erneuerung Außenputz, 2001 Modernisierung der Wohnung im Erdgeschoss und im Obergeschoss, Neuverputz Fassade und Anstrich, Instandsetzung Dachstuhl, Neudeckung Dach. Das Haus Wormser Straße 19 hat dokumentarischen Wert für die frühe Ladenburger Stadtbaugeschichte, haben sich in ihm doch mit einem Rundbogenfenster und einem Boiforium Reste eines romanischen Vorgängerbaus des 12./13. Jahrhunderts erhalten. Mit seiner zweiten barocken Zeitschicht ist es eines der im Altstadtkern mehrfach anzutreffenden Gebäude, die zur Schaffung neuen Wohnraumes für die stetig wachsende Ladenburger Bevölkerung im 18. und 19. Jahrhundert anstelle mittelalterlicher Vorgängerbauten errichtet wurden. Geschützt nach § 28 DSchG |    |
|                | Wohnhaus                                      | Wormser Straße 21 (Karte)       |                                   | Zweigeschossiges, traufständiges Wohnhaus, verputzter Massivbau, Sandsteintreppe zur Eingangstür, Gurtgesims, breites Traufgesims, Satteldach mit spitzgiebeligen Gauben; 1835 als Spital erbaut, zeitweilige Nutzung als Lazarett während der Kämpfe im Jahre 1849, 1863-1871 erstes Schulhaus der Großherzoglichen Höheren Bürgerschule (späteres Carl-Benz-Gymnasium), 1986 grundlegende Sanierung, dabei Grundriss gering, Treppenanlage und Fassade nicht verändert, 2014 Renovierung einer Wohnung im 2. Obergeschoss, 2015 Renovierung einer Wohnung im Erdgeschoss. Das Gebäude hat mit seiner Nutzung als Spital (bis 1863), dann als Höhere Bürgerschule (bis 1871) dokumentarischen Wert für die Geschichte der Ladenburger Sozialfürsorge und des Schulwesens. Es ist zudem eines der in schlichter zeittypischer Formensprache der ersten Hälfte des 19. Jahrhunderts gestalteten Gebäude, die vor allem in den eher locker bebauten Außenbereichen der mittelalterlichen Stadterweiterung errichtet wurden, um öffentliche Funktionen zu erfüllen bzw. um als Wohnraum für die stetig wachsende Bevölkerung zu dienen. Geschützt nach § 2 DSchG | BW |